# Puy du Fou
Pour les articles homonymes, voir Puy du Fou (homonymie).
Le Puy du Fou est un complexe de loisirs français situé sur la commune des Epesses, en Vendée. Fondé en 1989 par Philippe de Villiers et présidé depuis 2004 par l'un de ses fils, Nicolas de Villiers, il regroupe le parc et La Cinéscénie.
Le Puy du Fou accueille depuis 1978 La Cinéscénie, un spectacle nocturne assuré par des bénévoles, retraçant l'histoire de la Vendée à travers la présentation de scènes de la vie quotidienne d'une lignée de paysans du Moyen Âge au XXe siècle, et dans lequel est présentée une vision mythifiée d'un consensus social qui aurait caractérisé, selon les dirigeants du parc, la Vendée historique.
Le parc Puy du Fou, ouvert en 1989 — sous le nom de Grand Parcours, puis Grand Parc jusqu'en 2021 — reprend des éléments historiques de l'histoire de France et de l'histoire de la région environnant le Puy du Fou et les adapte pour en faire des spectacles, mettant notamment à profit des animaux dressés — chevaux, rapaces et bétail — et des effets spéciaux et pyrotechniques.
D'une manière générale, la plupart des personnages présentés dans les spectacles historiques du parc sont français et défendent leur village, leur royaume, la monarchie ou le catholicisme face à des ennemis venus de l'extérieur (Empire romain, Vikings, Anglais lors de la guerre de Cent Ans, troupes républicaines lors de la guerre de Vendée…).
Le parc évoque entre autres le thème de la guerre de Vendée, événement marquant de l'histoire de la région, en mettant en avant de manière romancée certaines figures royalistes du soulèvement vendéen comme les Maupillier et le général de l'Armée catholique et royale François Athanase Charette de La Contrie.
Il est le quatrième parc à thèmes de France par sa fréquentation, derrière les parcs Disneyland et Walt Disney Studios, à Disneyland Paris, et le parc Astérix. Le Puy du Fou se voit également distingué en 2012 par un Thea Classic Awards, décerné par la Themed Entertainment Association et par un Applause Award en 2014.

## Toponymie
Le Puy du Fou est un lieu-dit de la commune des Epesses au nord-ouest du bourg, situé dans le Haut Bocage vendéen, près des Herbiers et de Cholet, à 45 minutes de La Roche-sur-Yon et à une heure de Nantes et d'Angers en voiture. La réouverture de la liaison ferroviaire Cholet - Les Herbiers devrait rendre le parc accessible en train.
L'étymologie, du latin podium (hauteur, colline) et fagus (hêtre), conduit à interpréter le toponyme de Puy du Fou comme la « colline du hêtre » ou le « sommet des hêtres »,.

## Historique

### Années 1970

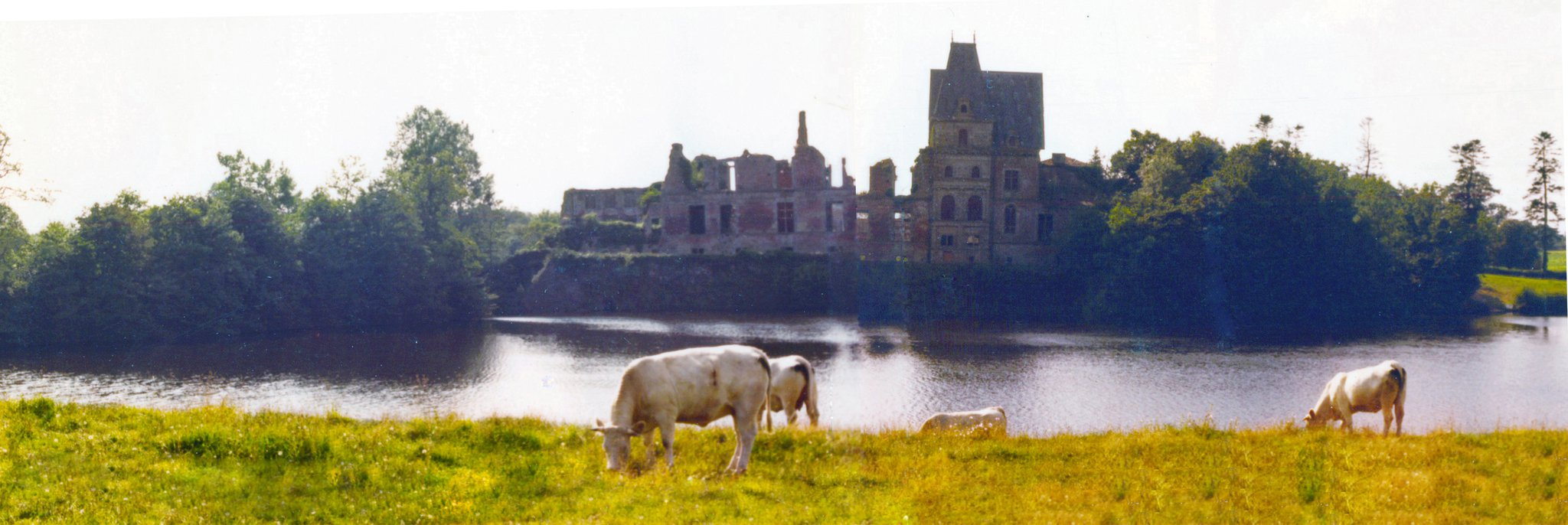
Dans les années 1970.

En 1977, Philippe de Villiers, haut fonctionnaire et fils de Jacques de Villiers (vice-président du conseil général de la Vendée), écrit un poème après avoir recherché les ruines du château du Puy du Fou et décide de créer un spectacle exaltant l'histoire de la région,,. Il conçoit, écrit et réalise le spectacle dont la première représentation a lieu le 16 juin 1978. Ce spectacle est dans un premier temps intitulé Ce soir, la Vendée avant de recevoir son nom définitif : La Cinéscénie,,, un spectacle nocturne qui souhaite retracer l'histoire de la Vendée du Moyen Âge à la Seconde Guerre mondiale à travers le destin d'une famille, les Maupillier.

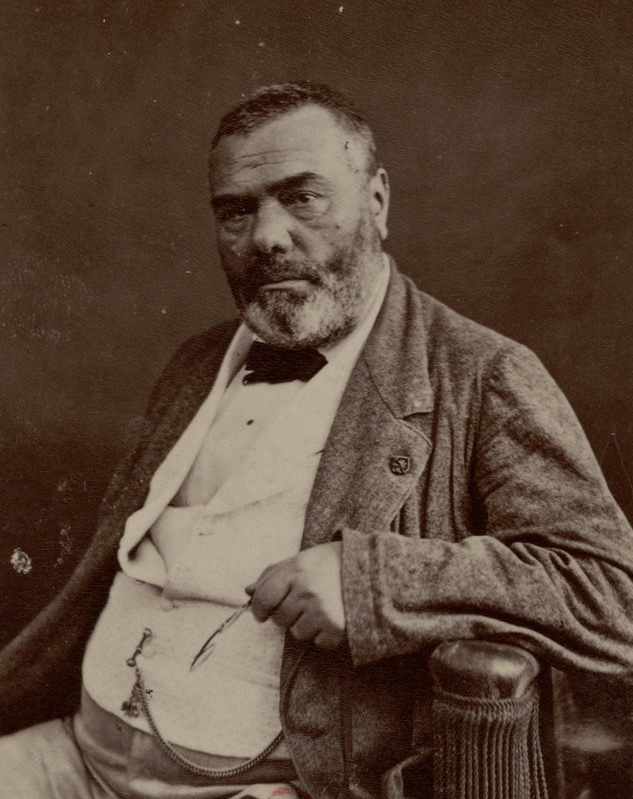
Jacques Crétineau-Joly, historien contre-révolutionnaire.

Son héros est Jacques-Louis Maupillier. L'auteur s'inspire initialement de la lecture d'Histoire de la Vendée militaire (1840-1842) de Jacques Crétineau-Joly, essayiste et historien contre-révolutionnaire. Il y est décrit différents passages de la vie du paysan Jacques-Louis Maupillier, enrôlé à un jeune âge dans la guerre de Vendée. De plus, Villiers attribue la fonction de garde du château du Puy du Fou à un autre Maupillier. Courant dans la région, le patronyme est orthographié variablement Maupillier, Maupillié, Maupillé, Maupillier et Mopilier. Installée depuis le XIIe siècle, une famille Maupillé est localisée avec le concours d'un historien.
La Cinéscénie est créée en 1978 parallèlement à l'écomusée. Monté à l'initiative de Philippe de Villiers et grâce à une poignée de volontaires, ce spectacle nocturne se déroule dans le cadre du château en ruine du Puy du Fou. Ils sont entre 500 et 600 Puyfolais à interpréter la première représentation du son et lumière le 16 juin 1978,,. 81 000 visiteurs y assistent la première année, alors qu'il en fallait 40 000 pour amortir les couts.

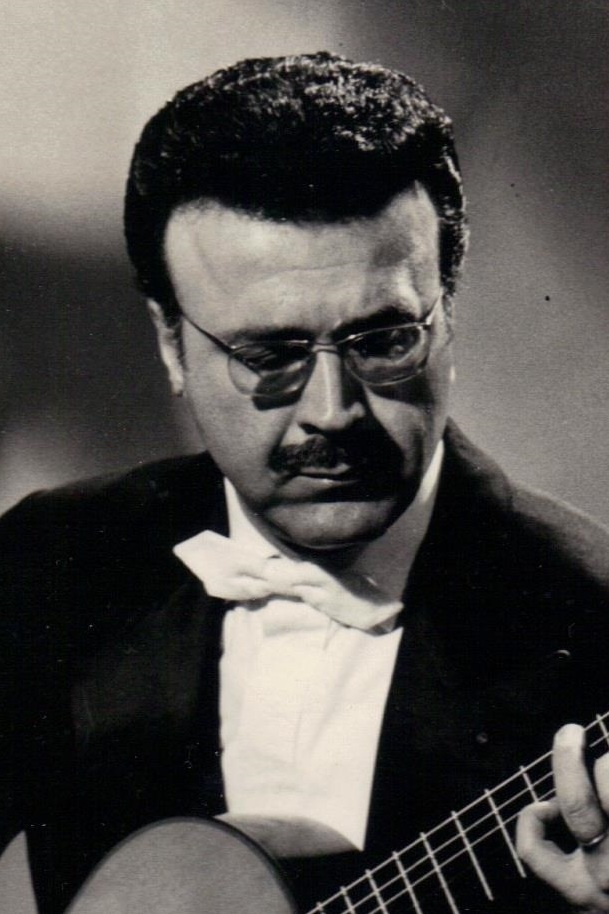
Alexandre Lagoya.

Selon plusieurs historiens, le spectacle développe dès le début de la représentation une vision orientée de l'histoire de la révolution et de la guerre de Vendée, les présentant sous une version mythifiée,,,, où les tensions sociales seraient absentes de la société vendéenne entre les élites nobles et le peuple,.
Alexandre Lagoya compose une bande sonore pour le premier spectacle son et lumière nommé Ce soir, la Vendée.
Une subvention de 60 000 FRF est accordée pour la deuxième saison du son et lumière de la part du comité du tourisme en Vendée et du comité des affaires culturelles du conseil général,.

### Années 1980
|                                                           |  |  |
| Valéry Giscard d'Estaing (1981) et Jacques Chirac (1986). |  |  |

Valéry Giscard d'Estaing est invité à assister à La Cinéscénie le 2 août 1980. Il ne s'agit pas d'une visite d'agrément, mais d'un échange de bons procédés. Alors président de la République, il avait demandé au sous-préfet Philippe de Villiers d'intervenir en faveur de son fils Henri pendant une campagne électorale,.
Lors d'un sujet sur le Puy du Fou en 1982 dans l'émission 7 sur 7 de TF1, Philippe de Villiers décrit le spectacle tel un « cinéma vivant en plein air ».
Dans le cadre de l'émission diffusée en février 1984 Vive la crise ! qu'il a présentée, Yves Montand se rend au Puy du Fou la même année,
À 1 h 50 le lundi 18 juin 1984, survient l'explosion d'une tonne d'artifices. La piste de l'acte de vandalisme ou de l'accident est alors évoquée et une enquête est immédiatement lancée.
L'élaboration des parcs Mirapolis (1987) et Astérix (1989) s'inspire de visites californiennes à Disneyland au début des années 1980,. L'élaboration de Nigloland (1987) est inspirée par une visite à Walt Disney World Resort. De même, l'équipe de La Cinéscénie se rend également sur ce site pour étudier le secteur des parcs de loisirs. Leur visite en Floride leur montre le degré de professionnalisation du secteur et a de l'influence sur la création du parc en Vendée (1989).
Jacques Chirac fait une arrivée remarquée en hélicoptère le 12 juin 1987 et provoque un mouvement de foule. Il s'y rend en tant que Premier ministre de cohabitation de François Mitterrand. Avec François Léotard, Raymond Barre et Olivier Guichard, il est invité pour assister à La Cinéscénie qui se déroule alors sous une forte pluie. Hormis Valéry Giscard d'Estaing, les chefs de partis de droite sont présents. Également invité, Jean-Marie Le Pen n'est pas convié à la même table. Il dîne à 10 km du parc. Il fait ostensiblement part de son mécontentement au vu de cette différence de traitement. À La Roche-sur-Yon, une manifestation rassemble cinquante participants contre la venue de ce dernier au Puy du Fou.
Ce genre d'invitation a déjà lieu en 1986,.

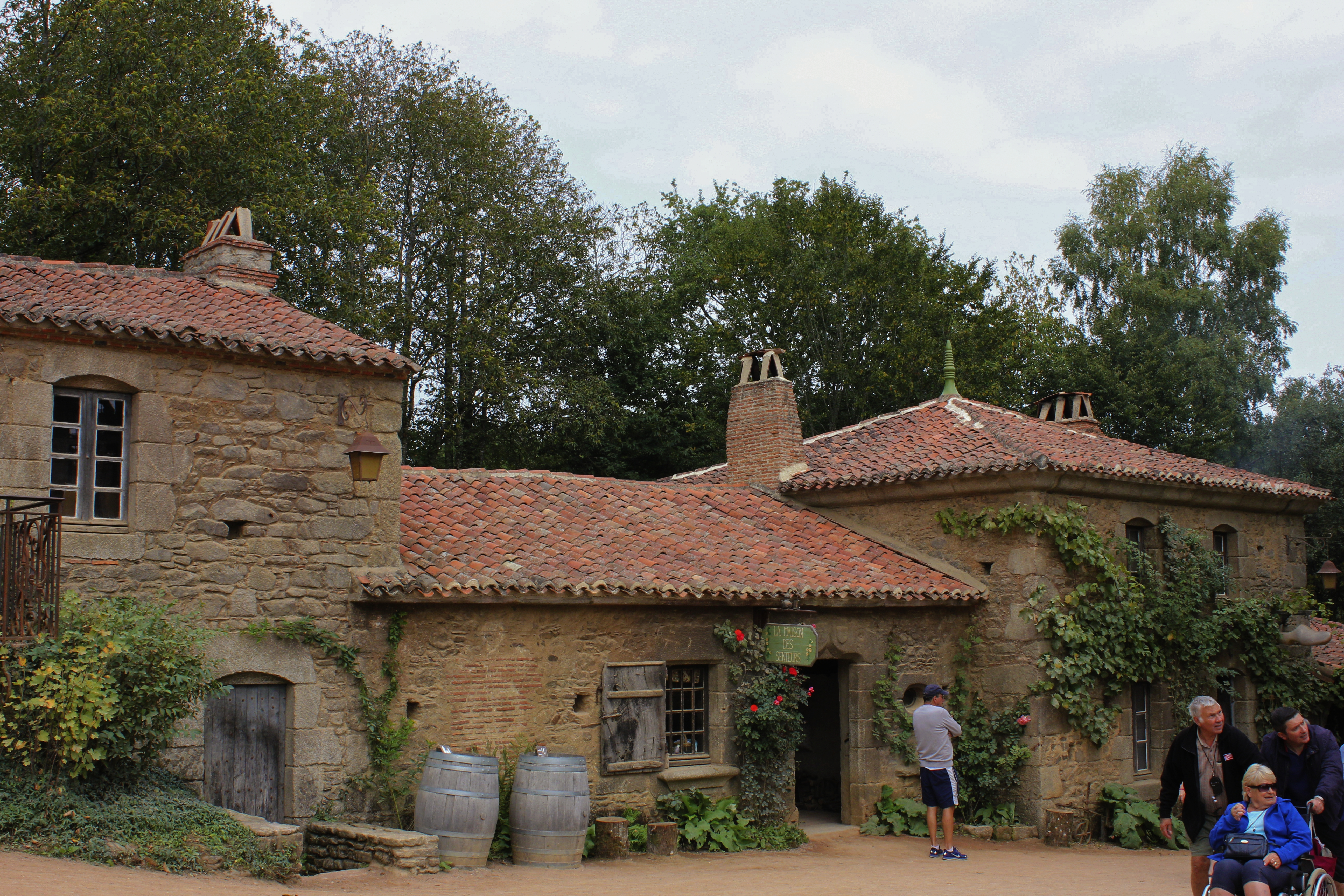
Le village XVIIIe siècle (depuis 1989).

En 1989, est créé le Grand Parcours — ancien nom du parc — autour d'un petit village reconstitué façon XVIIIe siècle et de ses artisans, le Puy de galerne. Les visiteurs sont emmenés en barque depuis l'entrée vers ce village et ils traversent la forêt du Puy du Fou. À l'origine, ce village est construit pour les besoins d'un film historique : Vent de galerne,. Une église en carton-pâte est également bâtie, mais le scénario la destine à la destruction par les flammes. Pierre Bellon — fondateur de la multinationale Sodexo — conseille les équipes vendéennes à la suite de pertes financières dans leur restaurant.

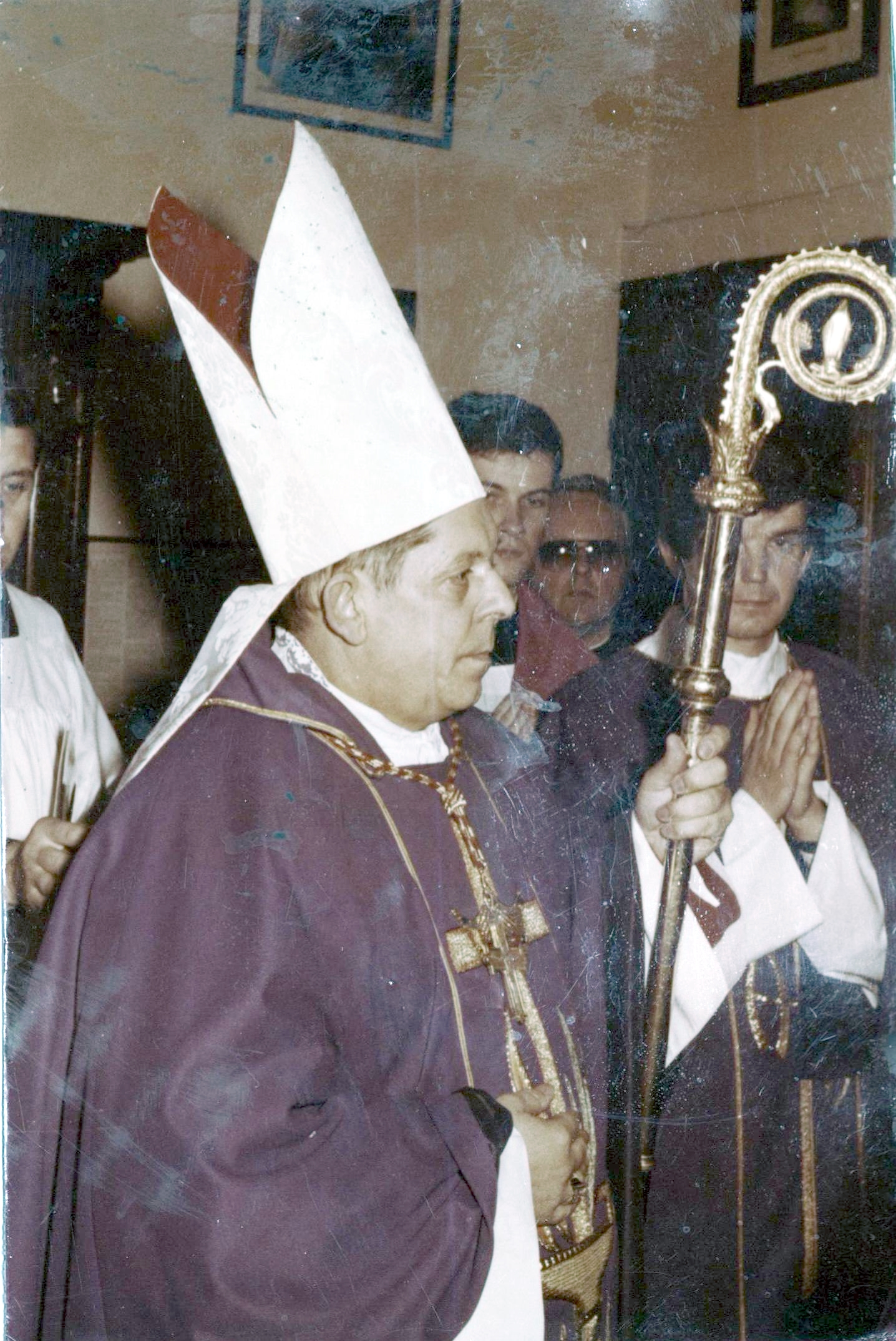
Józef Glemp (1984).

Anne Fourcade est l'une des conceptrices du parc de loisirs où elle travaille en 1988 et 1989, à ses débuts. Elle était à l'origine du parc d'attractions Mirapolis, fermé après cinq saisons en raison de graves problèmes financiers. Les plans de celle-ci engendrent la colère de Philippe de Villiers, ils sont par la suite déchirés, avant de repartir d'une page blanche. Ce Grand Parcours est un parc de loisirs de 50 ha créé près de La Cinéscénie, sans lien réel avec l'histoire locale. Il s'agit d'activités commerciales, en précisant que La Cinéscénie du Puy du Fou mobilise des bénévoles.
Pour Patrick Boucheron, l'ouverture de ce parc en 1989 est à mettre en parallèle avec le bicentenaire de la Révolution contre lequel « l'enjeu était alors de faire front », ce parc représentant « un contre-feu à l'exaltation multiculturaliste du déﬁlé de Jean-Paul Goude ».
Józef Glemp, cardinal polonais et archevêque de Varsovie, ainsi que certains dirigeants de Solidarność sont invités au Puy du Fou en juillet 1989. Vingt-trois conventions sont signées lors de cette visite, au « caractère religieux, culturel et politique ». Les autres invités sont par exemple Mgr Paty, évêque de Luçon, une quarantaine de prêtres et les hommes politiques Michel Noir, Charles Millon et Michel Barnier.

### Années 1990
En 1990, la tribune en bois démontable du son et lumière ne suffit plus : la décision est prise de construire une tribune panoramique de 9 000 places. Philippe de Villiers sollicite son frère cadet Emmanuel de Villiers pour prendre la direction générale du Grand Parc du Puy du Fou (fonction qu'il assume jusqu'à son départ en 2002 pour le Futuroscope). Le plus jeune des quatre frères Villiers est reconnu pour sa capacité à adapter et pondérer les concepts qu'imagine Philippe de Villiers. « Contrairement à son entourage, il est fasciné par l'approche américaine des parcs à thèmes, qu'il va épisodiquement observer sur place » déclare Emmanuel Mongon du cabinet Imaginvest, spécialisé dans les équipements de tourisme et les parcs à thèmes.
En novembre 1990, le fisc réclame près de quatre millions de francs au Puy du Fou. Ce redressement fiscal se répartit à hauteur d'un million de francs pour l'exercice 1986 et de 2,7 millions de francs pour l'exercice 1987-1988.

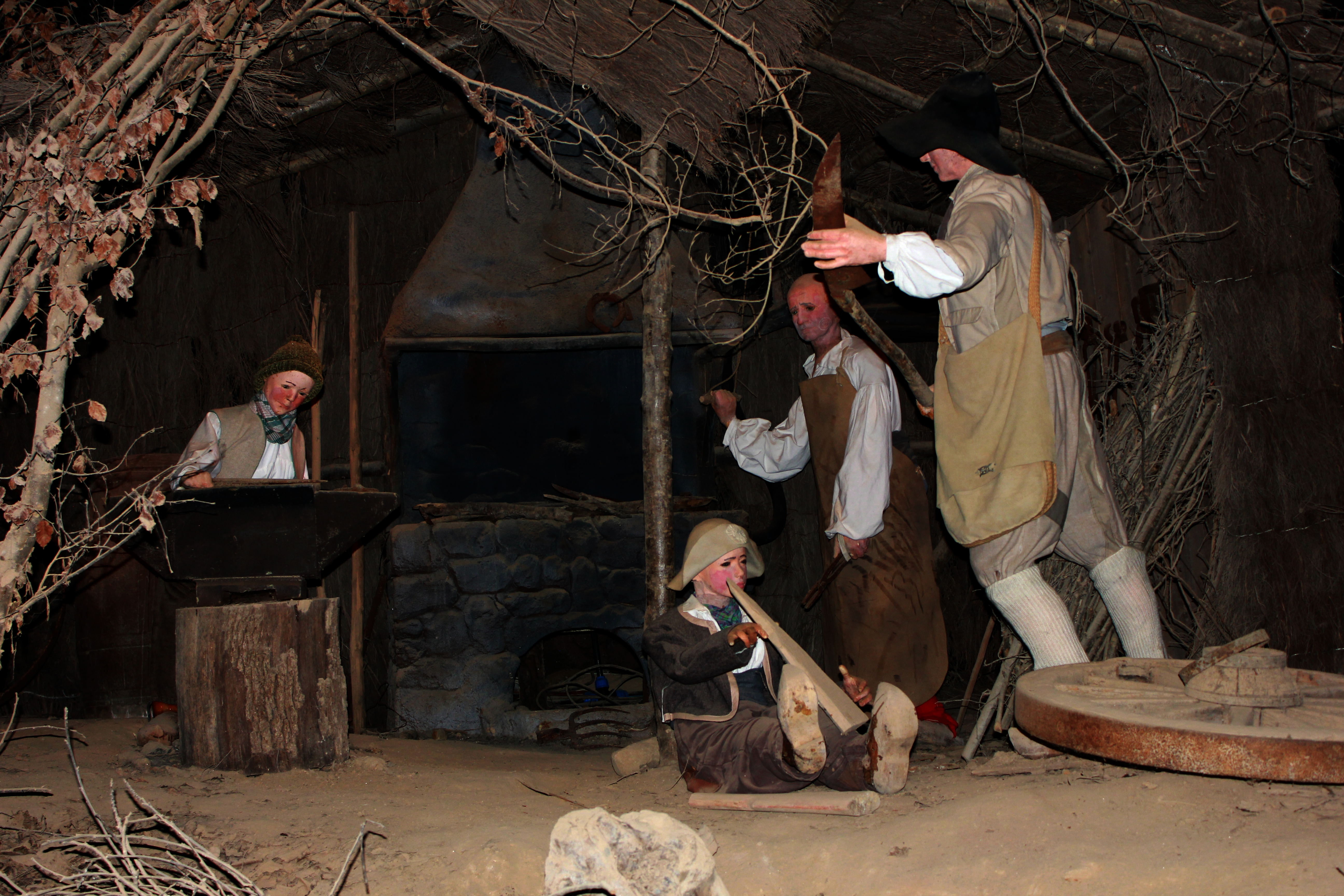
Le Chemin de la mémoire (de 1991 à 2015).

En 1991, est créé un spectacle de fauconnerie et le Chemin de la mémoire au sein du Grand Parcours.
Ils sont 214 000 en 1991 et 500 000 à arpenter les allées en 1996.
En 1992 est créé le théâtre d'eau avec une thématique sur la Vendée qui s'échelonne sur trois siècles : 1793 Vendée douloureuse ; 1893 La vie renaît ; 1993 Vendée Globe.
En 1993, Didier Barbelivien écrit une chanson intitulée Puy du Fou ; ouverture du restaurant animé La Halle Renaissance à l'entrée du Grand Parcours. La même année, le président de l'association pour la mise en valeur du château et du Pays du Puy du Fou ainsi que Villiers se présentent dans le bureau de Nicolas Sarkozy pour obtenir l'effacement de leur arriéré fiscal. Sarkozy leur accorde cette faveur en ajoutant qu'ils devront payer l'impôt sur les bénéfices.
En 1994, création du spectacle La Fête de chevalerie au sud du château du Puy du Fou.

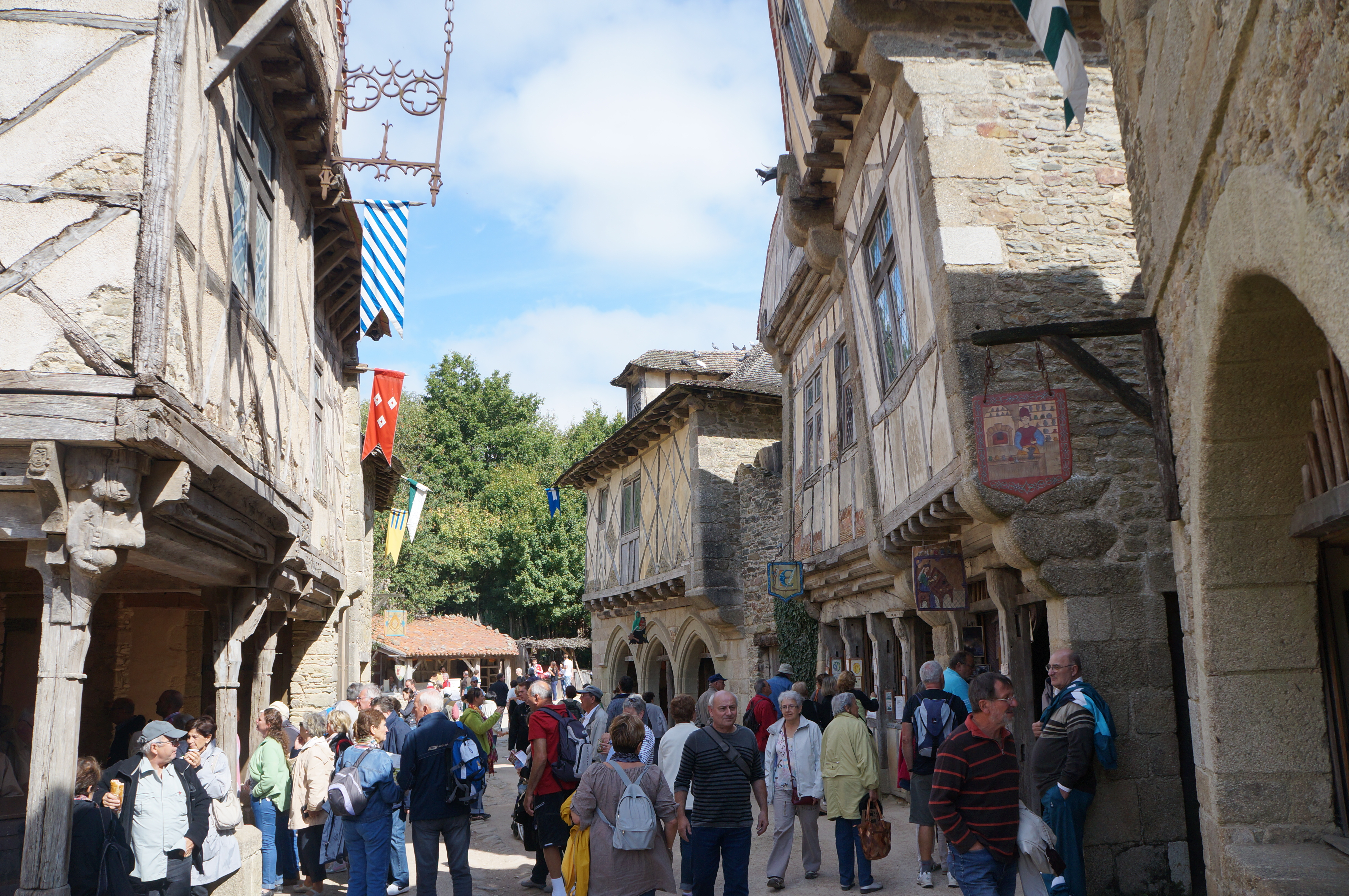
La cité médiévale (depuis 1995).

En 1995, la cité médiévale est ouverte, petite cité reconstituée avec sa chapelle, sa rue basse et sa rue haute, et ses enseignes qui accueillent des artisans comme le tonnelier, la portraitiste, la bourrelière ou encore le talmellier.
En 1996, modification du théâtre d'eau, un spectacle retraçant l'histoire des « Puyfolais » avec en fil conducteur la petite fille au tambour dans la forêt du Puy du Fou.
Cet été est marqué par une progression de 18 % de sa fréquentation. Le parc accueille les équipes de Disney Parade pour le tournage d'un numéro diffusé le 25 décembre sur TF1. Intitulé Disney Noël au Moyen Age, l'émission est une succession de scènes tournées dans le parc vendéen et de dessins animés de l'entreprise américaine.

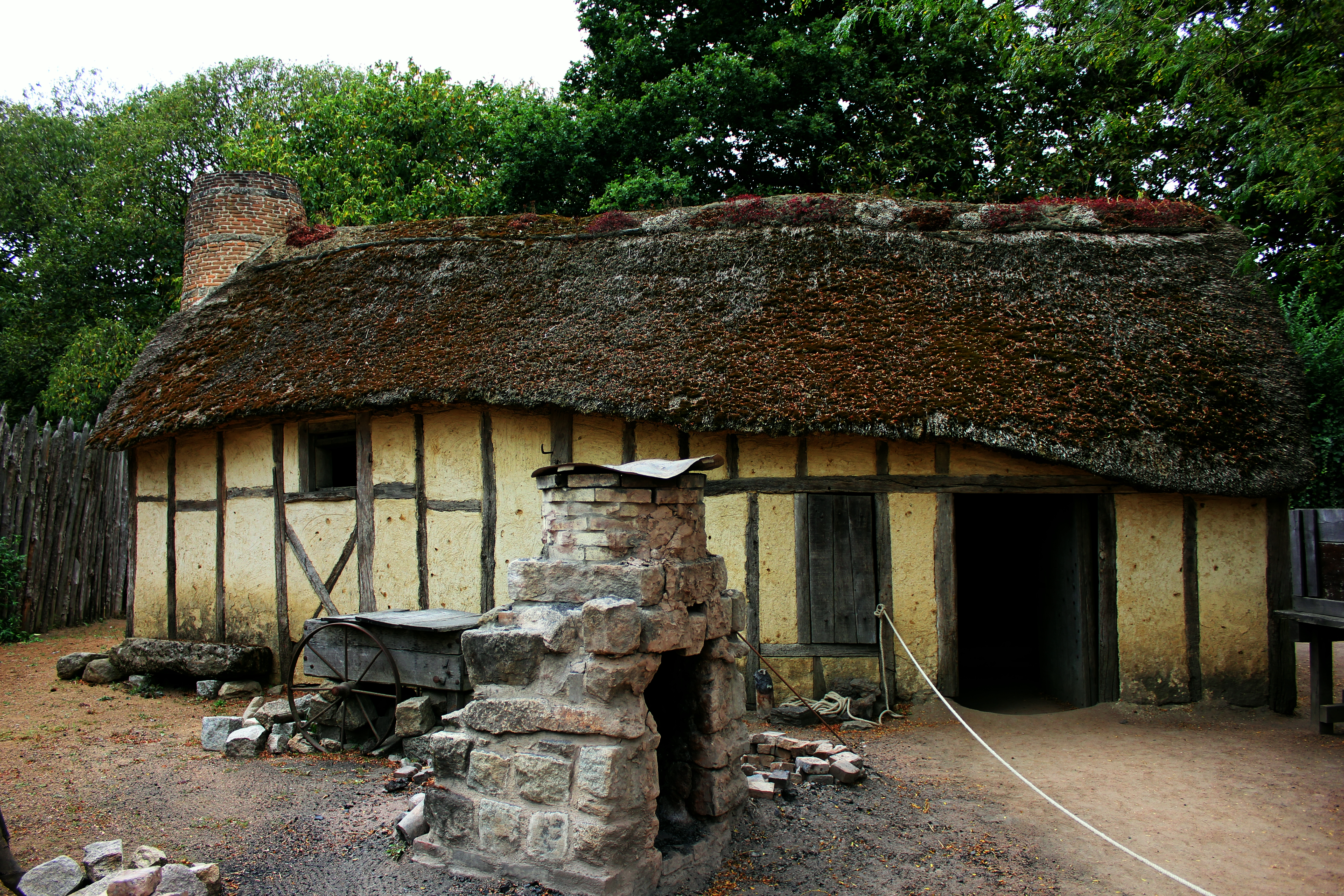
Le fort de l'an mil (depuis 1997).

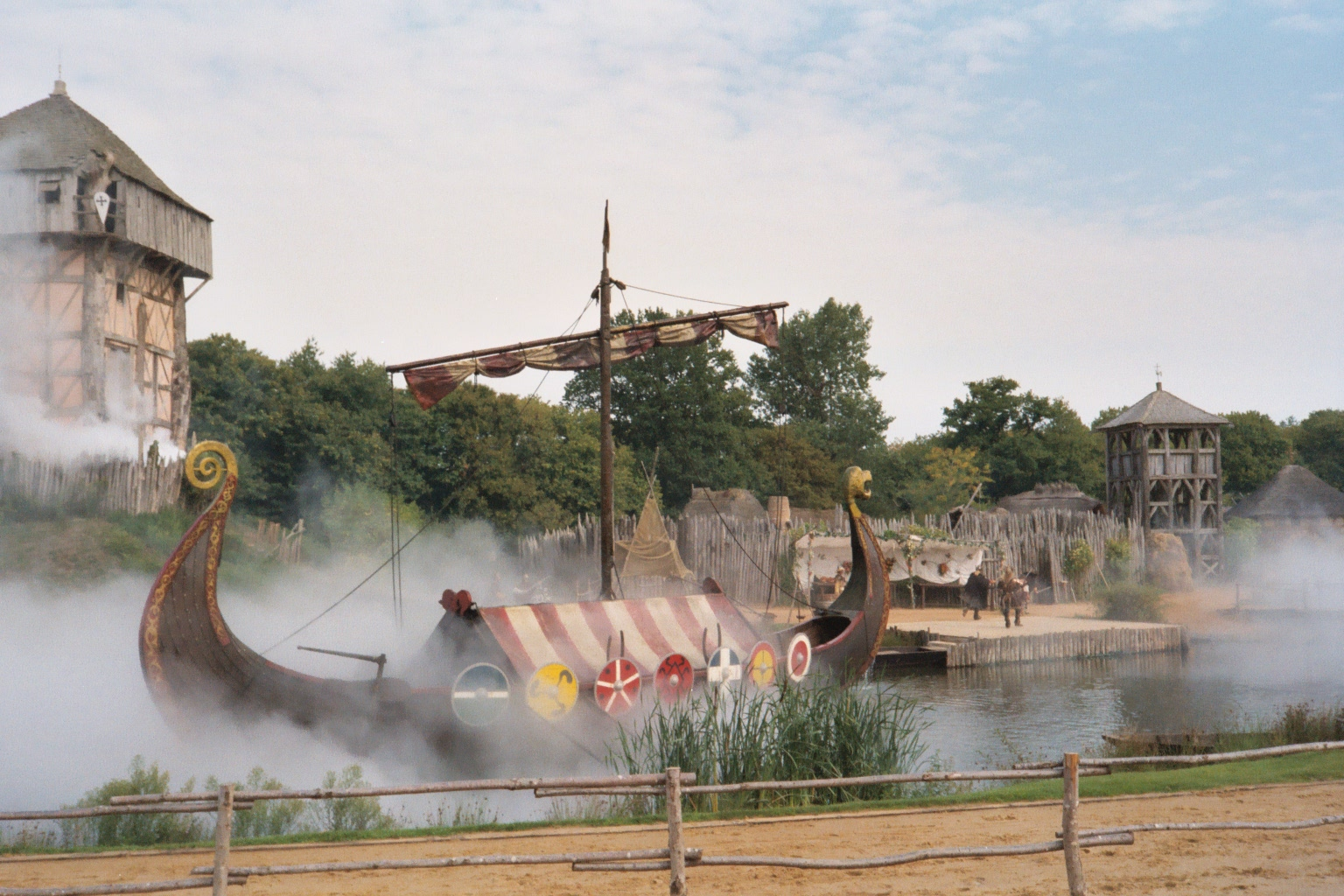
Bateau viking et scène de La Légende de Saint Philibert (1997-2004).

En 1997 est créé le fort de l'an mil. Un spectacle mettant en scène des Vikings avec effets spéciaux (notamment un drakkar surgissant du fond des eaux) y voit le jour : la Légende de Saint Philibert. Pour engendrer l'émotion du public, Philippe de Villiers écrit ses scénarios grâce à l'imagerie populaire en prenant exemple sur les épopées hollywoodiennes qu'il connaît, telles Quo vadis (1951), Ben-Hur (1959) Spartacus (1960) et Le Cid (1961),.
La même année, La Cinéscenie fête ses 20 ans. Pour l'occasion, la scène est agrandie et la tribune accueille 2 000 spectateurs supplémentaires, offrant désormais une capacité totale de 14 000 sièges par représentation.
Durant les années 1996 et 1997, le Puy du Fou participe au jeu télévisé Intervilles sur TF1. Une participation qui est entachée d'accusations de tricherie, notamment par l'intermédiaire du présentateur Olivier Chiabodo. Toutefois, jamais la participation même d'une association composée de sportifs, de jongleurs et de cascadeurs ne suscita d'interrogations à l'époque, (alors même qu'Intervilles était supposée ne voir s'affronter que des habitants de communes ou de communauté de communes) ; ou encore les relations entre Villiers et certains responsables de la chaîne de télévision française,. En 2017, Olivier Chiabodo déclare avoir obéi à Gérard Louvin, producteur de l'émission, pour favoriser Bruno Retailleau, candidat du Puy du Fou,,. Cette victoire est bénéfique pour la communication autour du parc car elle garantit la tenue de la première émission de la saison suivante au Puy du Fou.
En 1998, création de l'Académie Junior destinée à la formation des futurs cadres, artistes et techniciens du Puy du Fou. Cette même année, le Grand Parcours est rebaptisé le Grand Parc.
Au cours de cette décennie, le Puy du Fou accueille à deux reprises, en 1993 et 1999, le départ des coureurs du Tour de France.
Désormais inscrit dans les programmes des tours opérateurs, le Puy du Fou se banalise à partir de la fin des années 1990 en s'approchant toujours plus du profil d'un parc d'attractions comme les autres. Comme le souligne Jean-Clément Martin, « cette évolution a contribué à en changer le sens au point d'en brouiller l'image, y compris au sein du personnel impliqué dans l'aventure ». Dans The Guardian, une journaliste note que « Le Puy du Fou est un phénomène bizarre : un parc à thèmes rural sans manèges ».

### Années 2000

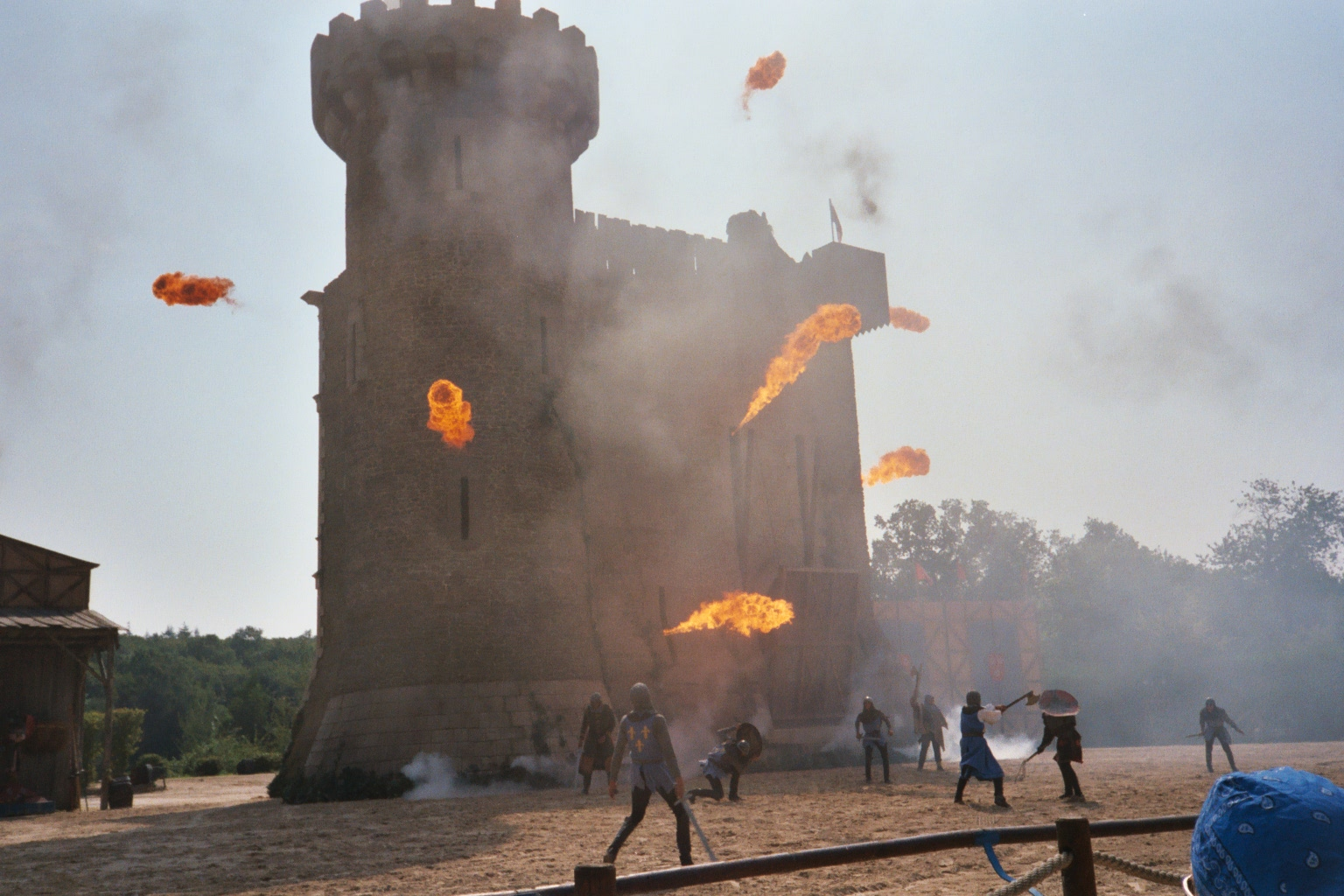
La Bataille du donjon (de 2000 à 2009).

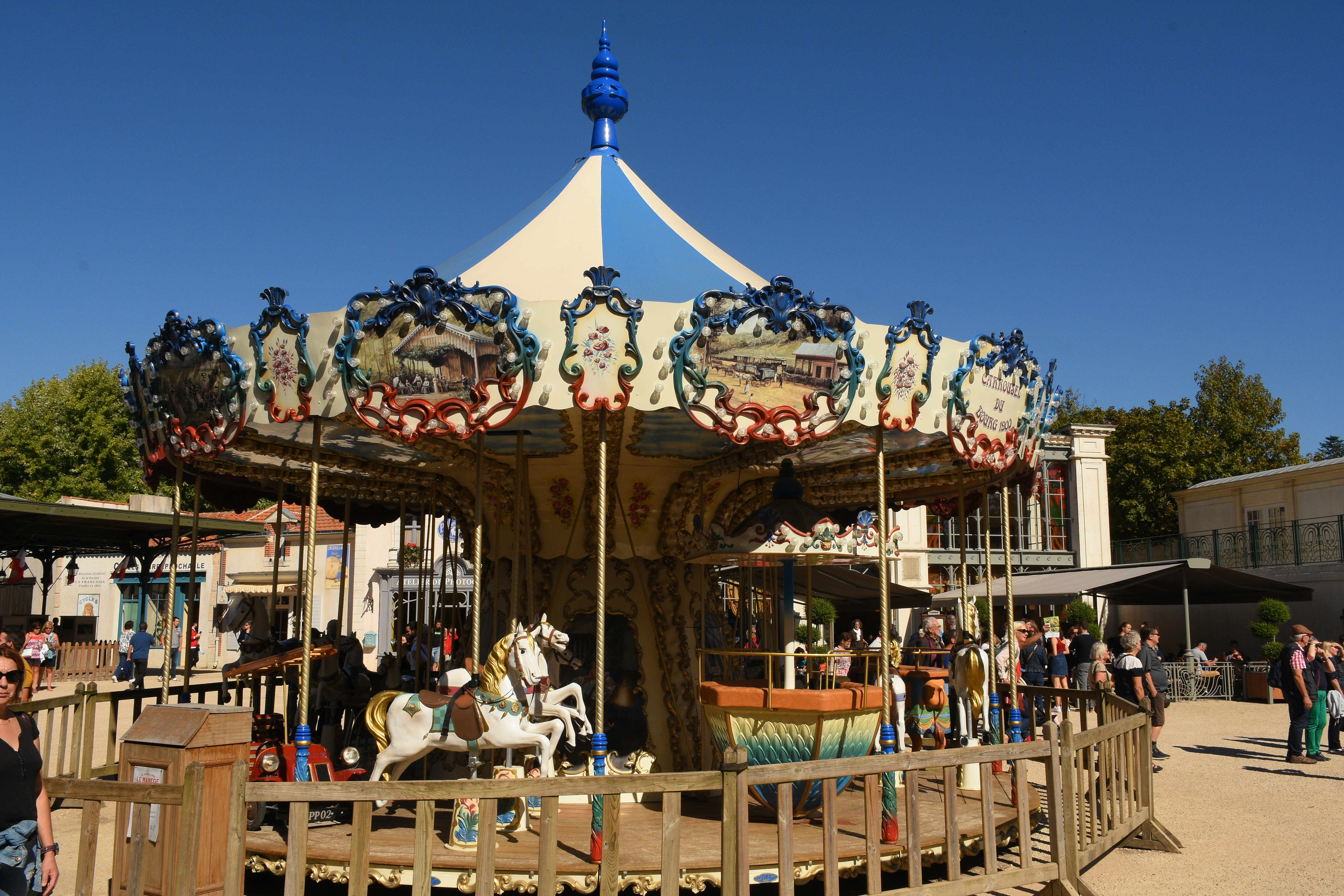
Carrousel du bourg 1900 (depuis 2004).

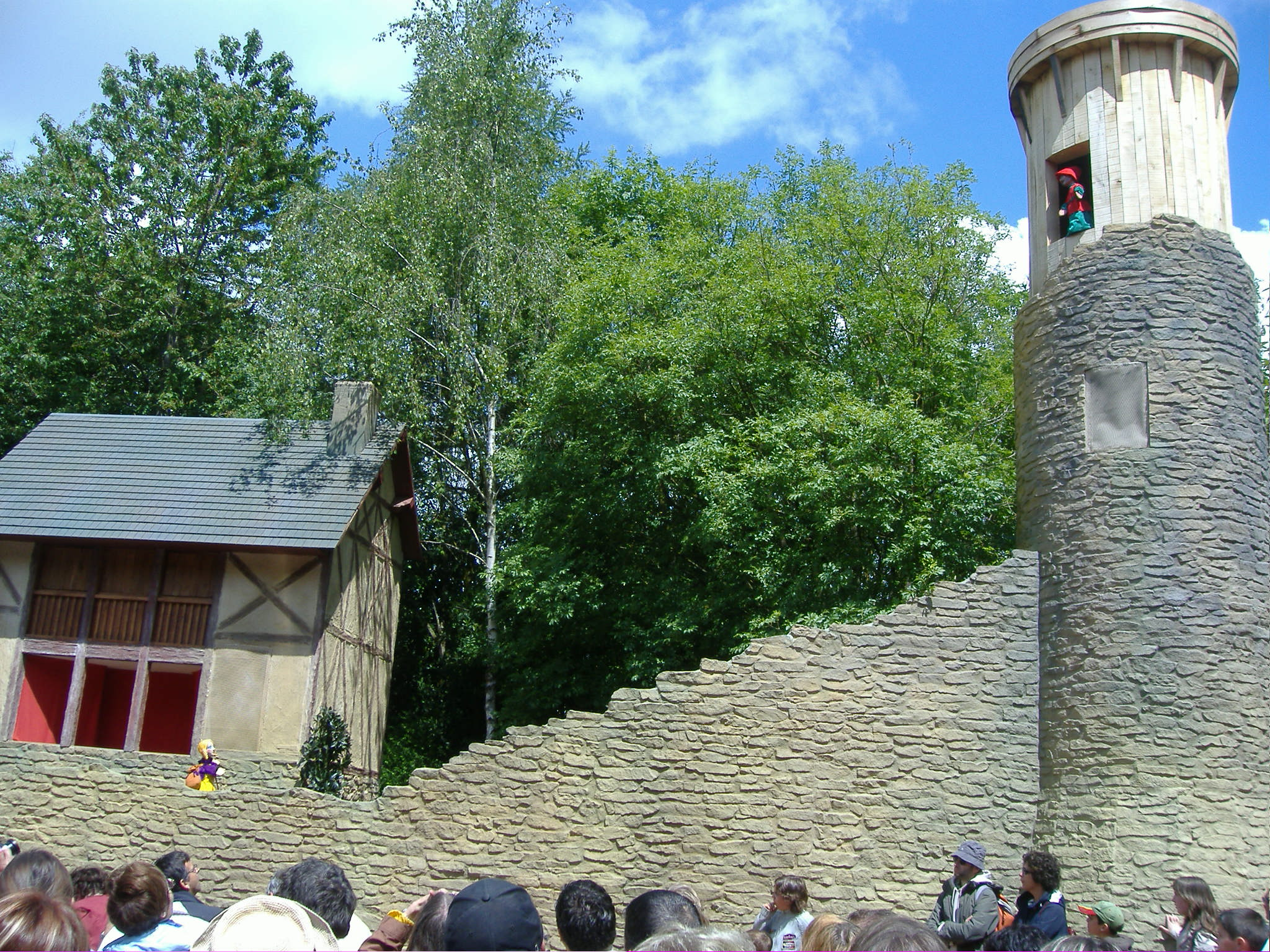
La Légende de Martin (de 2008 à 2016).

En 2000, La Fête de la chevalerie est remplacée par un nouveau spectacle doté d'un donjon mobile de vingt mètres : La Bataille du donjon.
En 2001, création de Gladiateurs et inauguration du stadium gallo-romain, un colisée de 115 m de long, inspiré des arènes de Nîmes où se déroulent courses de chars, combats de gladiateurs… La scène des fauves est alors confiée à Thierry Le Portier, dresseur français connu notamment pour les films L'Ours, Astérix et Obélix contre César et Gladiator.
En 2003, le spectacle de fauconnerie est remplacé par Le Bal des oiseaux fantômes, mettant en scène entre 140 et 170 faucons, vautours et autres rapaces.
En cette année, le Puy du Fou atteint 6,06 millions d'euros de recettes avec un bénéfice de 530 000 €. Le complexe est visité par 1,2 million de clients, dont 720 000 pour le parc de loisirs. Celui-ci emploie annuellement 750 saisonniers pour 70 salariés permanents.
En 2004, un bourg 1900 est construit à l'entrée du parc.
En 2005, création du spectacle Les Vikings, qui remplace Drakkar. Ils sont 890 000 visiteurs à fréquenter les allées du parc. Ils sont 380 000 à se rendre à La Cinéscénie.
En 2006, le grand carrousel est construit — théâtre de 6 000 m2 dont le rideau est alors le plus grand du monde (80 m de long, 13 m de haut) — pour y présenter le spectacle de cape et d’épée Mousquetaire de Richelieu. En décembre le spectacle de Noël Symphonie de Bethléem — précédente version du spectacle Le Mystère de Noël — y est joué pour la première fois,. La saison se termine avec 798 000 visiteurs pour le parc et 380 000 spectateurs pour la Cinéscénie.
En 2007, le site de loisirs ouvre son premier hôtel, La Villa gallo-romaine, permettant aux clients de prolonger leur visite en dormant au Puy du Fou dans l'univers de la Rome antique.
La saison se termine avec 827 000 visiteurs pour le parc et 380 000 spectateurs pour La Cinéscénie.
En 2008, deux nouveaux spectacles sont créés : L'Odyssée du Puy du Fou (à l'emplacement du théâtre d'eau), un « voyage interactif » dans l'histoire du lieu du Puy du Fou de Rome à nos jours, et un spectacle de marionnettes : La Légende de Martin. Le complexe s'ouvre également au tourisme d'affaires.
La saison se termine avec un chiffre d'affaires de 39,173 millions d'euros et un total de 1,307 million d'entrées cumulées du parc et de La Cinéscénie. Le premier reçoit 925 000 visiteurs et la deuxième reçoit 382 000 spectateurs.
En 2009, deux nouveaux spectacles sont créés : Les Grandes Eaux et Les Orgues de feu (spectacle nocturne). Cette même année, un second hôtel, Le Logis de Lescure, permet aux visiteurs de prolonger leur séjour et de redécouvrir le prestige du XVIIIe siècle. Au cours de cette même année, il accueille l'élection de Miss France 2009. Le nombre d'entrées se chiffre à 1,44 million y compris les 400 000 de La Cinéscénie et les 70 000 des spectacles de Noël.

### Années 2010

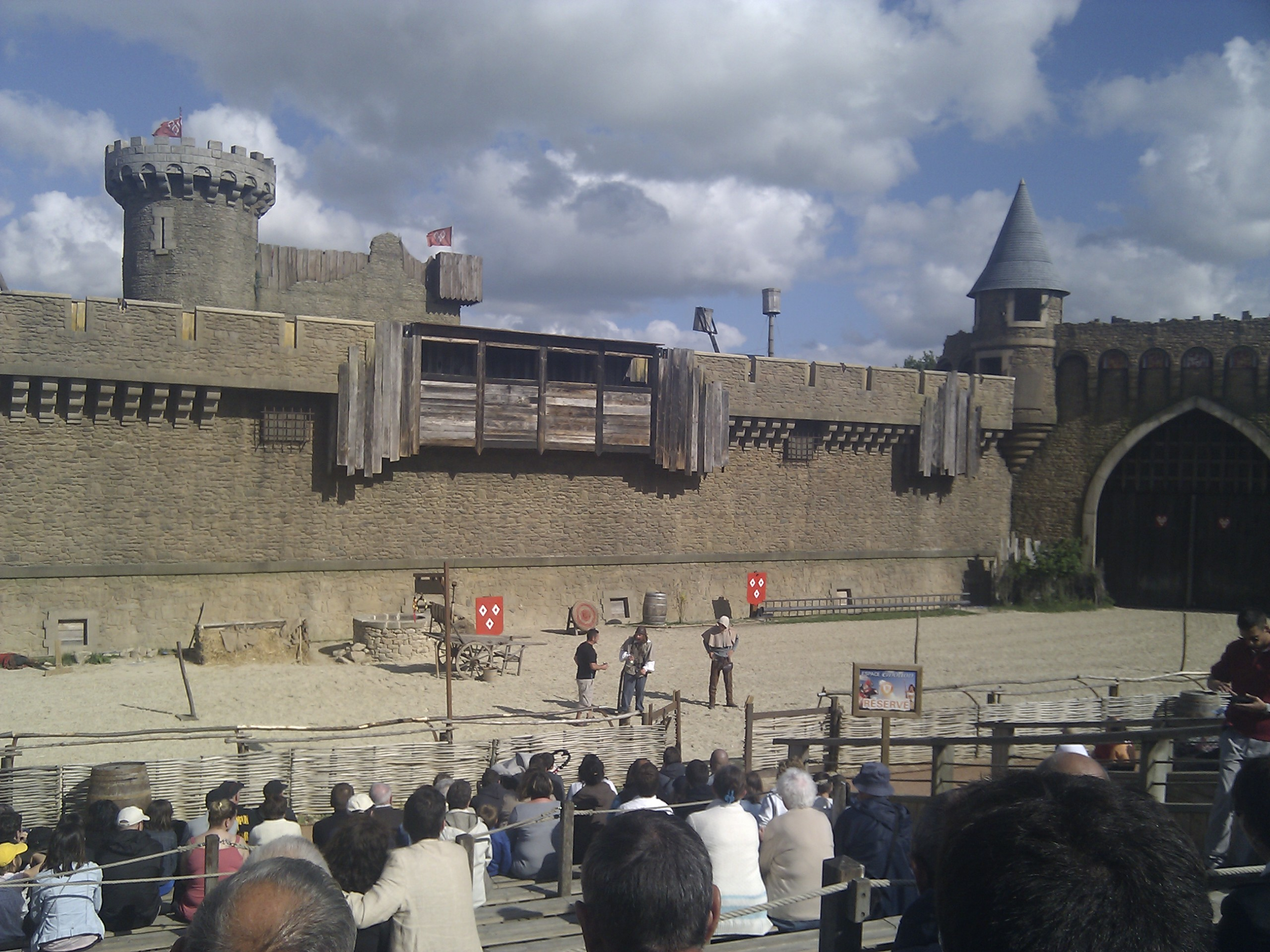
Le Secret de la lance (depuis 2010).

La Bataille du donjon est remplacée en 2010 par un spectacle se déroulant pendant la guerre de Cent Ans : Le Secret de la lance. Cette même année, un troisième hôtel est créé à hauteur de onze millions d'euros : Les Îles de Clovis, une véritable cité lacustre qui transporte les clients au temps des Vikings. Le nombre de lits atteint les 1 024 avec cet ajout. Puy du Fou Espérance et Puy du Fou International sont également créés.
En 2011 est remplacé Gladiateurs par un spectacle qui se déroule toujours sur le thème des jeux du cirque : Le Signe du triomphe. Cette même année, le parc accueille la présentation des coureurs du Tour de France et un sondage IFOP le classe « parc préféré des français ». Il passe de 1 470 000 visiteurs en 2010 à 1 500 000 en cette année. Il entre ainsi à la 16e place du classement des vingt parcs d'attractions les plus visités d'Europe. Selon le rapport de la Themed Entertainment Association réalisé par Aecom, Le Puy du Fou déclare avoir constaté une augmentation du nombre d'entrées et, dans le même temps, ses concurrents européens connaissent une année difficile.
La nouveauté de 2012 se nomme Le Monde imaginaire de La Fontaine. Présentant les fables de façon interactive sur un texte déclamé par Gérard Depardieu, elle comprend entre autres un labyrinthe de treillages et une aire de jeu pour enfants,. Trois ateliers découvertes (fauconnerie, danse et cuisine avec la participation de Marc Veyrat pour ce dernier atelier) sont également créés pour les clients du complexe hôtelier.
En cette année, les dirigeants constatent un pic de la fréquentation combiné à la reconnaissance mondiale que le TEA's Thea Classic Award leur confère. Cet honneur attire l'attention de la presse internationale et le parc en profite pour sa campagne marketing. Le nouveau spectacle Grand Noël aurait été, d'après les propriétaires, un succès attirant 90 000 spectateurs. Selon le rapport de la Themed Entertainment Association réalisé par Aecom, la force du parc est qu'il permet à toute la famille de profiter de ses spectacles ensemble sans se soucier de restrictions d'âge ou de la taille. Le site touristique rachète le château du Puy du Fou en 2012 au conseil général de la Vendée. Le corps de logis est restauré pour y concevoir La Renaissance du château, dont l'ouverture a lieu deux ans plus tard.

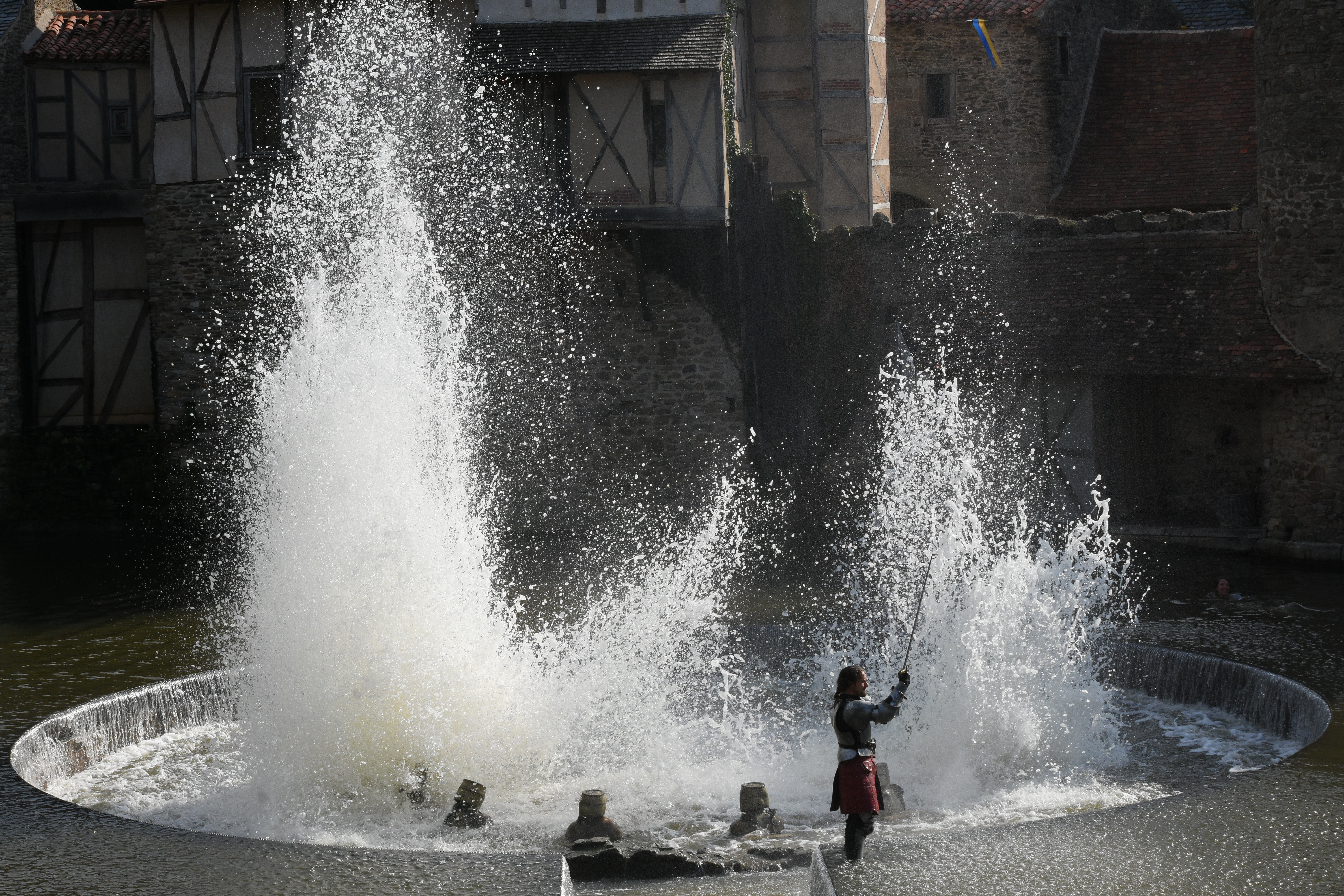
Les Chevaliers de la Table ronde (2013-2024).

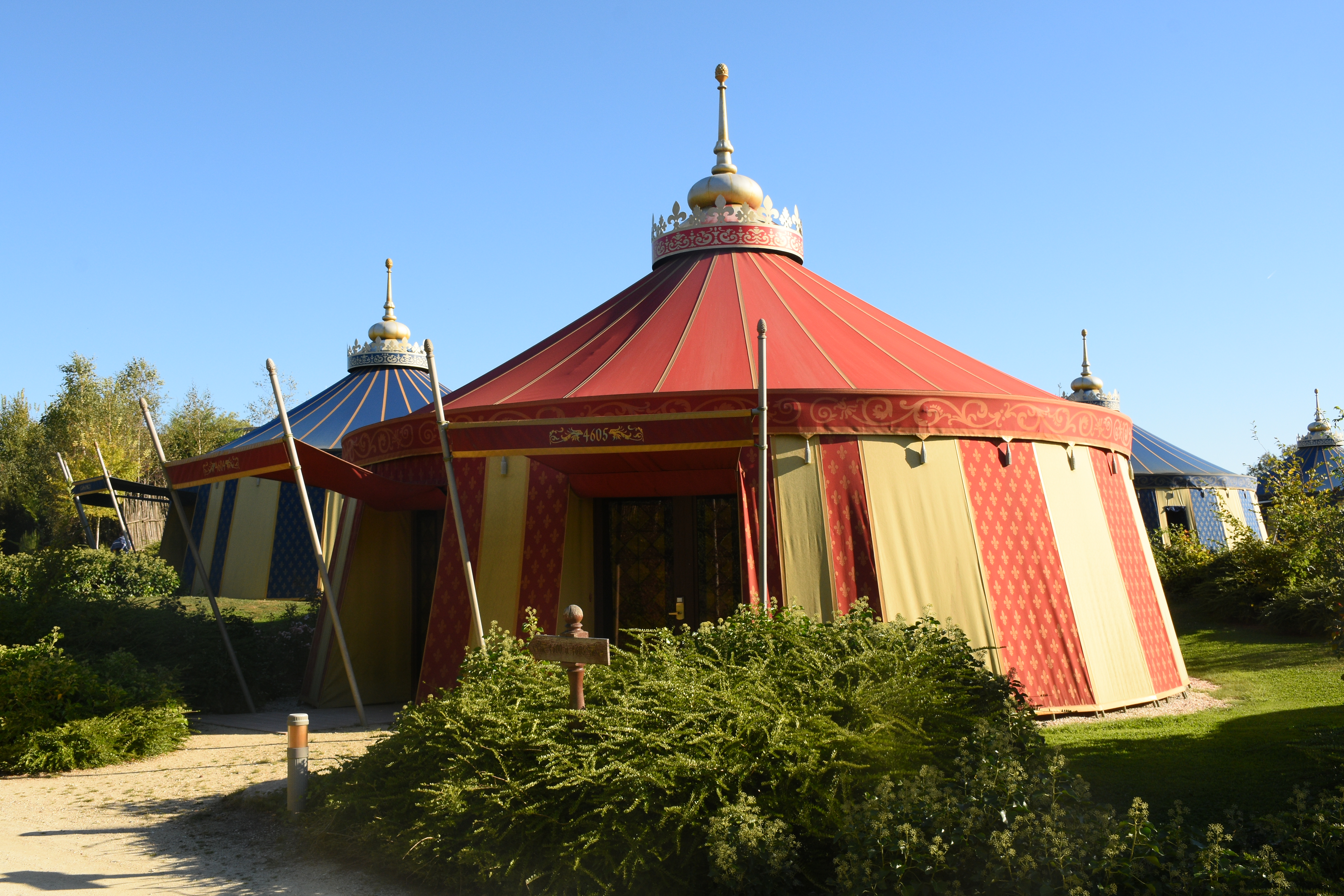
Le Camp du Drap d'Or.

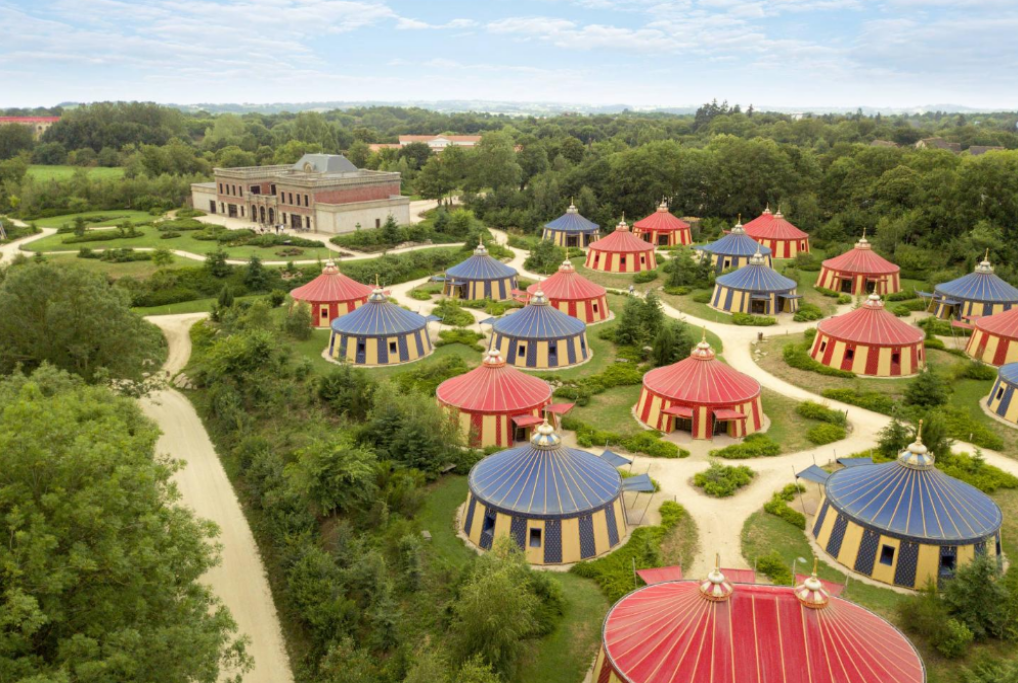
Le Camp du Drap d'Or.

Le spectacle le Magicien ménestrel est remplacé par une nouveauté en 2013, Les Chevaliers de la Table ronde. Ce spectacle de magie sur la légende arthurienne est réalisé en collaboration avec Dani Lary et Bertran Lotth.
En 2013, l'origine de la bonne santé du parc vient des chiffres du parc — une croissance de près de 9 % — dont une occupation accrue des hôtels. Il bénéficie d'une publicité et d'une sensibilisation internationale autour du concept du parc et de prix relativement modestes.
Le château du Puy du Fou est accessible depuis 2014 avec l'attraction La Renaissance du château. Un quatrième hôtel, Le Camp du Drap d'Or, rejoint la Cité Nocturne et propose au public de passer la nuit dans une logerie sous forme de tente de l'époque Renaissance. Enfin, le restaurant Les Deux Couronnes est également ouvert.
En 2014, le Puy du Fou accueille près de deux millions de visiteurs, soit une augmentation de 10 % par rapport à 2013. Plus de 23 millions d'euros sont investis en 2014 pour les nouveautés du parc et de La Cinéscénie, le feu d'artifice du Puy du Fou.
Les Amoureux de Verdun est présenté en 2015. Ce walkthrough plonge le promeneur au cœur d'une tranchée reconstituée : explosion, obus, infirmerie. Le visiteur découvre d'un peu plus près la vie des poilus dans les tranchées en pleine Première Guerre mondiale. Le parc inaugure le restaurant l'échansonnerie.
Selon l'édition 2015 du rapport de la Themed Entertainment Association, le Puy du Fou connait une croissance constante au cours des cinq dernières années. Il est dépendant de touristes en courts-séjours, de tourisme « de destination », car la région est peu peuplée dans un rayon d'une heure à deux heures. Le parc se voit décerner un deuxième Thea Award en 2016, pour l'attraction Les Amoureux de Verdun.
Le théâtre des géants est inauguré en 2016. Cette salle est équipée en son centre d'une tribune rotative où siègent les spectateurs. Conçue et réalisée par la société Master Industrie,, la tribune se meut pour que le regard du public se pose successivement sur les six scènes fixes l'entourant,. Le principe est le même que le théâtre rotatif de Disney Meet the World (1983, 200 places), lui-même apparenté au théâtre rotatif de Disney Carousel of Progress (1967, 6×240 places) à la différence pour ce dernier que le centre fixe constituant les scènes est entouré par les gradins rotatifs accueillant le public,,,. L'Allemand Europa-Park reprend le principe de Carousel of Progress pour ouvrir en 1990, son théâtre rotatif. Avec ses 2 400 places, le théâtre des géants accueille une création originale : Le Dernier Panache, sur le général Charette, un officier royaliste de la guerre de Vendée qui s'est battu contre les républicains. Le Chemin de la mémoire est supprimé.
En 2017, le Grand Carillon ouvre au cœur du village XVIIIe siècle. Ce spectacle musical met en scène quatre paysans se retrouvant autour d'un carillonneur pour reprendre des chansons paysannes populaires. Une deuxième animation apparaît dans le bourg 1900, le Ballet des sapeurs, mettant en scène les élèves de la Puy du Fou académie. Le spectacle de marionnettes La Légende de Martin est supprimé (et est remplacé par la Mijoterie du Roy Henry). La Citadelle est le cinquième hôtel de la Cité Nocturne, il propose aux visiteurs de passer leur nuit au Moyen Âge. Un restaurant est ouvert au cœur du parc, La Mijoterie du Roy Henry,.
Le 16 juin 2017, le Puy du Fou fête la quarantième année de La Cinéscénie avec la construction du village du rempart. Il s'agit d'un nouveau décor-village de 70 mètres à la gauche du château.

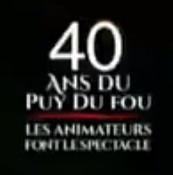
Logo de l'émission télévisée 40 ans du Puy du Fou : Les animateurs font le spectacle.

Cette même année, pour fêter les 40 ans du Puy du Fou, M6 vient tourner une émission dans le parc. Il est à préciser que le 40e anniversaire du parc aura lieu en 2029, celui-ci étant ouvert depuis 1989,. La communication du Puy du Fou reste floue et fait référence à la création de La Cinéscénie, imaginée en 1977 et inaugurée en 1978,. L'émission de M6 consiste à amener quatre animateurs de la chaîne, pour qu'ils viennent prendre la place des artistes pendant un spectacle. L'émission nommée 40 ans du Puy du Fou : Les animateurs font le spectacle est présenté par Stéphane Rotenberg.
En 2018 est inaugurée une création originale : Le Mystère de La Pérouse. Ce walkthrough propose de s'embarquer à bord d'un des vaisseaux de l'explorateur Jean-François de La Pérouse : la Boussole. L'attraction propose de revivre un voyage autour du globe, au cœur d'une grande expédition maritime sans retour,.
La saison d'ouverture du parc de loisirs est allongée jusqu'aux vacances de la Toussaint, le parc fermant ses portes début novembre à partir de 2018. Pour la première fois depuis 2006, le parc n'ouvre pas lors des fêtes de Noël, des travaux d’embellissement du grand carrousel ayant lieu lors de la période hivernale, le spectacle de Noël ne peut être joué. La saison de Noël n'est plus organisée depuis lors. Il atteint les 2,3 millions de spectateurs — le nombre de visiteurs du parc étant additionné à celui de la Cinéscénie — et un chiffre d'affaires de 112 millions d'euros en 2018.
En 2019, Le Premier Royaume ouvre ses portes dans le parc et remplace L'odyssée du Puy du fou. Cette attraction raconte l'histoire de Clovis le premier roi des Francs.

### Années 2020

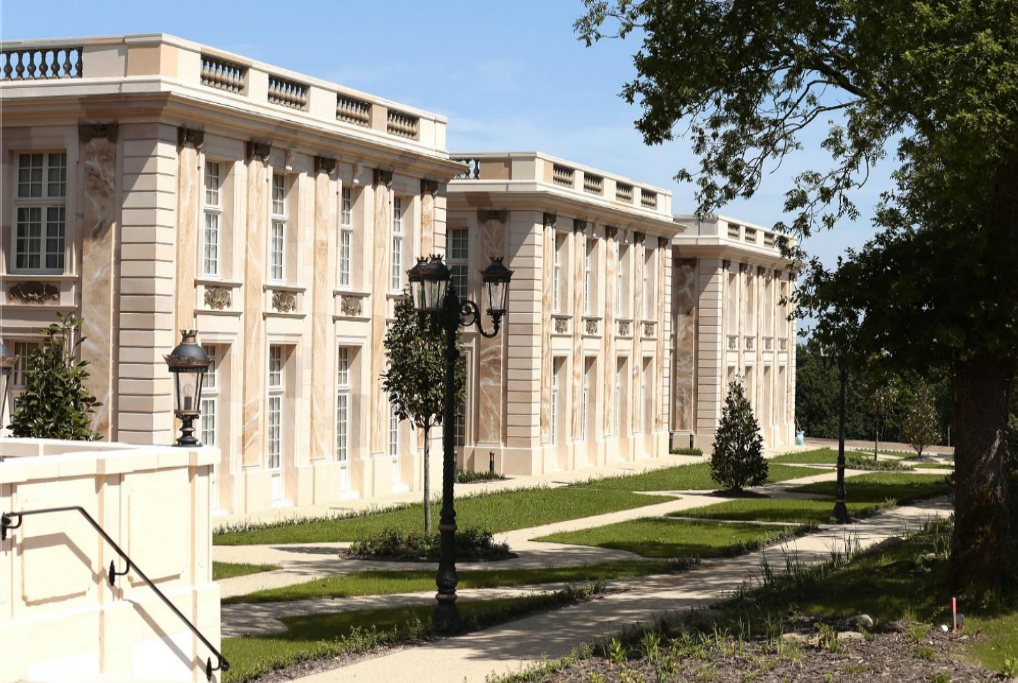
Le Grand Siècle (depuis 2020).

Pour la saison 2020, 62 millions d'euros sont investis dans trois créations originales, un hôtel 4 étoiles, ainsi qu'un espace consacré aux événements d’entreprises,.
L'ouverture du parc pour les saisons 2020 et 2021 doit être repoussée en raison de la pandémie de Covid-19,. D'après Nicolas de Villiers, pour chaque jour de fermeture, le parc perd un million d'euros. Les autorisations accordées au Puy du Fou dans le contexte de la pandémie de Covid-19 entraînent diverses polémiques. La saison 2020 se termine le 30 octobre, deux jours avant la date prévue du fait d'un nouveau confinement imposé en France. Avec 923 000 entrées, la fréquentation 2020 est en recul de 60 %. De plus, le classement des parcs européens les plus visités s'en ressent. Efteling est en tête devant le parc Disneyland. Le rapport 2020 de la Themed Entertainment Association indique que la fréquentation du parc a baissé de 60 %, la moyenne mondiale représente une baisse de 67,2 % et de 66 % à l'échelle européenne. La même année, le parc est touché par une autre controverse engendrée par des accusations de maltraitance animale dénoncée par d'anciens salariés du Puy du Fou.

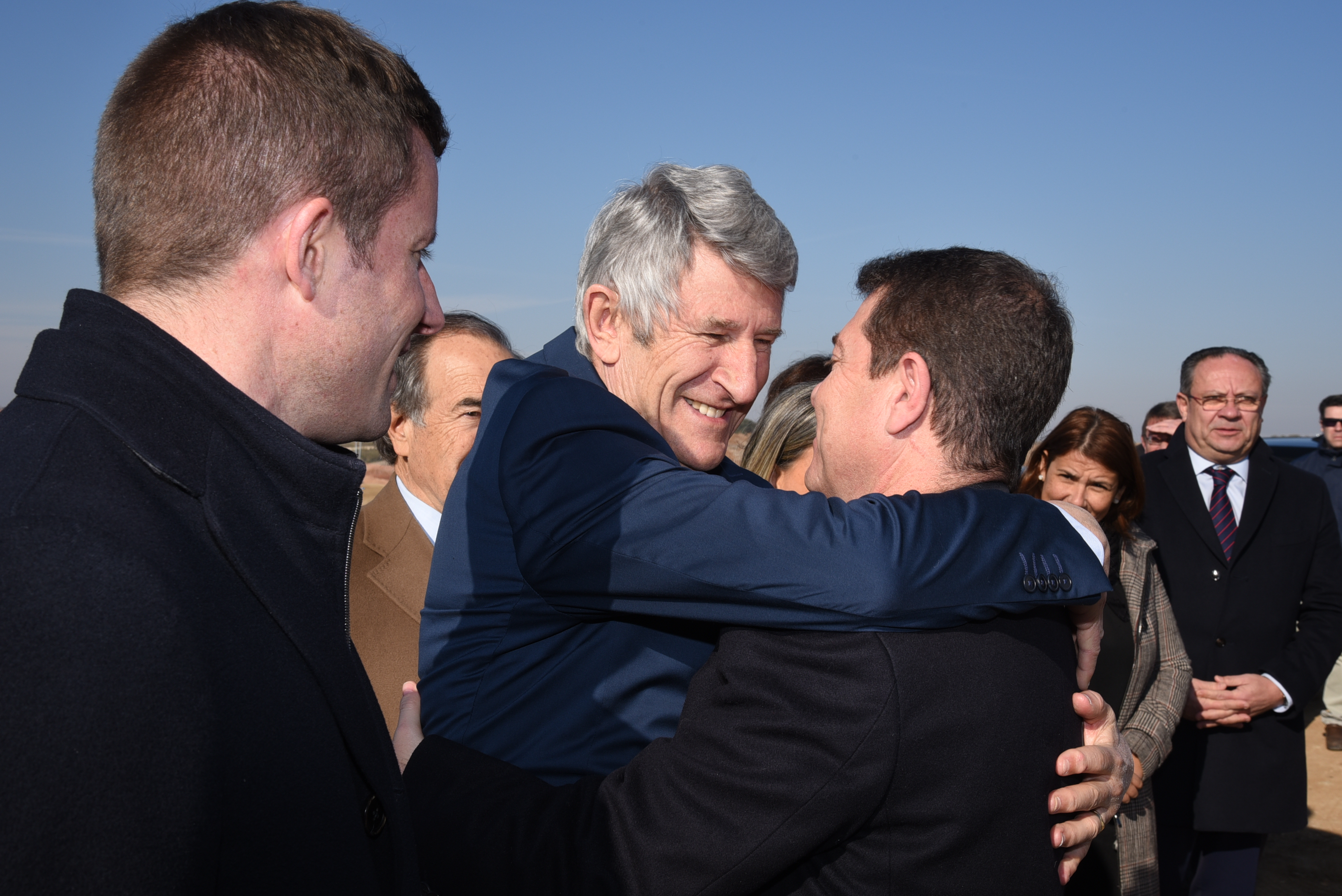
Tolède : Emiliano García-Page et Philippe de Villiers lors de la pose de la première pierre du Puy du Fou España.

Au terme de la saison 2020, le parc affiche 23 millions d'euros de pertes. Avant la pandémie, le chiffre d'affaires atteignait 114 millions d'euros. En 2020, il chute à 70,7 millions d'euros, soit une diminution de 43 %. Le Puy du Fou fait appel à plusieurs organismes pour se voir accorder divers prêts. L'État lui accorde un prêt à hauteur de 21 millions d'euros et la Banque européenne d'investissement lui accorde 13 millions d'euros, soit un total de 34 millions de prêts garantis. À côté de ceux-ci, le parc obtient 2,1 millions d'euros au titre d'allocation d'activité partielle.
L'inauguration du Puy du Fou España a lieu le 27 mars 2021 à Tolède,. L'émission Les Stars voyagent dans le temps animée par Marie Portolano sur M6 est tournée in situ. À l'issue de la saison, la fréquentation remonte avec 1,616 million de visiteurs. L'élection de Miss France 2021 a lieu le 19 décembre dans le parc.
En 2022 le Puy du Fou fête ses 45 ans alors que le 45e anniversaire du parc aura lieu en 2034, celui-ci étant ouvert depuis 1989,. Pour la saison 2022 qui se chiffre à 2 342 200 entrées, le spectacle du Signe du triomphe est renouvelé, avec le remplacement de l'épreuve des fauves par une épreuve de naumachie, à ceci près qu'il n'y a ni eau ni bassin dans l'arène,. La saison se termine avec 2 342 200 entrées.
Pour la saison 2023, le parc présente Le Mime et l'Étoile, un grand spectacle dans un nouveau bâtiment construit entre Le Dernier Panache et le Café de la Madelon. Le thème est le cinéma muet pendant la Belle Époque,. Ce spectacle, qui se déroule au début du XXe est également inspiré par les arts du mime et du cirque. Particularité technique, les décors sont en mouvement et apparaissent puis disparaissent aux grès des tableaux. En automne, s'ajoute l'événement saisonnier la Frairie de la Toussaint. À l'issue de la saison, la fréquentation atteint 2,5 millions unités. La même année les quatre villages d'époque sont rebaptisés : le fort de l'an mil devient Saint Philbert le Vieil, la cité médiévale devient Font-Rognou, le village XVIIIe devient Chasseloup et le bourg 1900 devient le bourg Bérard.
La flamme olympique des Jeux olympiques d'été de 2024 de Paris passe par le site du Puy du Fou le 4 juin 2024,. Le record du nombre de visiteurs est battu avec, à l'issue de la saison 2024, 2,8 millions unités. En 2025 et avec un budget de 10 millions d’euros selon Boulevard Voltaire (site web), un spectacle est renouvelé : L'Épée du roi Arthur remplace Les Chevaliers de la Table ronde.

### Chronologie du parc
- Si vous ne connaissez pas le sujet, laissez ce bandeau (vous pouvez alors contacter les auteurs).
- Si vous supprimez le contenu mis en cause (vous pouvez préalablement contacter les auteurs),

argumentez précisément cette suppression dans la page de discussion
(un manque de référence n'est pas un argument ; une recherche réelle de référence doit avoir été effectuée, être formellement documentée).
| Lieu                            | 1980                                             | 1990                                             | 1990                                                                      | 1990                                                                      | 1990                                                                      | 1990                                                                      | 1990                                                                      | 1990                                                                      | 1990                                                                      | 1990                                                                      | 1990                                                                      | 2000                                                                      | 2000                                                                      | 2000                                                                      | 2000                                                                      | 2000                                                                      | 2000                                                                      | 2000                                                                      | 2000                                                                      | 2000                                                                      | 2000                                                                      | 2010                                                                      | 2010                                                                      | 2010                                                                      | 2010                                                                      | 2010                                                                      | 2010                                                                      | 2010                                                     | 2010                                                     | 2010                                                     | 2010                                                     | 2020                                                     | 2020                                                     | 2020                                                     | 2020                                                     | 2020                                                     | 2020                                                     |
| Lieu                            | 9                                                | 0                                                | 1                                                                         | 2                                                                         | 3                                                                         | 4                                                                         | 5                                                                         | 6                                                                         | 7                                                                         | 8                                                                         | 9                                                                         | 0                                                                         | 1                                                                         | 2                                                                         | 3                                                                         | 4                                                                         | 5                                                                         | 6                                                                         | 7                                                                         | 8                                                                         | 9                                                                         | 0                                                                         | 1                                                                         | 2                                                                         | 3                                                                         | 4                                                                         | 5                                                                         | 6                                                        | 7                                                        | 8                                                        | 9                                                        | 0                                                        | 1                                                        | 2                                                        | 3                                                        | 4                                                        | 5                                                        |
| ------------------------------- | ------------------------------------------------ | ------------------------------------------------ | ------------------------------------------------------------------------- | ------------------------------------------------------------------------- | ------------------------------------------------------------------------- | ------------------------------------------------------------------------- | ------------------------------------------------------------------------- | ------------------------------------------------------------------------- | ------------------------------------------------------------------------- | ------------------------------------------------------------------------- | ------------------------------------------------------------------------- | ------------------------------------------------------------------------- | ------------------------------------------------------------------------- | ------------------------------------------------------------------------- | ------------------------------------------------------------------------- | ------------------------------------------------------------------------- | ------------------------------------------------------------------------- | ------------------------------------------------------------------------- | ------------------------------------------------------------------------- | ------------------------------------------------------------------------- | ------------------------------------------------------------------------- | ------------------------------------------------------------------------- | ------------------------------------------------------------------------- | ------------------------------------------------------------------------- | ------------------------------------------------------------------------- | ------------------------------------------------------------------------- | ------------------------------------------------------------------------- | -------------------------------------------------------- | -------------------------------------------------------- | -------------------------------------------------------- | -------------------------------------------------------- | -------------------------------------------------------- | -------------------------------------------------------- | -------------------------------------------------------- | -------------------------------------------------------- | -------------------------------------------------------- | -------------------------------------------------------- |
| Grands spectacles               |                                                  |                                                  |                                                                           |                                                                           |                                                                           |                                                                           |                                                                           |                                                                           |                                                                           |                                                                           |                                                                           |                                                                           |                                                                           |                                                                           |                                                                           |                                                                           |                                                                           |                                                                           |                                                                           |                                                                           |                                                                           |                                                                           |                                                                           |                                                                           |                                                                           |                                                                           |                                                                           |                                                          |                                                          |                                                          |                                                          |                                                          |                                                          |                                                          |                                                          |                                                          |                                                          |
| Le vieux château                | NC                                               | NC                                               | Le Grand Spectacle de fauconnerie                                         | Le Grand Spectacle de fauconnerie                                         | Le Grand Spectacle de fauconnerie                                         | Le Grand Spectacle de fauconnerie                                         | Le Grand Spectacle de fauconnerie                                         | Le Grand Spectacle de fauconnerie                                         | Le Grand Spectacle de fauconnerie                                         | Le Grand Spectacle de fauconnerie                                         | Le Grand Spectacle de fauconnerie                                         | Le Grand Spectacle de fauconnerie                                         | Le Grand Spectacle de fauconnerie                                         | Le Grand Spectacle de fauconnerie                                         | Le Bal des oiseaux fantômes                                               | Le Bal des oiseaux fantômes                                               | Le Bal des oiseaux fantômes                                               | Le Bal des oiseaux fantômes                                               | Le Bal des oiseaux fantômes                                               | Le Bal des oiseaux fantômes                                               | Le Bal des oiseaux fantômes                                               | Le Bal des oiseaux fantômes                                               | Le Bal des oiseaux fantômes                                               | Le Bal des oiseaux fantômes                                               | Le Bal des oiseaux fantômes                                               | Le Bal des oiseaux fantômes                                               | Le Bal des oiseaux fantômes                                               | Le Bal des oiseaux fantômes                              | Le Bal des oiseaux fantômes                              | Le Bal des oiseaux fantômes                              | Le Bal des oiseaux fantômes                              | Le Bal des oiseaux fantômes                              | Le Bal des oiseaux fantômes                              | Le Bal des oiseaux fantômes                              | Le Bal des oiseaux fantômes                              | Le Bal des oiseaux fantômes                              | Le Bal des oiseaux fantômes                              |
| Près du château renaissance     | NC                                               | NC                                               | NC                                                                        | NC                                                                        | NC                                                                        | La Fête de la chevalerie                                                  | La Fête de la chevalerie                                                  | La Fête de la chevalerie                                                  | La Fête de la chevalerie                                                  | La Fête de la chevalerie                                                  | La Fête de la chevalerie                                                  | La Bataille du donjon                                                     | La Bataille du donjon                                                     | La Bataille du donjon                                                     | La Bataille du donjon                                                     | La Bataille du donjon                                                     | La Bataille du donjon                                                     | La Bataille du donjon                                                     | La Bataille du donjon                                                     | La Bataille du donjon                                                     | La Bataille du donjon                                                     | Le Secret de la lance                                                     | Le Secret de la lance                                                     | Le Secret de la lance                                                     | Le Secret de la lance                                                     | Le Secret de la lance                                                     | Le Secret de la lance                                                     | Le Secret de la lance                                    | Le Secret de la lance                                    | Le Secret de la lance                                    | Le Secret de la lance                                    | Le Secret de la lance                                    | Le Secret de la lance                                    | Le Secret de la lance                                    | Le Secret de la lance                                    | Le Secret de la lance                                    | Le Secret de la lance                                    |
| Saint Philbert le Vieil         | NC                                               | NC                                               | NC                                                                        | NC                                                                        | NC                                                                        | NC                                                                        | NC                                                                        | NC                                                                        | La Légende de Saint Philibert                                             | La Légende de Saint Philibert                                             | La Légende de Saint Philibert                                             | La Légende de Saint Philibert                                             | La Légende de Saint Philibert                                             | La Légende de Saint Philibert                                             | La Légende de Saint Philibert                                             | drakkar                                                                   | Les Vikings                                                               | Les Vikings                                                               | Les Vikings                                                               | Les Vikings                                                               | Les Vikings                                                               | Les Vikings                                                               | Les Vikings                                                               | Les Vikings                                                               | Les Vikings                                                               | Les Vikings                                                               | Les Vikings                                                               | Les Vikings                                              | Les Vikings                                              | Les Vikings                                              | Les Vikings                                              | Les Vikings                                              | Les Vikings                                              | Les Vikings                                              | Les Vikings                                              | Les Vikings                                              | Les Vikings                                              |
| Le stadium gallo-romain         | NC                                               | NC                                               | NC                                                                        | NC                                                                        | NC                                                                        | NC                                                                        | NC                                                                        | NC                                                                        | NC                                                                        | NC                                                                        | NC                                                                        | NC                                                                        | Gladiateurs                                                               | Gladiateurs                                                               | Gladiateurs                                                               | Gladiateurs                                                               | Gladiateurs                                                               | Gladiateurs                                                               | Gladiateurs                                                               | Gladiateurs                                                               | Gladiateurs                                                               | Gladiateurs                                                               | Le Signe du triomphe                                                      | Le Signe du triomphe                                                      | Le Signe du triomphe                                                      | Le Signe du triomphe                                                      | Le Signe du triomphe                                                      | Le Signe du triomphe                                     | Le Signe du triomphe                                     | Le Signe du triomphe                                     | Le Signe du triomphe                                     | Le Signe du triomphe                                     | Le Signe du triomphe                                     | Le Signe du triomphe                                     | Le Signe du triomphe                                     | Le Signe du triomphe                                     | Le Signe du triomphe                                     |
| Le grand carrousel              | NC                                               | NC                                               | NC                                                                        | NC                                                                        | NC                                                                        | NC                                                                        | NC                                                                        | NC                                                                        | NC                                                                        | NC                                                                        | NC                                                                        | NC                                                                        | NC                                                                        | NC                                                                        | NC                                                                        | NC                                                                        | NC                                                                        | Mousquetaire de Richelieu                                                 | Mousquetaire de Richelieu                                                 | Mousquetaire de Richelieu                                                 | Mousquetaire de Richelieu                                                 | Mousquetaire de Richelieu                                                 | Mousquetaire de Richelieu                                                 | Mousquetaire de Richelieu                                                 | Mousquetaire de Richelieu                                                 | Mousquetaire de Richelieu                                                 | Mousquetaire de Richelieu                                                 | Mousquetaire de Richelieu                                | Mousquetaire de Richelieu                                | Mousquetaire de Richelieu                                | Mousquetaire de Richelieu                                | Mousquetaire de Richelieu                                | Mousquetaire de Richelieu                                | Mousquetaire de Richelieu                                | Mousquetaire de Richelieu                                | Mousquetaire de Richelieu                                | Mousquetaire de Richelieu                                |
| Le théâtre des géants           | NC                                               | NC                                               | NC                                                                        | NC                                                                        | NC                                                                        | NC                                                                        | NC                                                                        | NC                                                                        | NC                                                                        | NC                                                                        | NC                                                                        | NC                                                                        | NC                                                                        | NC                                                                        | NC                                                                        | NC                                                                        | NC                                                                        | NC                                                                        | NC                                                                        | NC                                                                        | NC                                                                        | NC                                                                        | NC                                                                        | NC                                                                        | NC                                                                        | NC                                                                        | NC                                                                        | Le Dernier Panache                                       | Le Dernier Panache                                       | Le Dernier Panache                                       | Le Dernier Panache                                       | Le Dernier Panache                                       | Le Dernier Panache                                       | Le Dernier Panache                                       | Le Dernier Panache                                       | Le Dernier Panache                                       | Le Dernier Panache                                       |
| Le vieil étang                  | NC                                               | NC                                               | NC                                                                        | NC                                                                        | NC                                                                        | NC                                                                        | NC                                                                        | NC                                                                        | NC                                                                        | NC                                                                        | NC                                                                        | NC                                                                        | NC                                                                        | NC                                                                        | NC                                                                        | NC                                                                        | NC                                                                        | NC                                                                        | NC                                                                        | NC                                                                        | Les Orgues de feu                                                         | Les Orgues de feu                                                         | Les Orgues de feu                                                         | Les Orgues de feu                                                         | Les Orgues de feu                                                         | Les Orgues de feu                                                         | Les Orgues de feu                                                         | Les Orgues de feu                                        | Les Orgues de feu                                        | Les Orgues de feu                                        | Les Orgues de feu                                        | Les Noces de feu                                         | Les Noces de feu                                         | Les Noces de feu                                         | Les Noces de feu                                         | Les Noces de feu                                         | Les Noces de feu                                         |
| Le cinématographe               | NC                                               | NC                                               | NC                                                                        | NC                                                                        | NC                                                                        | NC                                                                        | NC                                                                        | NC                                                                        | NC                                                                        | NC                                                                        | NC                                                                        | NC                                                                        | NC                                                                        | NC                                                                        | NC                                                                        | NC                                                                        | NC                                                                        | NC                                                                        | NC                                                                        | NC                                                                        | NC                                                                        | NC                                                                        | NC                                                                        | NC                                                                        | NC                                                                        | NC                                                                        | NC                                                                        | NC                                                       | NC                                                       | NC                                                       | NC                                                       | NC                                                       | NC                                                       | NC                                                       | Le Mime et l'Étoile                                      | Le Mime et l'Étoile                                      | Le Mime et l'Étoile                                      |
| Villages                        |                                                  |                                                  |                                                                           |                                                                           |                                                                           |                                                                           |                                                                           |                                                                           |                                                                           |                                                                           |                                                                           |                                                                           |                                                                           |                                                                           |                                                                           |                                                                           |                                                                           |                                                                           |                                                                           |                                                                           |                                                                           |                                                                           |                                                                           |                                                                           |                                                                           |                                                                           |                                                                           |                                                          |                                                          |                                                          |                                                          |                                                          |                                                          |                                                          |                                                          |                                                          |                                                          |
| Chasseloup                      | Chasseloup (Village XVIIIe siècle jusqu'en 2022) | Chasseloup (Village XVIIIe siècle jusqu'en 2022) | Chasseloup (Village XVIIIe siècle jusqu'en 2022)                          | Chasseloup (Village XVIIIe siècle jusqu'en 2022)                          | Chasseloup (Village XVIIIe siècle jusqu'en 2022)                          | Chasseloup (Village XVIIIe siècle jusqu'en 2022)                          | Chasseloup (Village XVIIIe siècle jusqu'en 2022)                          | Chasseloup (Village XVIIIe siècle jusqu'en 2022)                          | Chasseloup (Village XVIIIe siècle jusqu'en 2022)                          | Chasseloup (Village XVIIIe siècle jusqu'en 2022)                          | Chasseloup (Village XVIIIe siècle jusqu'en 2022)                          | Chasseloup (Village XVIIIe siècle jusqu'en 2022)                          | Chasseloup (Village XVIIIe siècle jusqu'en 2022)                          | Chasseloup (Village XVIIIe siècle jusqu'en 2022)                          | Chasseloup (Village XVIIIe siècle jusqu'en 2022)                          | Chasseloup (Village XVIIIe siècle jusqu'en 2022)                          | Chasseloup (Village XVIIIe siècle jusqu'en 2022)                          | Chasseloup (Village XVIIIe siècle jusqu'en 2022)                          | Chasseloup (Village XVIIIe siècle jusqu'en 2022)                          | Chasseloup (Village XVIIIe siècle jusqu'en 2022)                          | Chasseloup (Village XVIIIe siècle jusqu'en 2022)                          | Chasseloup (Village XVIIIe siècle jusqu'en 2022)                          | Chasseloup (Village XVIIIe siècle jusqu'en 2022)                          | Chasseloup (Village XVIIIe siècle jusqu'en 2022)                          | Chasseloup (Village XVIIIe siècle jusqu'en 2022)                          | Chasseloup (Village XVIIIe siècle jusqu'en 2022)                          | Chasseloup (Village XVIIIe siècle jusqu'en 2022)                          | Chasseloup (Village XVIIIe siècle jusqu'en 2022)         | Chasseloup (Village XVIIIe siècle jusqu'en 2022)         | Chasseloup (Village XVIIIe siècle jusqu'en 2022)         | Chasseloup (Village XVIIIe siècle jusqu'en 2022)         | Chasseloup (Village XVIIIe siècle jusqu'en 2022)         | Chasseloup (Village XVIIIe siècle jusqu'en 2022)         | Chasseloup (Village XVIIIe siècle jusqu'en 2022)         | Chasseloup (Village XVIIIe siècle jusqu'en 2022)         | Chasseloup (Village XVIIIe siècle jusqu'en 2022)         | Chasseloup (Village XVIIIe siècle jusqu'en 2022)         |
| Font-Rognou                     | NC                                               | NC                                               | NC                                                                        | NC                                                                        | NC                                                                        | NC                                                                        | Font-Rognou (Cité médiévale jusqu'en 2022)                                | Font-Rognou (Cité médiévale jusqu'en 2022)                                | Font-Rognou (Cité médiévale jusqu'en 2022)                                | Font-Rognou (Cité médiévale jusqu'en 2022)                                | Font-Rognou (Cité médiévale jusqu'en 2022)                                | Font-Rognou (Cité médiévale jusqu'en 2022)                                | Font-Rognou (Cité médiévale jusqu'en 2022)                                | Font-Rognou (Cité médiévale jusqu'en 2022)                                | Font-Rognou (Cité médiévale jusqu'en 2022)                                | Font-Rognou (Cité médiévale jusqu'en 2022)                                | Font-Rognou (Cité médiévale jusqu'en 2022)                                | Font-Rognou (Cité médiévale jusqu'en 2022)                                | Font-Rognou (Cité médiévale jusqu'en 2022)                                | Font-Rognou (Cité médiévale jusqu'en 2022)                                | Font-Rognou (Cité médiévale jusqu'en 2022)                                | Font-Rognou (Cité médiévale jusqu'en 2022)                                | Font-Rognou (Cité médiévale jusqu'en 2022)                                | Font-Rognou (Cité médiévale jusqu'en 2022)                                | Font-Rognou (Cité médiévale jusqu'en 2022)                                | Font-Rognou (Cité médiévale jusqu'en 2022)                                | Font-Rognou (Cité médiévale jusqu'en 2022)                                | Font-Rognou (Cité médiévale jusqu'en 2022)               | Font-Rognou (Cité médiévale jusqu'en 2022)               | Font-Rognou (Cité médiévale jusqu'en 2022)               | Font-Rognou (Cité médiévale jusqu'en 2022)               | Font-Rognou (Cité médiévale jusqu'en 2022)               | Font-Rognou (Cité médiévale jusqu'en 2022)               | Font-Rognou (Cité médiévale jusqu'en 2022)               | Font-Rognou (Cité médiévale jusqu'en 2022)               | Font-Rognou (Cité médiévale jusqu'en 2022)               | Font-Rognou (Cité médiévale jusqu'en 2022)               |
| Saint Philbert le Vieil         | NC                                               | NC                                               | NC                                                                        | NC                                                                        | NC                                                                        | NC                                                                        | NC                                                                        | NC                                                                        | Saint Philbert le Vieil (Fort de l'an mil jusqu'en 2022)                  | Saint Philbert le Vieil (Fort de l'an mil jusqu'en 2022)                  | Saint Philbert le Vieil (Fort de l'an mil jusqu'en 2022)                  | Saint Philbert le Vieil (Fort de l'an mil jusqu'en 2022)                  | Saint Philbert le Vieil (Fort de l'an mil jusqu'en 2022)                  | Saint Philbert le Vieil (Fort de l'an mil jusqu'en 2022)                  | Saint Philbert le Vieil (Fort de l'an mil jusqu'en 2022)                  | Saint Philbert le Vieil (Fort de l'an mil jusqu'en 2022)                  | Saint Philbert le Vieil (Fort de l'an mil jusqu'en 2022)                  | Saint Philbert le Vieil (Fort de l'an mil jusqu'en 2022)                  | Saint Philbert le Vieil (Fort de l'an mil jusqu'en 2022)                  | Saint Philbert le Vieil (Fort de l'an mil jusqu'en 2022)                  | Saint Philbert le Vieil (Fort de l'an mil jusqu'en 2022)                  | Saint Philbert le Vieil (Fort de l'an mil jusqu'en 2022)                  | Saint Philbert le Vieil (Fort de l'an mil jusqu'en 2022)                  | Saint Philbert le Vieil (Fort de l'an mil jusqu'en 2022)                  | Saint Philbert le Vieil (Fort de l'an mil jusqu'en 2022)                  | Saint Philbert le Vieil (Fort de l'an mil jusqu'en 2022)                  | Saint Philbert le Vieil (Fort de l'an mil jusqu'en 2022)                  | Saint Philbert le Vieil (Fort de l'an mil jusqu'en 2022) | Saint Philbert le Vieil (Fort de l'an mil jusqu'en 2022) | Saint Philbert le Vieil (Fort de l'an mil jusqu'en 2022) | Saint Philbert le Vieil (Fort de l'an mil jusqu'en 2022) | Saint Philbert le Vieil (Fort de l'an mil jusqu'en 2022) | Saint Philbert le Vieil (Fort de l'an mil jusqu'en 2022) | Saint Philbert le Vieil (Fort de l'an mil jusqu'en 2022) | Saint Philbert le Vieil (Fort de l'an mil jusqu'en 2022) | Saint Philbert le Vieil (Fort de l'an mil jusqu'en 2022) | Saint Philbert le Vieil (Fort de l'an mil jusqu'en 2022) |
| Le bourg Bérard                 | NC                                               | NC                                               | NC                                                                        | NC                                                                        | NC                                                                        | NC                                                                        | NC                                                                        | NC                                                                        | NC                                                                        | NC                                                                        | NC                                                                        | NC                                                                        | NC                                                                        | NC                                                                        | NC                                                                        | NC                                                                        | Bourg Bérard (Bourg 1900 jusqu'en 2022)                                   | Bourg Bérard (Bourg 1900 jusqu'en 2022)                                   | Bourg Bérard (Bourg 1900 jusqu'en 2022)                                   | Bourg Bérard (Bourg 1900 jusqu'en 2022)                                   | Bourg Bérard (Bourg 1900 jusqu'en 2022)                                   | Bourg Bérard (Bourg 1900 jusqu'en 2022)                                   | Bourg Bérard (Bourg 1900 jusqu'en 2022)                                   | Bourg Bérard (Bourg 1900 jusqu'en 2022)                                   | Bourg Bérard (Bourg 1900 jusqu'en 2022)                                   | Bourg Bérard (Bourg 1900 jusqu'en 2022)                                   | Bourg Bérard (Bourg 1900 jusqu'en 2022)                                   | Bourg Bérard (Bourg 1900 jusqu'en 2022)                  | Bourg Bérard (Bourg 1900 jusqu'en 2022)                  | Bourg Bérard (Bourg 1900 jusqu'en 2022)                  | Bourg Bérard (Bourg 1900 jusqu'en 2022)                  | Bourg Bérard (Bourg 1900 jusqu'en 2022)                  | Bourg Bérard (Bourg 1900 jusqu'en 2022)                  | Bourg Bérard (Bourg 1900 jusqu'en 2022)                  | Bourg Bérard (Bourg 1900 jusqu'en 2022)                  | Bourg Bérard (Bourg 1900 jusqu'en 2022)                  | Bourg Bérard (Bourg 1900 jusqu'en 2022)                  |
| Walkthroughs                    |                                                  |                                                  |                                                                           |                                                                           |                                                                           |                                                                           |                                                                           |                                                                           |                                                                           |                                                                           |                                                                           |                                                                           |                                                                           |                                                                           |                                                                           |                                                                           |                                                                           |                                                                           |                                                                           |                                                                           |                                                                           |                                                                           |                                                                           |                                                                           |                                                                           |                                                                           |                                                                           |                                                          |                                                          |                                                          |                                                          |                                                          |                                                          |                                                          |                                                          |                                                          |                                                          |
| La forêt                        | NC                                               | NC                                               | Chemin de la mémoire (Précédemment le chemin creux des guerres de Vendée) | Chemin de la mémoire (Précédemment le chemin creux des guerres de Vendée) | Chemin de la mémoire (Précédemment le chemin creux des guerres de Vendée) | Chemin de la mémoire (Précédemment le chemin creux des guerres de Vendée) | Chemin de la mémoire (Précédemment le chemin creux des guerres de Vendée) | Chemin de la mémoire (Précédemment le chemin creux des guerres de Vendée) | Chemin de la mémoire (Précédemment le chemin creux des guerres de Vendée) | Chemin de la mémoire (Précédemment le chemin creux des guerres de Vendée) | Chemin de la mémoire (Précédemment le chemin creux des guerres de Vendée) | Chemin de la mémoire (Précédemment le chemin creux des guerres de Vendée) | Chemin de la mémoire (Précédemment le chemin creux des guerres de Vendée) | Chemin de la mémoire (Précédemment le chemin creux des guerres de Vendée) | Chemin de la mémoire (Précédemment le chemin creux des guerres de Vendée) | Chemin de la mémoire (Précédemment le chemin creux des guerres de Vendée) | Chemin de la mémoire (Précédemment le chemin creux des guerres de Vendée) | Chemin de la mémoire (Précédemment le chemin creux des guerres de Vendée) | Chemin de la mémoire (Précédemment le chemin creux des guerres de Vendée) | Chemin de la mémoire (Précédemment le chemin creux des guerres de Vendée) | Chemin de la mémoire (Précédemment le chemin creux des guerres de Vendée) | Chemin de la mémoire (Précédemment le chemin creux des guerres de Vendée) | Chemin de la mémoire (Précédemment le chemin creux des guerres de Vendée) | Chemin de la mémoire (Précédemment le chemin creux des guerres de Vendée) | Chemin de la mémoire (Précédemment le chemin creux des guerres de Vendée) | Chemin de la mémoire (Précédemment le chemin creux des guerres de Vendée) | Chemin de la mémoire (Précédemment le chemin creux des guerres de Vendée) |                                                          |                                                          | Le Mystère de La Pérouse                                 | Le Mystère de La Pérouse                                 | Le Mystère de La Pérouse                                 | Le Mystère de La Pérouse                                 | Le Mystère de La Pérouse                                 | Le Mystère de La Pérouse                                 | Le Mystère de La Pérouse                                 | Le Mystère de La Pérouse                                 |
| La forêt                        | NC                                               | NC                                               | NC                                                                        | Le théâtre d'eau                                                          | Le théâtre d'eau                                                          | Le théâtre d'eau                                                          | Le théâtre d'eau                                                          | Le théâtre d'eau                                                          | Le théâtre d'eau                                                          | Le théâtre d'eau                                                          | Le théâtre d'eau                                                          | Le théâtre d'eau                                                          | Le théâtre d'eau                                                          | Le théâtre d'eau                                                          | Le théâtre d'eau                                                          | Le théâtre d'eau                                                          | Le théâtre d'eau                                                          | Le théâtre d'eau                                                          | Le théâtre d'eau                                                          | L'Odyssée du Puy du Fou                                                   | L'Odyssée du Puy du Fou                                                   | L'Odyssée du Puy du Fou                                                   | L'Odyssée du Puy du Fou                                                   | L'Odyssée du Puy du Fou                                                   | L'Odyssée du Puy du Fou                                                   | L'Odyssée du Puy du Fou                                                   | L'Odyssée du Puy du Fou                                                   | L'Odyssée du Puy du Fou                                  | L'Odyssée du Puy du Fou                                  | L'Odyssée du Puy du Fou                                  | Le Premier Royaume                                       | Le Premier Royaume                                       | Le Premier Royaume                                       | Le Premier Royaume                                       | Le Premier Royaume                                       | Le Premier Royaume                                       | Le Premier Royaume                                       |
| La forêt                        | NC                                               | NC                                               | NC                                                                        | NC                                                                        | NC                                                                        | NC                                                                        | NC                                                                        | NC                                                                        | NC                                                                        | NC                                                                        | NC                                                                        | NC                                                                        | NC                                                                        | NC                                                                        | NC                                                                        | NC                                                                        | NC                                                                        | NC                                                                        | NC                                                                        | NC                                                                        | NC                                                                        | NC                                                                        | NC                                                                        | NC                                                                        | NC                                                                        | NC                                                                        | NC                                                                        | NC                                                       | NC                                                       | Les Amoureux de Verdun                                   | Les Amoureux de Verdun                                   | Les Amoureux de Verdun                                   | Les Amoureux de Verdun                                   | Les Amoureux de Verdun                                   | Les Amoureux de Verdun                                   | Les Amoureux de Verdun                                   | Les Amoureux de Verdun                                   |
| L'arboretum                     | NC                                               | NC                                               | NC                                                                        | La Tanière des loups / Le Sentier des terriers                            | La Tanière des loups / Le Sentier des terriers                            | La Tanière des loups / Le Sentier des terriers                            | La Tanière des loups / Le Sentier des terriers                            | La Tanière des loups / Le Sentier des terriers                            | La Tanière des loups / Le Sentier des terriers                            | La Tanière des loups / Le Sentier des terriers                            | La Tanière des loups / Le Sentier des terriers                            | La Tanière des loups / Le Sentier des terriers                            | La Tanière des loups / Le Sentier des terriers                            | La Tanière des loups / Le Sentier des terriers                            | La Tanière des loups / Le Sentier des terriers                            | La Tanière des loups / Le Sentier des terriers                            | La Tanière des loups / Le Sentier des terriers                            | La Tanière des loups / Le Sentier des terriers                            | La Tanière des loups / Le Sentier des terriers                            | La Tanière des loups / Le Sentier des terriers                            | La Tanière des loups / Le Sentier des terriers                            | La Tanière des loups / Le Sentier des terriers                            | La Tanière des loups / Le Sentier des terriers                            | Le Monde imaginaire de La Fontaine                                        | Le Monde imaginaire de La Fontaine                                        | Le Monde imaginaire de La Fontaine                                        | Le Monde imaginaire de La Fontaine                                        | Le Monde imaginaire de La Fontaine                       | Le Monde imaginaire de La Fontaine                       | Le Monde imaginaire de La Fontaine                       | Le Monde imaginaire de La Fontaine                       | Le Monde imaginaire de La Fontaine                       | Le Monde imaginaire de La Fontaine                       | Le Monde imaginaire de La Fontaine                       | Le Monde imaginaire de La Fontaine                       | Le Monde imaginaire de La Fontaine                       | Le Monde imaginaire de La Fontaine                       |
| Le château                      | NC                                               | NC                                               | NC                                                                        | NC                                                                        | NC                                                                        | NC                                                                        | NC                                                                        | NC                                                                        | NC                                                                        | NC                                                                        | NC                                                                        | NC                                                                        | NC                                                                        | NC                                                                        | NC                                                                        | NC                                                                        | NC                                                                        | NC                                                                        | NC                                                                        | NC                                                                        | NC                                                                        | NC                                                                        | NC                                                                        | NC                                                                        | NC                                                                        | La Renaissance du château                                                 | La Renaissance du château                                                 | La Renaissance du château                                | La Renaissance du château                                | La Renaissance du château                                | La Renaissance du château                                | La Renaissance du château                                | La Renaissance du château                                | La Renaissance du château                                | La Renaissance du château                                | La Renaissance du château                                | La Renaissance du château                                |
| Autres spectacles et animations |                                                  |                                                  |                                                                           |                                                                           |                                                                           |                                                                           |                                                                           |                                                                           |                                                                           |                                                                           |                                                                           |                                                                           |                                                                           |                                                                           |                                                                           |                                                                           |                                                                           |                                                                           |                                                                           |                                                                           |                                                                           |                                                                           |                                                                           |                                                                           |                                                                           |                                                                           |                                                                           |                                                          |                                                          |                                                          |                                                          |                                                          |                                                          |                                                          |                                                          |                                                          |                                                          |
| La Halle Renaissance            | NC                                               | NC                                               | NC                                                                        | NC                                                                        | La Halle Renaissance                                                      | La Halle Renaissance                                                      | La Halle Renaissance                                                      | La Halle Renaissance                                                      | La Halle Renaissance                                                      | La Halle Renaissance                                                      | La Halle Renaissance                                                      | La Halle Renaissance                                                      | La Halle Renaissance                                                      | La Halle Renaissance                                                      | La Halle Renaissance                                                      | La Halle Renaissance                                                      | La Halle Renaissance                                                      | La Halle Renaissance                                                      | La Halle Renaissance                                                      | La Halle Renaissance                                                      | La Halle Renaissance                                                      | La Halle Renaissance                                                      | La Halle Renaissance                                                      | La Halle Renaissance                                                      | La Halle Renaissance                                                      | La Halle Renaissance                                                      | La Halle Renaissance                                                      | La Halle Renaissance                                     | La Halle Renaissance                                     | Le Café de la Madelon                                    | Le Café de la Madelon                                    | Le Café de la Madelon                                    | Le Café de la Madelon                                    | Le Café de la Madelon                                    | Le Café de la Madelon                                    | Le Café de la Madelon                                    | Le Café de la Madelon                                    |
| Chasseloup                      | NC                                               | NC                                               | NC                                                                        | NC                                                                        | Les Musiciens traditionnels                                               | Les Musiciens traditionnels                                               | Les Musiciens traditionnels                                               | Les Musiciens traditionnels                                               | Les Musiciens traditionnels                                               | Les Musiciens traditionnels                                               | Les Musiciens traditionnels                                               | Les Musiciens traditionnels                                               | Les Musiciens traditionnels                                               | Les Musiciens traditionnels                                               | Les Musiciens traditionnels                                               | Les Musiciens traditionnels                                               | Les Musiciens traditionnels                                               | Les Musiciens traditionnels                                               | Les Musiciens traditionnels                                               | Les Musiciens traditionnels                                               | Les Musiciens traditionnels                                               | Les Musiciens traditionnels                                               | Les Musiciens traditionnels                                               | Les Musiciens traditionnels                                               | Les Musiciens traditionnels                                               | Les Musiciens traditionnels                                               | Les Musiciens traditionnels                                               | Les Musiciens traditionnels                              | Le Grand Carillon                                        | Le Grand Carillon                                        | Le Grand Carillon                                        | Le Grand Carillon                                        | Le Grand Carillon                                        | Le Grand Carillon                                        | Le Grand Carillon                                        | Le Grand Carillon                                        | Le Grand Carillon                                        |
| Font-Rognou                     | NC                                               | NC                                               | NC                                                                        | NC                                                                        | NC                                                                        | NC                                                                        | Le Magicien ménestrel                                                     | Le Magicien ménestrel                                                     | Le Magicien ménestrel                                                     | Le Magicien ménestrel                                                     | Le Magicien ménestrel                                                     | Le Magicien ménestrel                                                     | Le Magicien ménestrel                                                     | Le Magicien ménestrel                                                     | Le Magicien ménestrel                                                     | Le Magicien ménestrel                                                     | Le Magicien ménestrel                                                     | Le Magicien ménestrel                                                     | Le Magicien ménestrel                                                     | Le Magicien ménestrel                                                     | Le Magicien ménestrel                                                     | Le Magicien ménestrel                                                     | Le Magicien ménestrel                                                     | Le Magicien ménestrel                                                     | Les Chevaliers de la Table ronde                                          | Les Chevaliers de la Table ronde                                          | Les Chevaliers de la Table ronde                                          | Les Chevaliers de la Table ronde                         | Les Chevaliers de la Table ronde                         | Les Chevaliers de la Table ronde                         | Les Chevaliers de la Table ronde                         | Les Chevaliers de la Table ronde                         | Les Chevaliers de la Table ronde                         | Les Chevaliers de la Table ronde                         | Les Chevaliers de la Table ronde                         | Les Chevaliers de la Table ronde                         | L'Épée du roi Arthur                                     |
| La prairie                      | NC                                               | NC                                               | NC                                                                        | NC                                                                        | NC                                                                        | NC                                                                        | NC                                                                        | Théâtre pour enfants                                                      | Théâtre pour enfants                                                      | Théâtre pour enfants                                                      | Théâtre pour enfants                                                      | Théâtre pour enfants                                                      | Théâtre pour enfants                                                      | Théâtre pour enfants                                                      | Théâtre pour enfants                                                      | Théâtre pour enfants                                                      | Théâtre pour enfants                                                      | Théâtre pour enfants                                                      | Théâtre pour enfants                                                      | La Légende de Martin                                                      | La Légende de Martin                                                      | La Légende de Martin                                                      | La Légende de Martin                                                      | La Légende de Martin                                                      | La Légende de Martin                                                      | La Légende de Martin                                                      | La Légende de Martin                                                      | La Légende de Martin                                     | NC                                                       | NC                                                       | NC                                                       | NC                                                       | NC                                                       | NC                                                       | NC                                                       | NC                                                       | NC                                                       |
| Le bourg Bérard                 | NC                                               | NC                                               | NC                                                                        | NC                                                                        | NC                                                                        | NC                                                                        | NC                                                                        | NC                                                                        | NC                                                                        | NC                                                                        | NC                                                                        | NC                                                                        | NC                                                                        | NC                                                                        | NC                                                                        | NC                                                                        | Les Automates musiciens                                                   | Les Automates musiciens                                                   | Les Automates musiciens                                                   | Les Automates musiciens                                                   | Les Automates musiciens                                                   | Les Automates musiciens                                                   | Les Automates musiciens                                                   | Les Automates musiciens                                                   | Les Automates musiciens                                                   | Les Automates musiciens                                                   | Les Automates musiciens                                                   | Les Automates musiciens                                  | Les Automates musiciens                                  | Les Automates musiciens                                  | Les Automates musiciens                                  | Les Automates musiciens                                  | Les Automates musiciens                                  | Les Automates musiciens                                  | Les Automates musiciens                                  | Les Automates musiciens                                  | Les Automates musiciens                                  |
| Le bourg Bérard                 | NC                                               | NC                                               | NC                                                                        | NC                                                                        | NC                                                                        | NC                                                                        | NC                                                                        | NC                                                                        | NC                                                                        | NC                                                                        | NC                                                                        | NC                                                                        | NC                                                                        | NC                                                                        | NC                                                                        | NC                                                                        | NC                                                                        | NC                                                                        | NC                                                                        | NC                                                                        | NC                                                                        | NC                                                                        | NC                                                                        | NC                                                                        | NC                                                                        | NC                                                                        | NC                                                                        | NC                                                       | Le Ballet des sapeurs                                    | Le Ballet des sapeurs                                    | Le Ballet des sapeurs                                    | Le Ballet des sapeurs                                    | Le Ballet des sapeurs                                    | Le Ballet des sapeurs                                    | Le Ballet des sapeurs                                    | Le Ballet des sapeurs                                    | NC                                                       |
| Le vieil étang                  | NC                                               | NC                                               | NC                                                                        | NC                                                                        | NC                                                                        | NC                                                                        | NC                                                                        | NC                                                                        | NC                                                                        | NC                                                                        | NC                                                                        | NC                                                                        | NC                                                                        | NC                                                                        | NC                                                                        | NC                                                                        | NC                                                                        | NC                                                                        | NC                                                                        | NC                                                                        | Les Grandes Eaux                                                          | Les Grandes Eaux                                                          | Les Grandes Eaux                                                          | Les Grandes Eaux                                                          | Les Grandes Eaux                                                          | Les Grandes Eaux                                                          | Les Grandes Eaux                                                          | Les Grandes Eaux                                         | Les Grandes Eaux                                         | Les Grandes Eaux                                         | Les Grandes Eaux                                         | Les Grandes Eaux                                         | Les Grandes Eaux                                         | Les Grandes Eaux                                         | Les Grandes Eaux                                         | Les Grandes Eaux                                         | Les Grandes Eaux                                         |
| Lieu                            | 9                                                | 0                                                | 1                                                                         | 2                                                                         | 3                                                                         | 4                                                                         | 5                                                                         | 6                                                                         | 7                                                                         | 8                                                                         | 9                                                                         | 0                                                                         | 1                                                                         | 2                                                                         | 3                                                                         | 4                                                                         | 5                                                                         | 6                                                                         | 7                                                                         | 8                                                                         | 9                                                                         | 0                                                                         | 1                                                                         | 2                                                                         | 3                                                                         | 4                                                                         | 5                                                                         | 6                                                        | 7                                                        | 8                                                        | 9                                                        | 0                                                        | 1                                                        | 2                                                        | 3                                                        | 4                                                        | 5                                                        |
| Lieu                            | 1980                                             | 1990                                             | 1990                                                                      | 1990                                                                      | 1990                                                                      | 1990                                                                      | 1990                                                                      | 1990                                                                      | 1990                                                                      | 1990                                                                      | 1990                                                                      | 2000                                                                      | 2000                                                                      | 2000                                                                      | 2000                                                                      | 2000                                                                      | 2000                                                                      | 2000                                                                      | 2000                                                                      | 2000                                                                      | 2000                                                                      | 2010                                                                      | 2010                                                                      | 2010                                                                      | 2010                                                                      | 2010                                                                      | 2010                                                                      | 2010                                                     | 2010                                                     | 2010                                                     | 2010                                                     | 2020                                                     | 2020                                                     | 2020                                                     | 2020                                                     | 2020                                                     | 2020                                                     |

## Spectacles et animations
- L'Épée du roi Arthur (1 800 places) : sur 2 500 m2 et pendant 22 minutes, Tristan se bat contre un sortilège pour libérer le roi Arthur et ses chevaliers[134].
- La Renaissance du château : sur plusieurs périodes, découverte de l'intérieur du château du Puy du Fou et de l'histoire de sa famille : la guerre de Cent Ans avec Jeanne d'Arc, la Renaissance avec François Ier, une chapelle dotée de l'anneau de Jeanne d'Arc et les souterrains amenant au XIe siècle[135].
- Le Bal des oiseaux fantômes (3 200 places) : en 1137, au temps des châteaux forts, des aigles, faucons, vautours et milans effectuent un ballet dans le ciel. Ce spectacle de fauconnerie est joué par la princesse Aliénor et son amie Éloïse[136]. Ce spectacle fait voler plus de 200 rapaces et échassiers. Le final rassemble 150 oiseaux qui volent simultanément. Doubleurs vocaux : Jean Piat (2003 - 2012) : narrateur, Marc Cassot (depuis 2013) : narrateur.
- Le Ballet des sapeurs : vers 1920, des villageois tentent de circonscrire un incendie provoqué par le moteur d'une voiture[137]. Spectacle jazzy joué par des enfants de l'école et des académies juniors du Puy du Fou.
- Le Dernier Panache (2 400 places) : 1788 - 1796, spectacle à la gloire de François Athanase Charette de La Contrie, ayant combattu lors de la guerre de Vendée contre les révolutionnaires républicains de la Première République française, où le public suit le destin de ce marin de la Marine royale, héros de la Guerre d'Amérique. Le panache de François Athanase Charette survit après que celui-ci a été arrêté et fusillé[138]. Doubleurs vocaux : Frédéric Souterelle (le grand-duc), Emmanuel Curtil (Maximilien de Robespierre), Alexis Victor (François Athanase Charette de La Contrie), Benoît Allemane.
- Le Grand Carillon : au XIXe siècle, des musiciens et acrobates suspendus à des fils jouent de célèbres airs de musique traditionnels sur différentes cloches[138].
- Le Mime et l'Étoile (2 000 places) 1914 : le réalisateur Gérard Bideau est convaincu que seul un amour sincère pourra offrir au cinéma muet la couleur et le son. Inspiré par les arts du mime et du cirque, l'action du spectacle se déroule dans un studio de tournage. Particularité technique, les décors et les acteurs sont en mouvement pour donner l'illusion d'un traveling.
- Le Monde imaginaire de La Fontaine : balade interactive entre différentes saynètes représentant des fables de La Fontaine, contées par Gérard Depardieu. Réalisation avec les entreprises LifeFormations, ZigZag Productions et Atelier artistique du béton[79].
- Le Mystère de La Pérouse : 1785 - 1788, le public déambule à bord d'un vaisseau de La Pérouse, qui quitte le port de Brest en 1785 et prend le large pour affronter les mers d'Alaska, de l'Île de Pâques jusqu'au naufrage au large du groupe d'îles Vanikoro[135].
- Le Premier Royaume : à la fin du Ve siècle, le public évolue via un walkthrough à travers la vie de Clovis, premier roi des Francs. Les scènes ont comme sujet son éducation au scriptorium, le vase de Soissons jusqu'à son baptême dans la foi catholique[139].
- Le Secret de la lance (4 000 places) : vers 1430, Marguerite, une jeune bergère, est la gardienne du château laissé par Jeanne d'Arc et ses soldats partis à la guerre contre les Anglais. Marguerite utilise une lance aux pouvoirs surnaturels que lui a offerte Jeanne d'Arc lorsque les Anglais attaquent le château. De retour, Jeanne d'Arc apporte la paix[136]. Carlos Núñez est le compositeur de la musique[140],[76].
- Le Signe du triomphe (7 000 places) : au IIIe siècle après J.-C., une dizaine de prisonniers chrétiens sont condamnés à remporter les jeux du cirque pour sauver leurs vies car le gouverneur de Rome veut les punir. Damien, un jeune légionnaire romain et chrétien, se bat sous leur bannière. Amoureux de Soline, Damien est proclamé chef après avoir chassé le gouverneur[139]. Les doubleurs vocaux sont Marc Alfos (doubleur de Russell Crowe), Richard Darbois (doubleur de Harrison Ford), Damien Witecka (doubleur de Leonardo DiCaprio) ; Jean Piat est le narrateur.
- Les Amoureux de Verdun : en 1915 et au fil de la correspondance entre un soldat et sa fiancée, le spectateur déambule dans les galeries d'une tranchée de Verdun en suivant un bombardement, les soins prodigués par une infirmière à un malade, une trêve entre Français et Allemands lors de la nuit de Noël. Le soldat qui entretient la correspondance décède le lendemain[137].
- Les Automates musiciens : au XIXe siècle, de nouvelles règles absurdes décidées par le maire sont annoncées aux habitants. Ces derniers — des automates musiciens — jouent des airs entraînants aux fenêtres et invitent les enfants à danser[138].
- Les Grandes Eaux : au début du XVIIIe siècle au son d'une musique baroque, sous la direction de Lully, un ballet aquatique est chorégraphié grâce à 120 jets d'eau[135].
- Les Noces de feu (spectacle nocturne) (7 500 visiteurs par représentation) : au XIXe siècle, un pianiste sort des eaux du lac grâce à sa fiancée[138].
- Les Vikings (3 500 places) : vers l'an mil, un village chrétien fête un mariage et porte secours à des moines transportant les reliques de Saint Philibert. Surgissant du fond des eaux avec leurs drakkars, le village est attaqué par des guerriers vikings à la recherche des moines et pour les piller. Le spectacle se conclut avec l'apparition de Saint Philibert et un miracle, ce dernier convertit les assaillants au christianisme[139]. Le spectacle met en scène des drakkars de 20 mètres de long et 10 mètres de haut, 50 animaux, 30 acteurs et 10 visiteurs invités. Doubleur vocal : Robert Hossein : narrateur. Catherine Salviat[141].
- Mousquetaire de Richelieu (3 000 places) : spectacle de duels à l'épée, de ballets flamenco et de cascades équestres, dont l'action se situe en 1637 sur les 2 000 m2 de scène du Grand Carrousel. Le Cid est joué par une troupe de comédiens parisiens lorsque des bandits kidnappent l'une des comédiennes. Cyrano de Bergerac et les trois mousquetaires prêtent main-forte au fiancé de cette dernière. Le roi intervient pour retrouver la comédienne. Le fiancé est ensuite chargé de réaliser un spectacle équestre donné en l'honneur du couple royal[135]. Doubleurs vocaux : Jean Rochefort (présentateur), Bernard Dhéran (le cardinal de Richelieu), Gérard Depardieu (Cyrano de Bergerac) et Richard Darbois (d'Artagnan et narrateur).

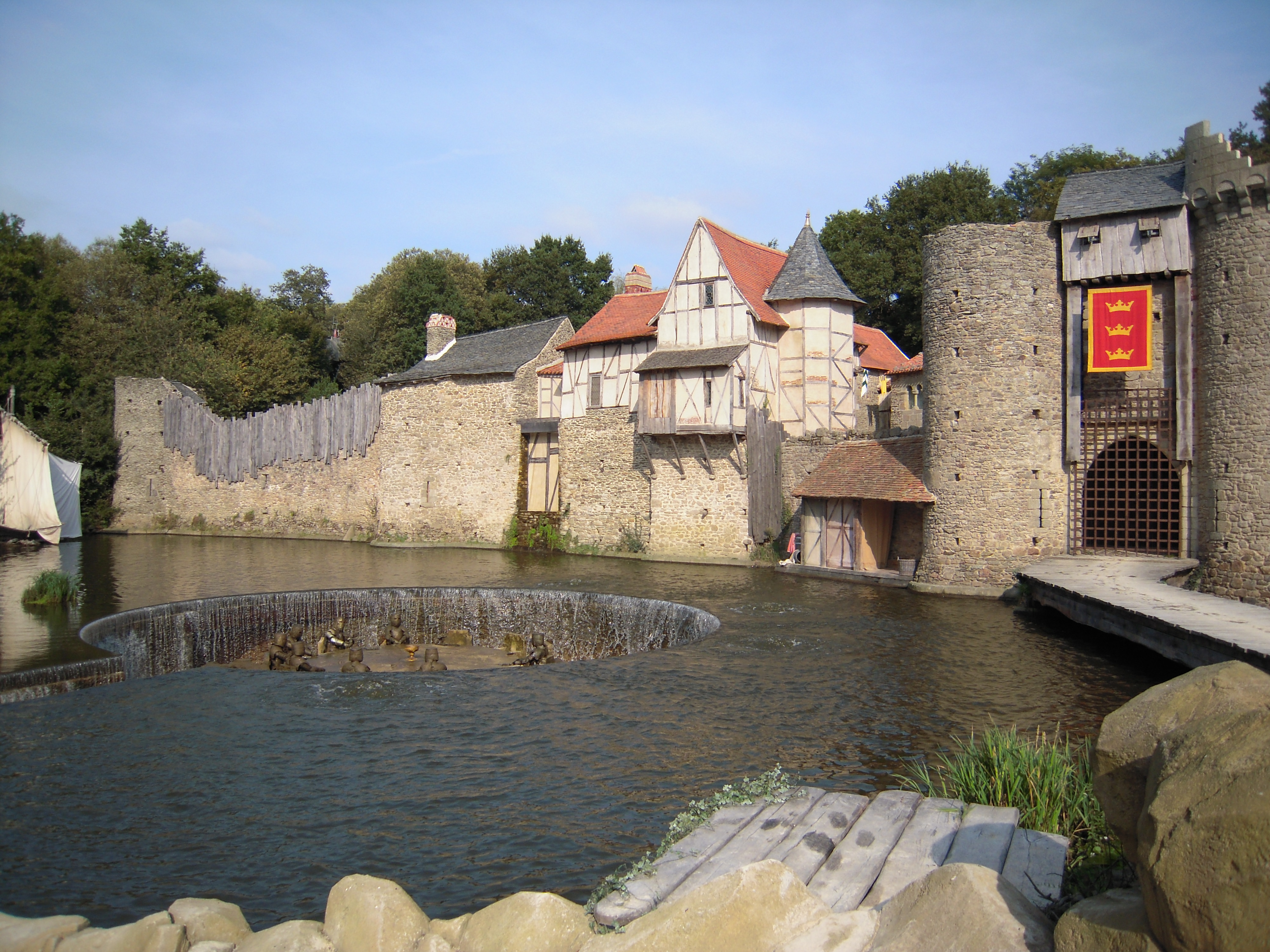
L'Épée du roi Arthur.
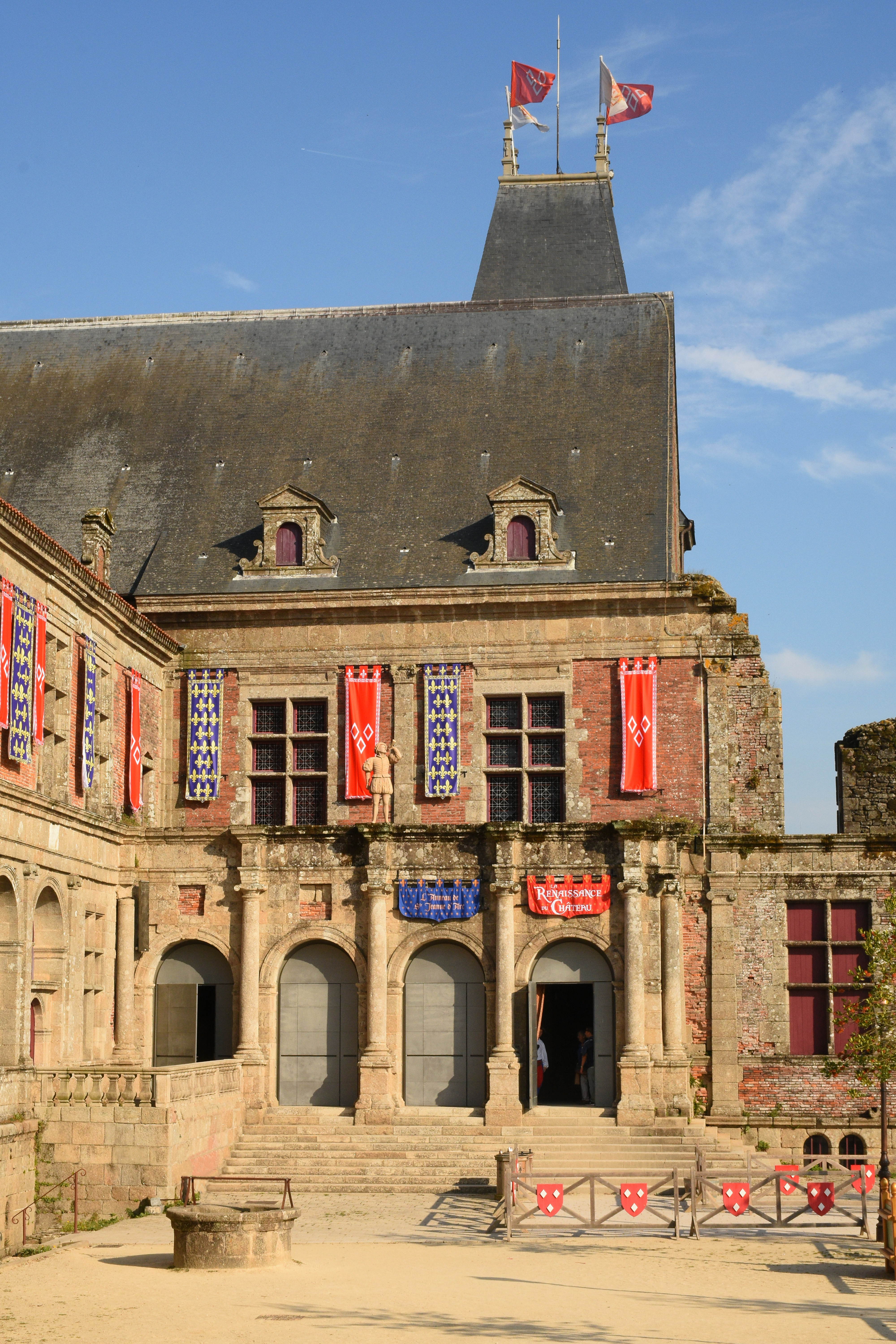
La Renaissance du château.
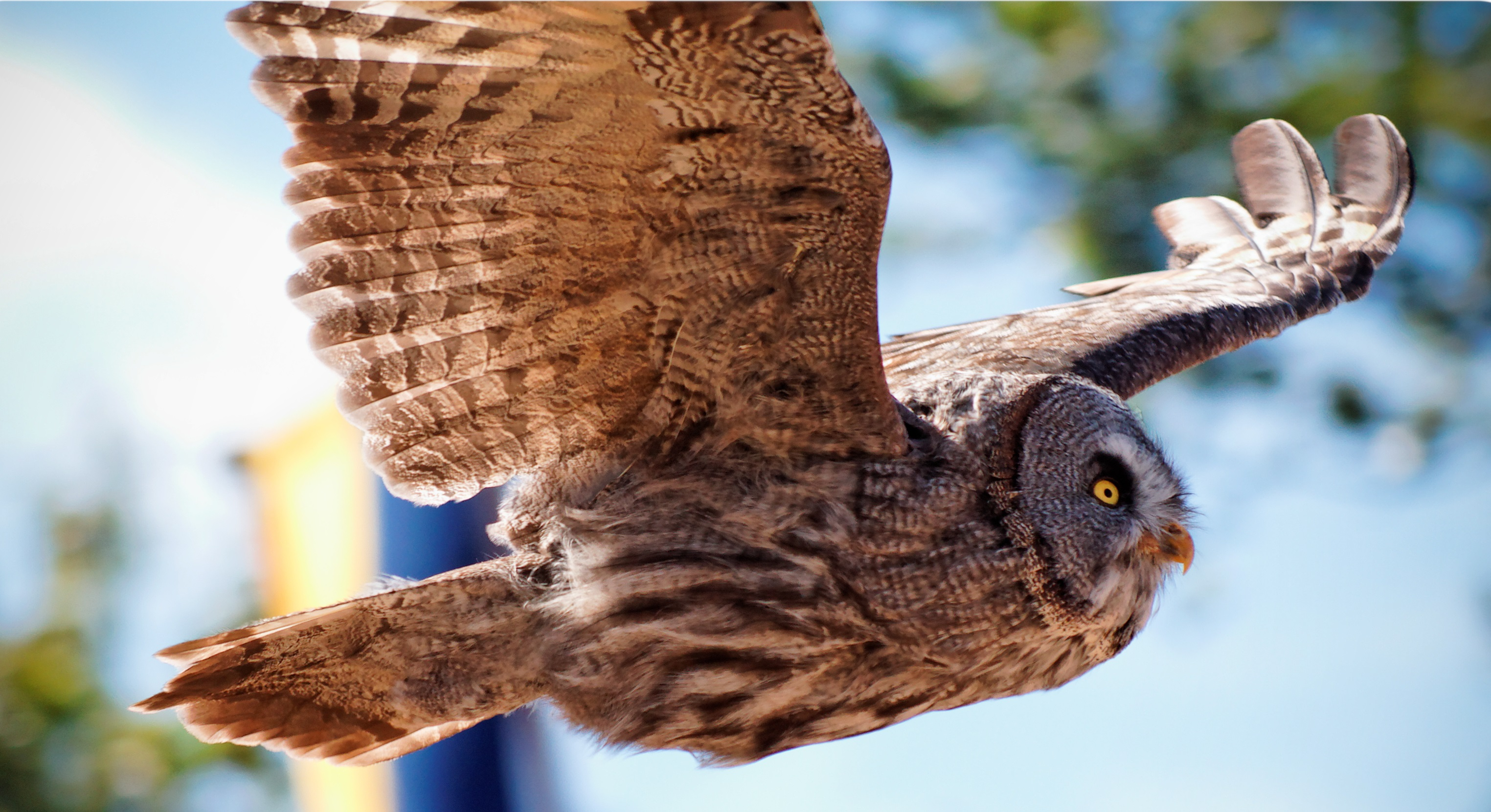
Une chouette lors du Bal des Oiseaux fantômes.
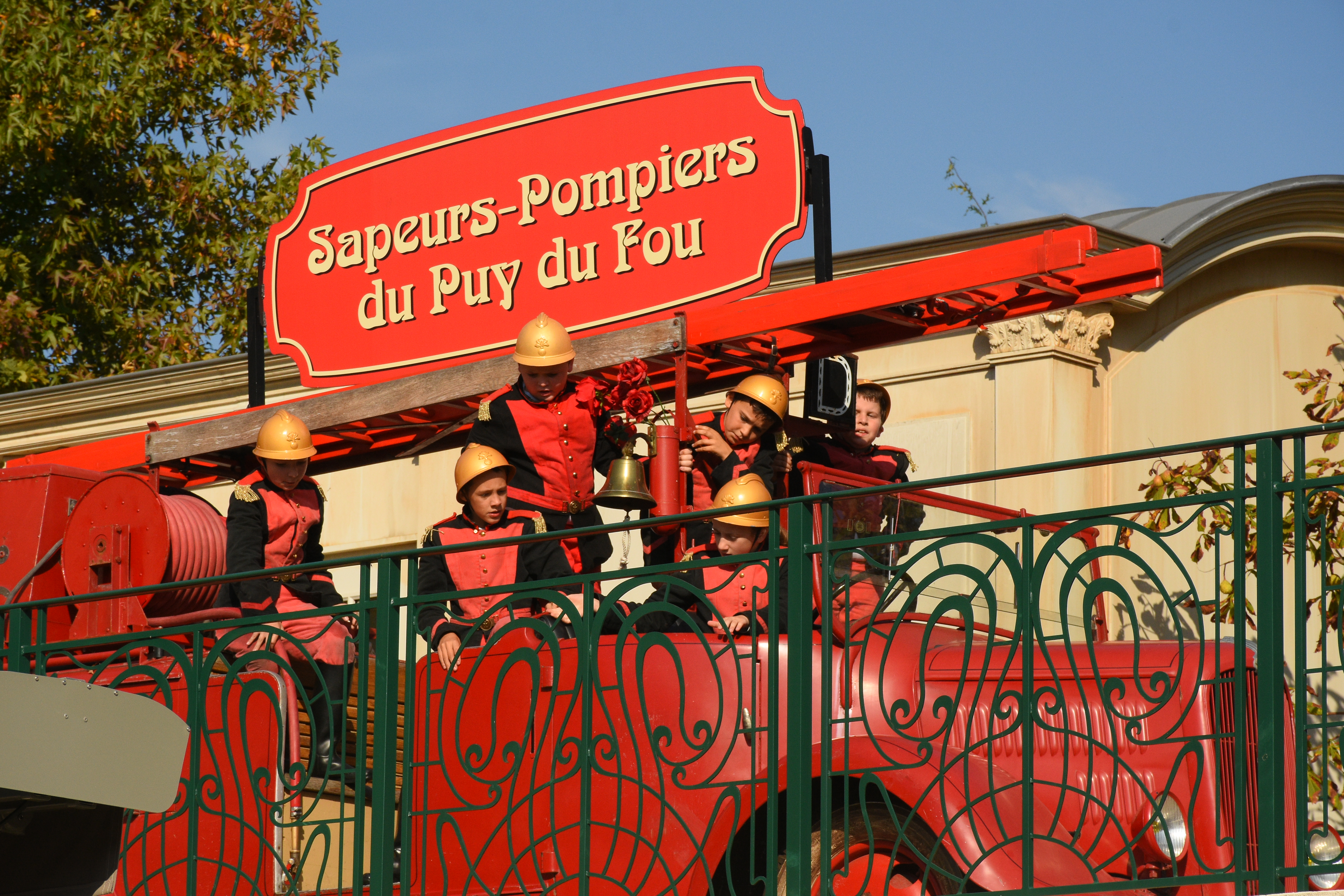
Le Ballet des sapeurs.
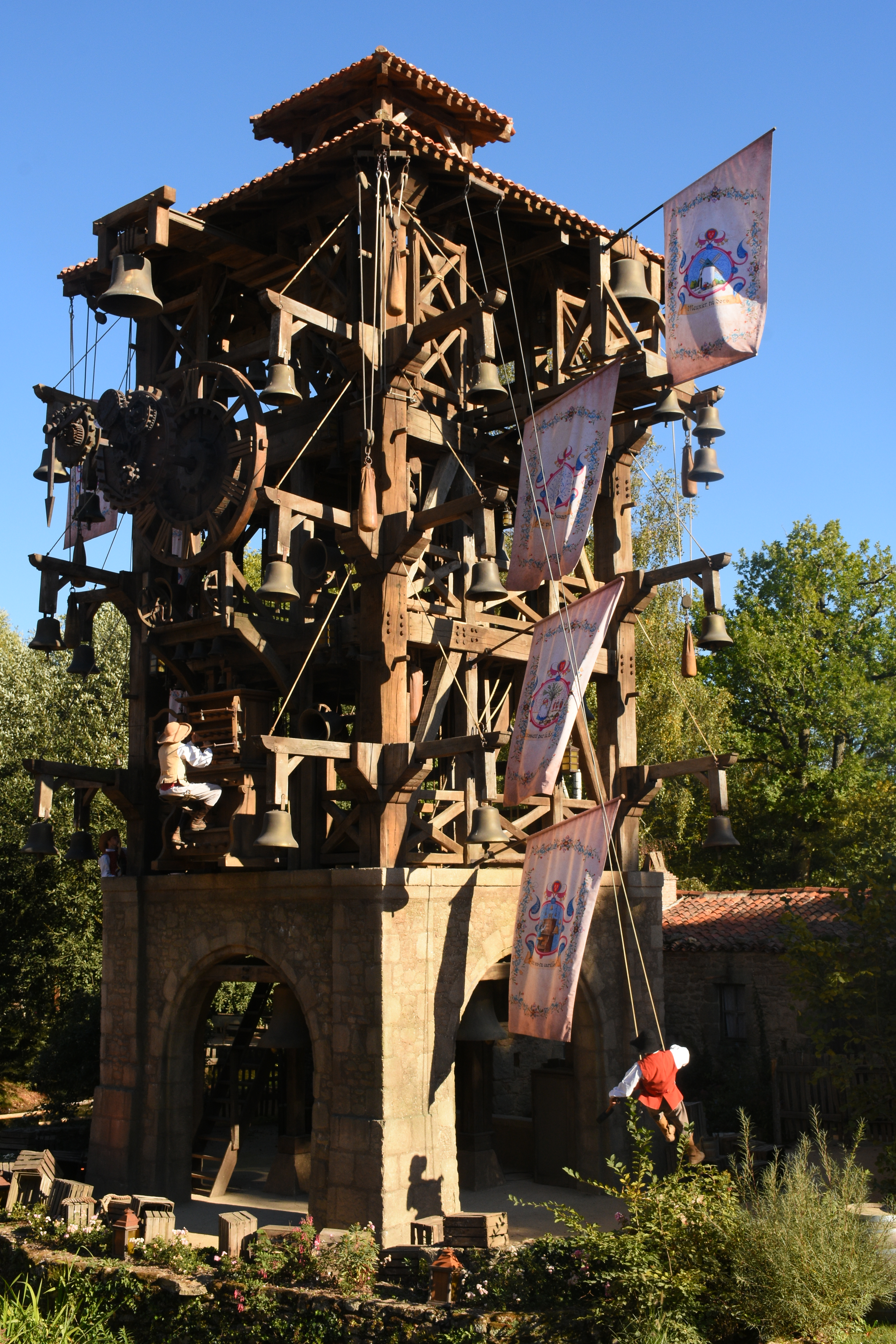
Le Grand Carillon.
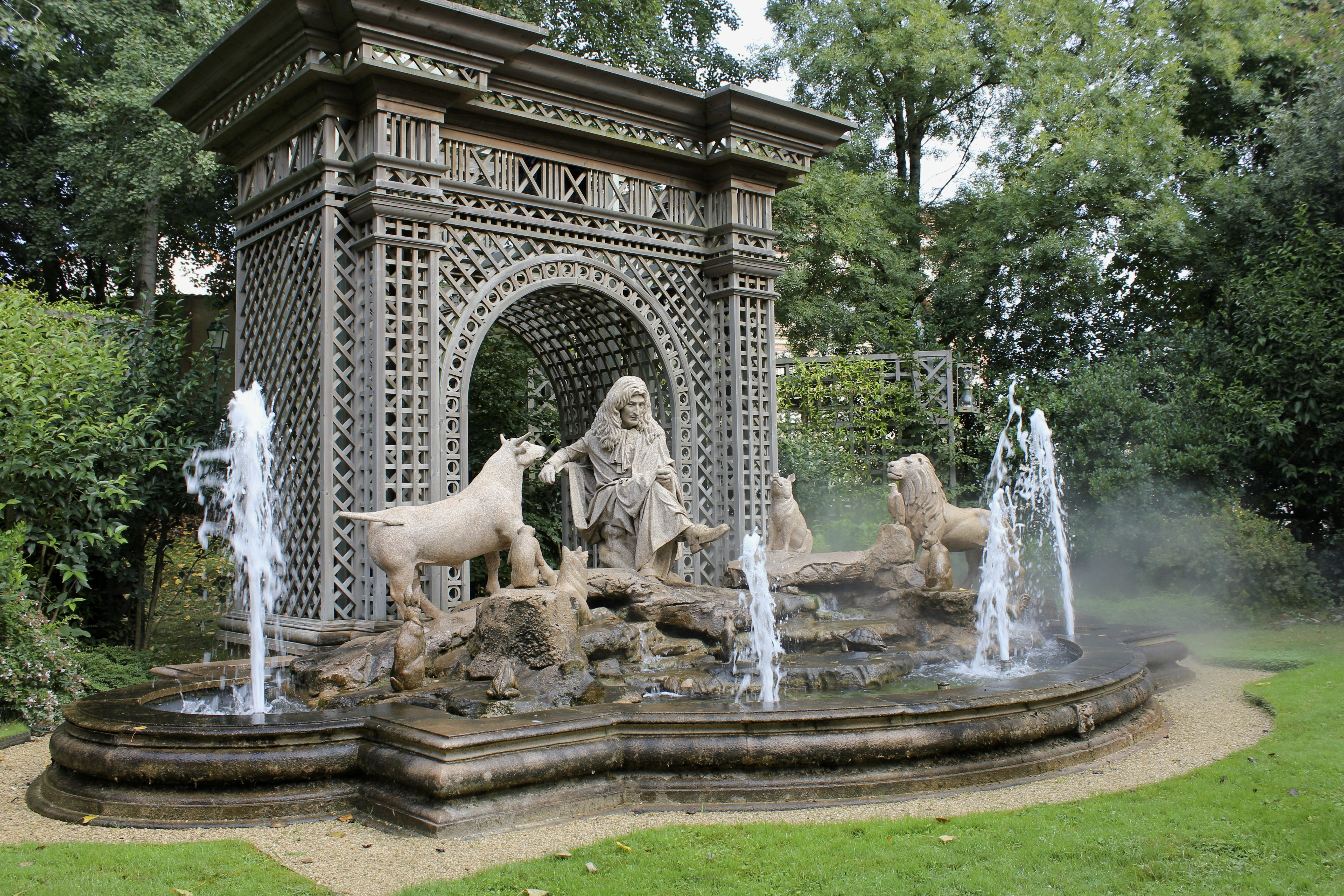
Le Monde imaginaire de La Fontaine.
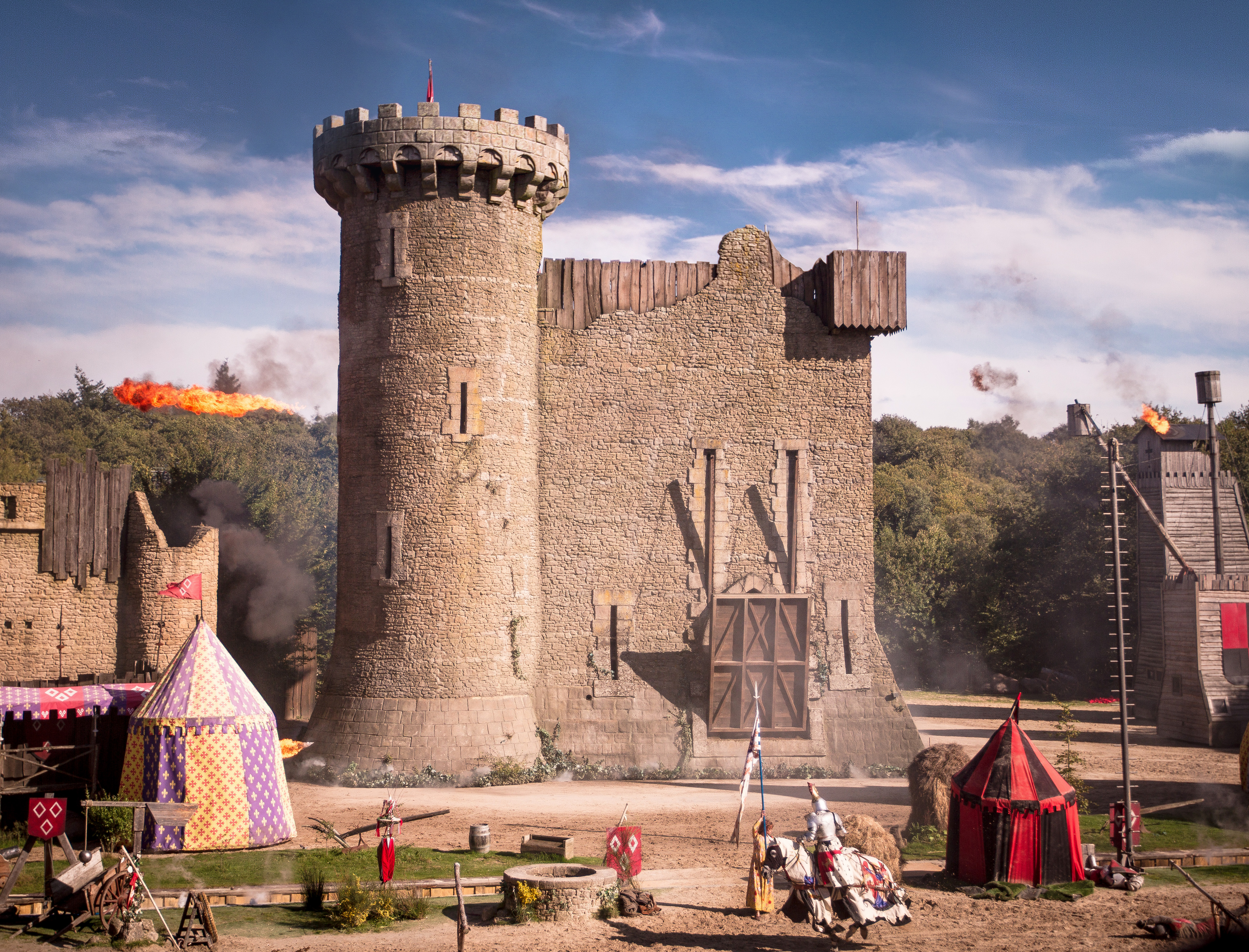
Scène du spectacle Le Secret de la lance.
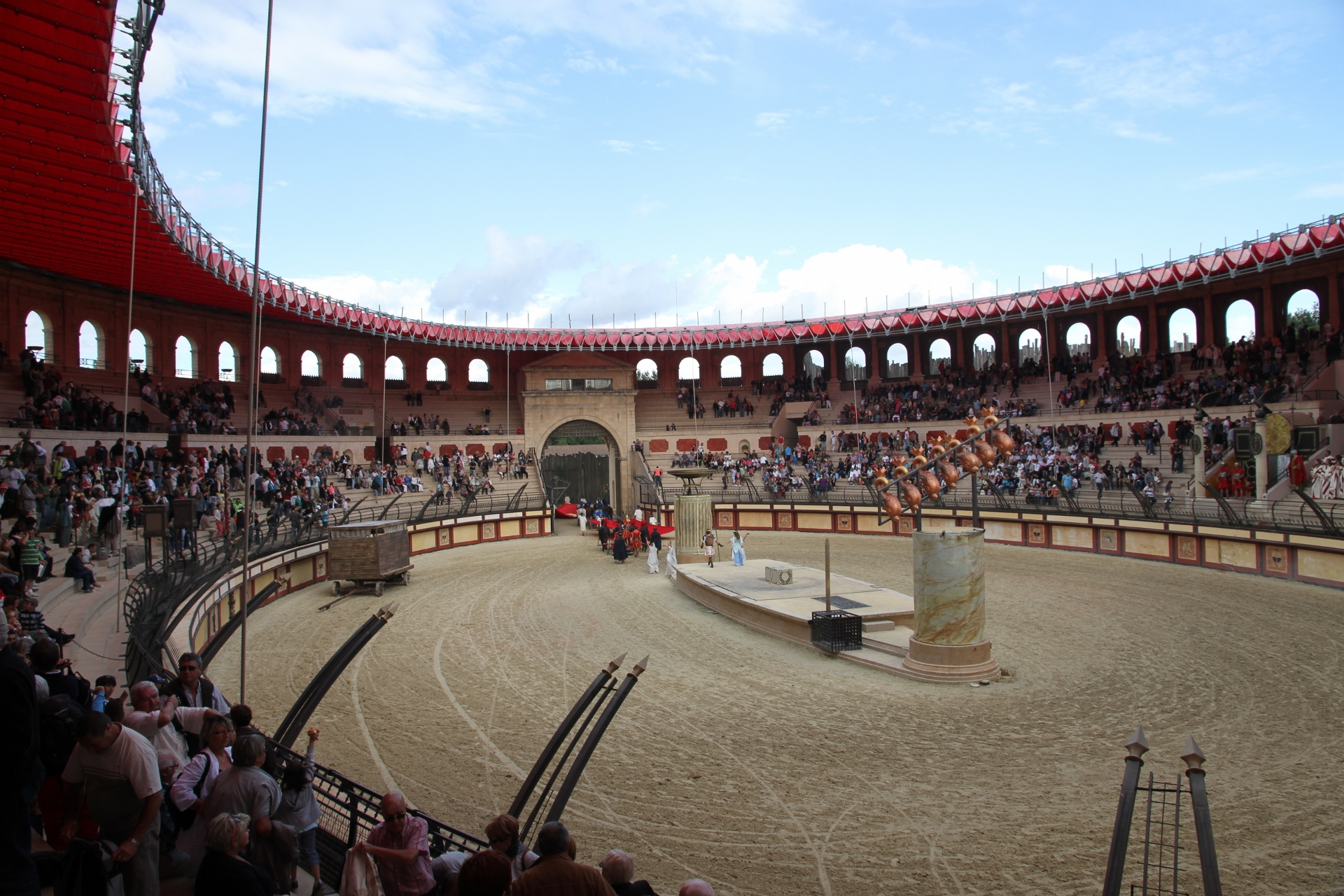
Le Signe du triomphe.
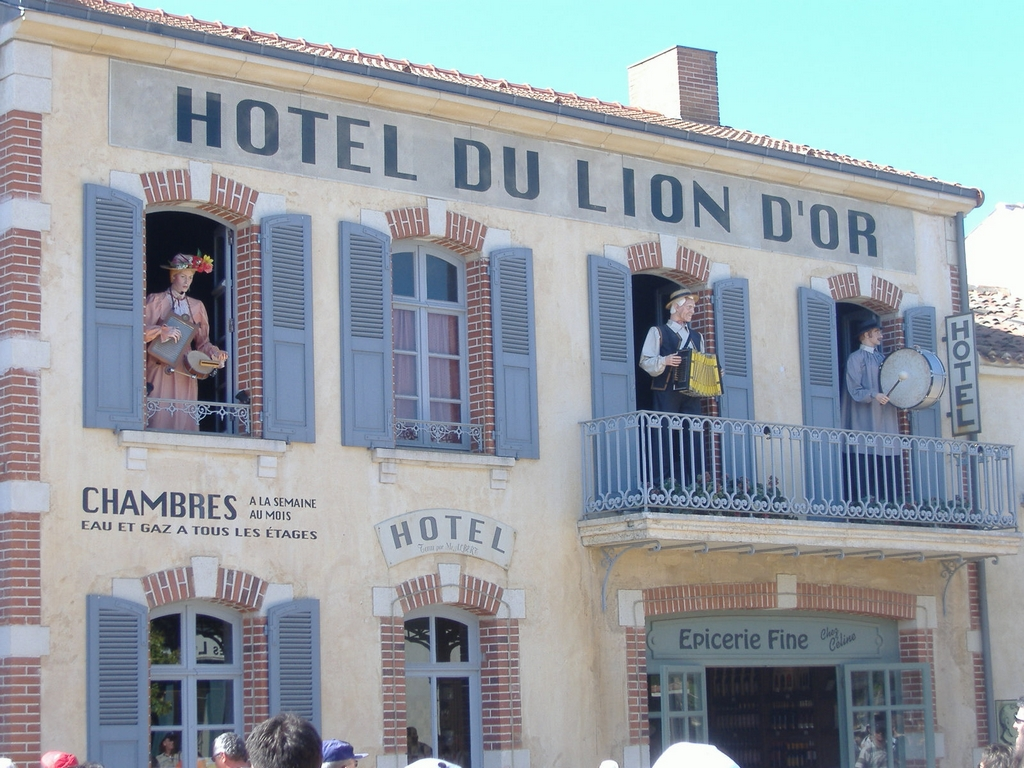
Les Automates musiciens.
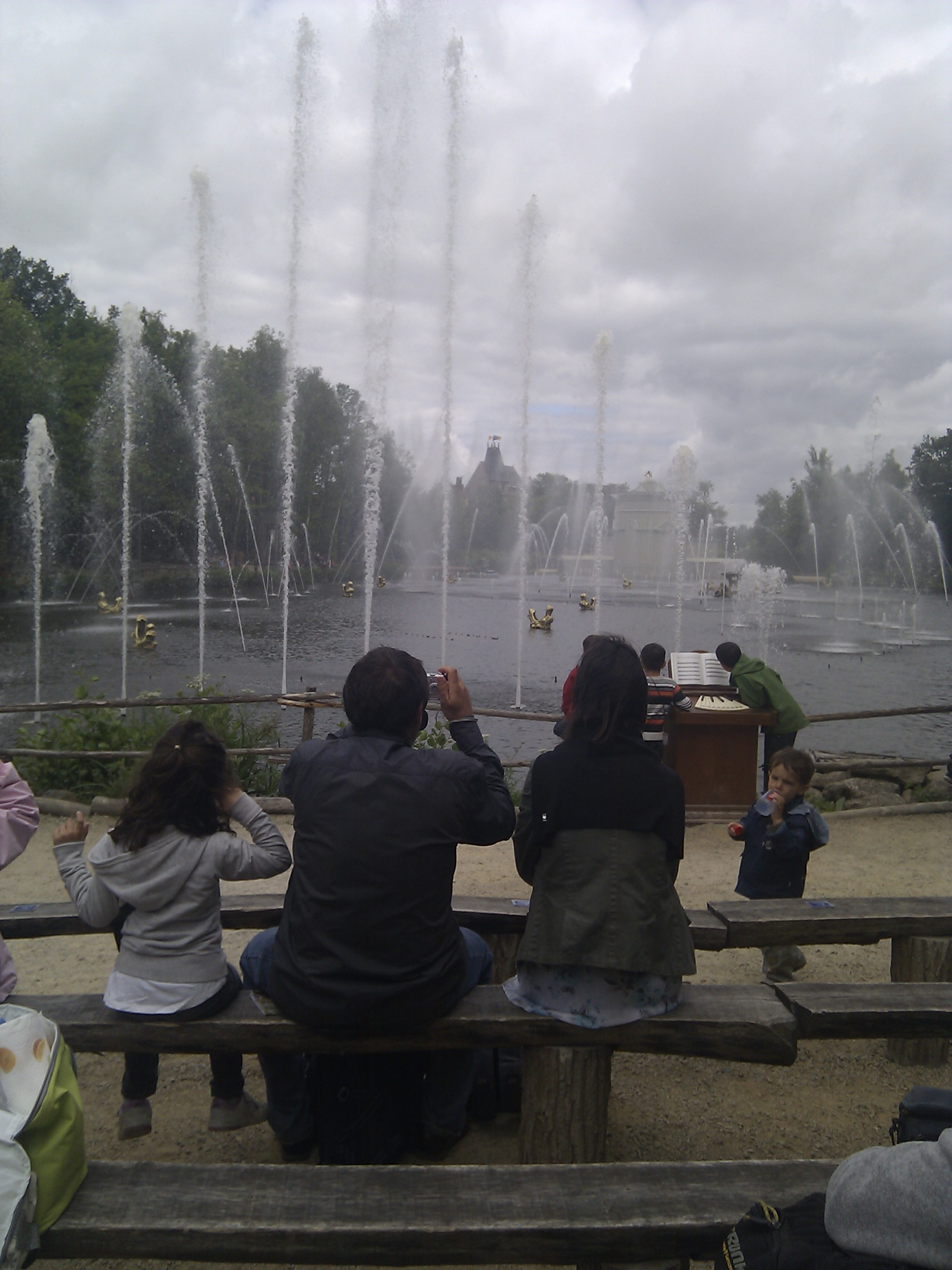
Les Grandes Eaux.
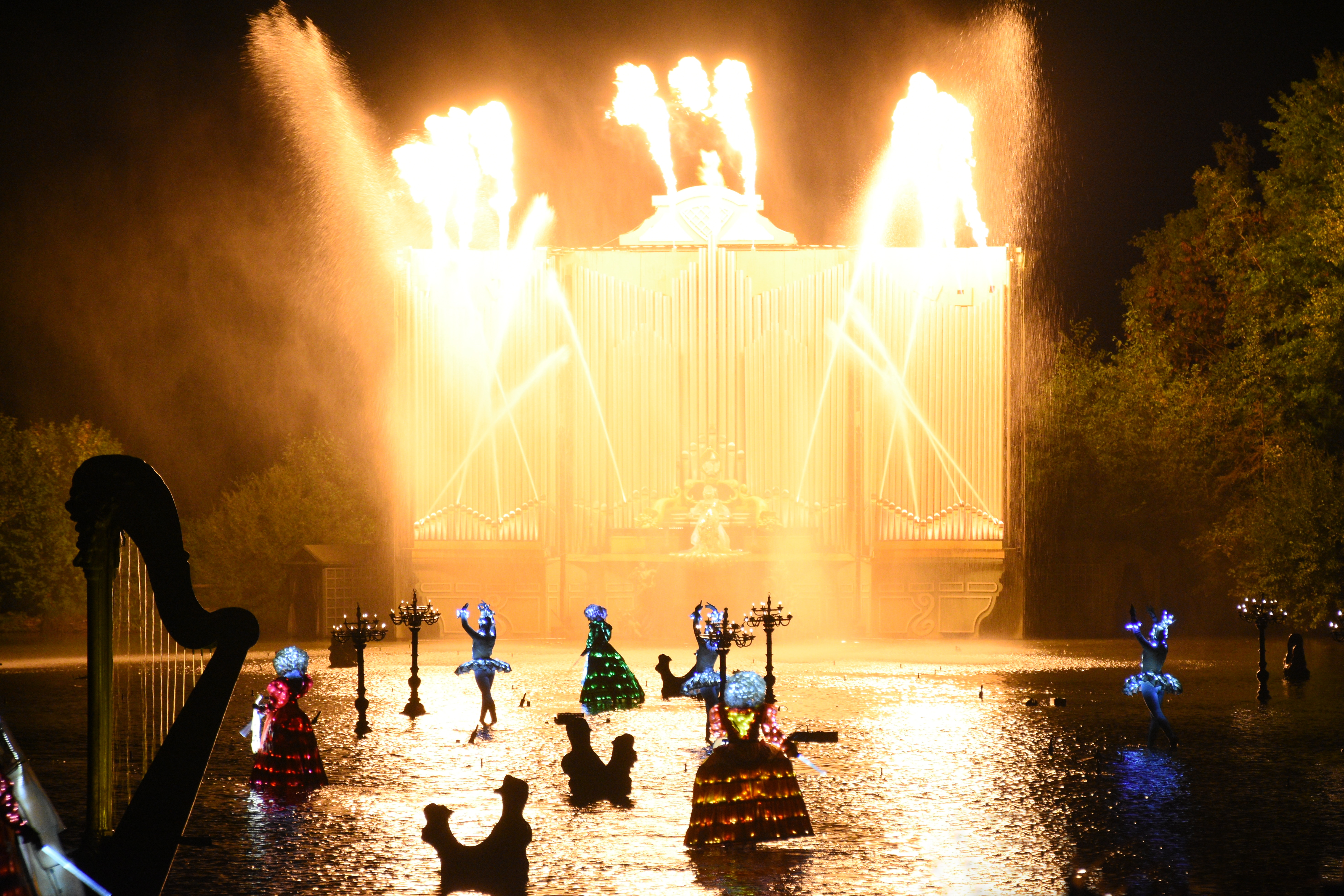
Les Noces de feu.
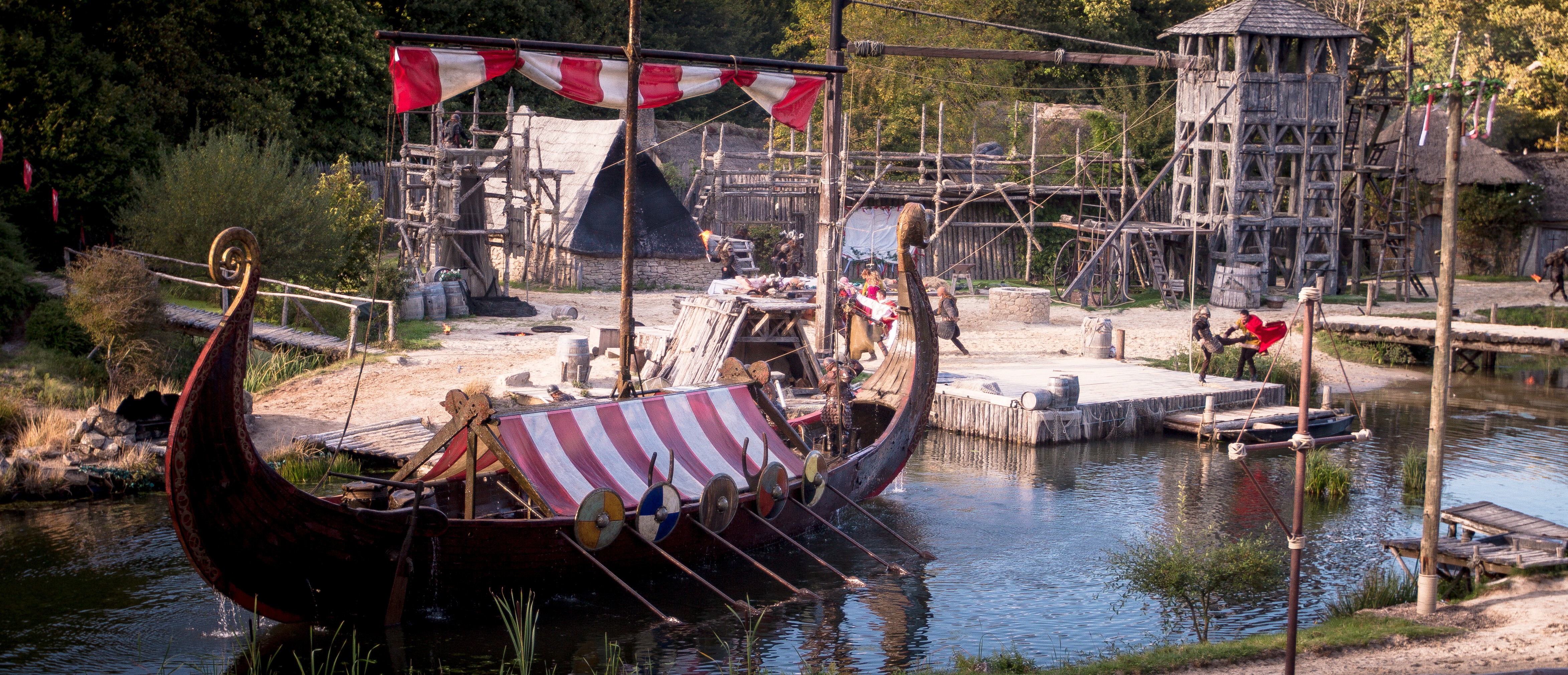
Représentation Les Vikings.
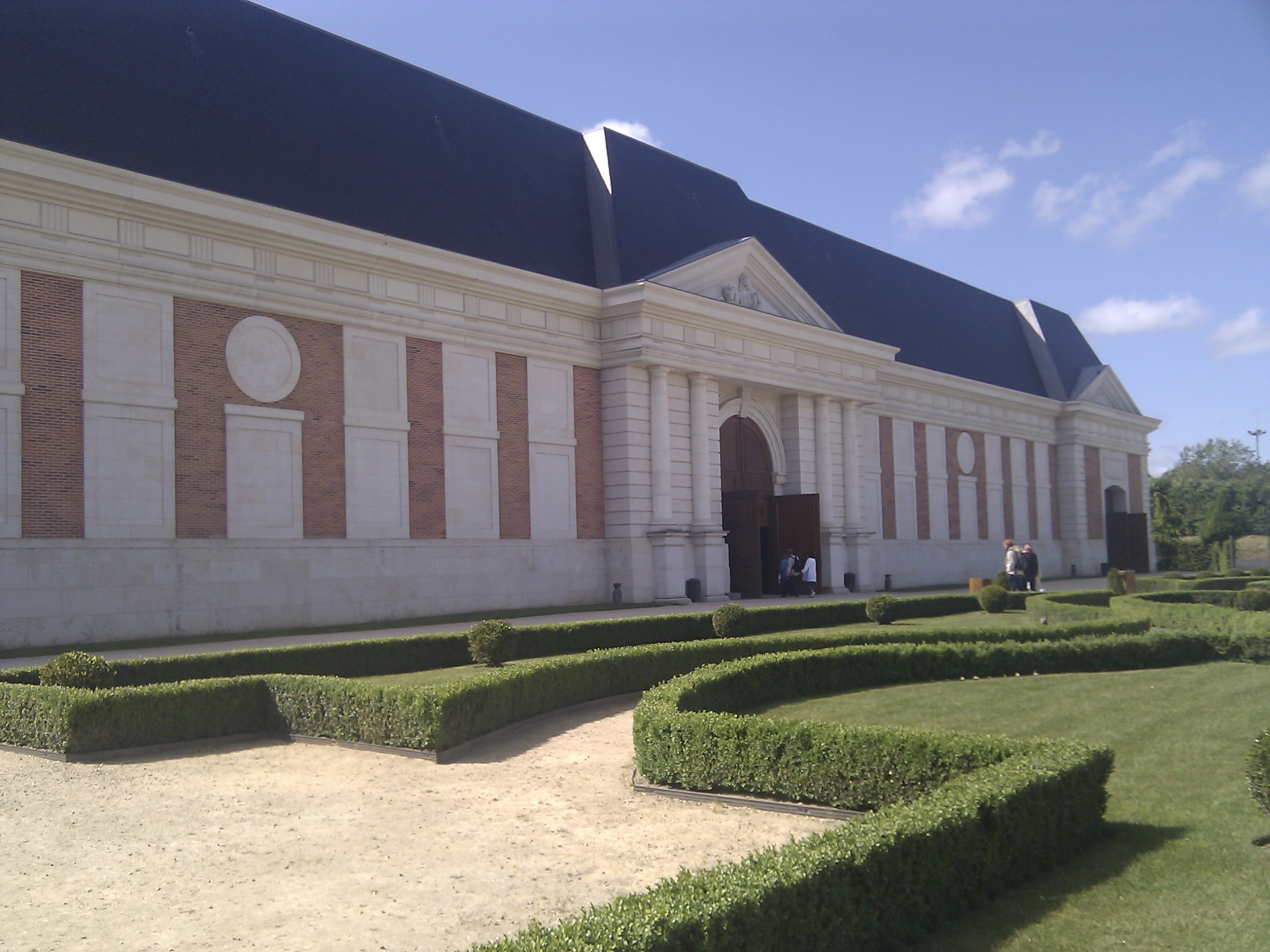
Le grand carrousel accueillant le spectacle Mousquetaire de Richelieu.

## Infrastructures et environnement

### La Cinéscénie

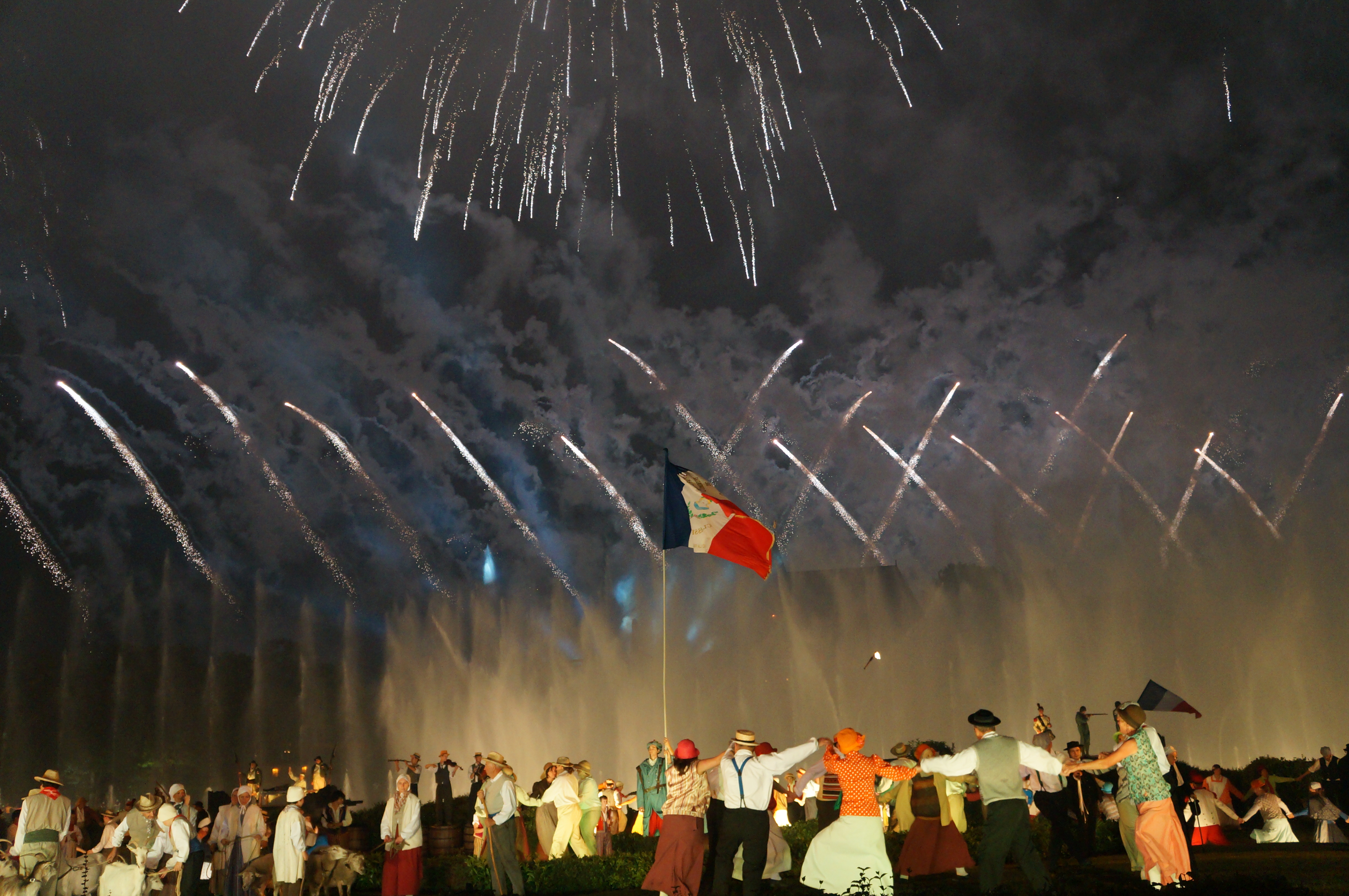
La Cinéscénie.

Présentée par 4 000 bénévoles appelés « Puyfolais », l'action de La Cinéscénie « exaltant paysannerie mythifiée et catholicisme héroïque » se déroule sur une scène de plusieurs hectares. Ce son et lumière réunit 2 400 acteurs, 120 cavaliers, 100 techniciens et 300 personnes pour l'accueil et la sécurité du public. Elle nécessite 24 000 costumes, 1 000 pièces d'artifice, 8 000 projecteurs et 150 jets d'eau.
Plusieurs acteurs célèbres prêtent leur voix au spectacle : Jean Piat, François Chaumette, Marie Dubois, Robert Hossein, Philippe Noiret, Alain Delon, Gérard Depardieu, Suzanne Flon, Michel Duchaussoy et Natasha St-Pier.

### Château

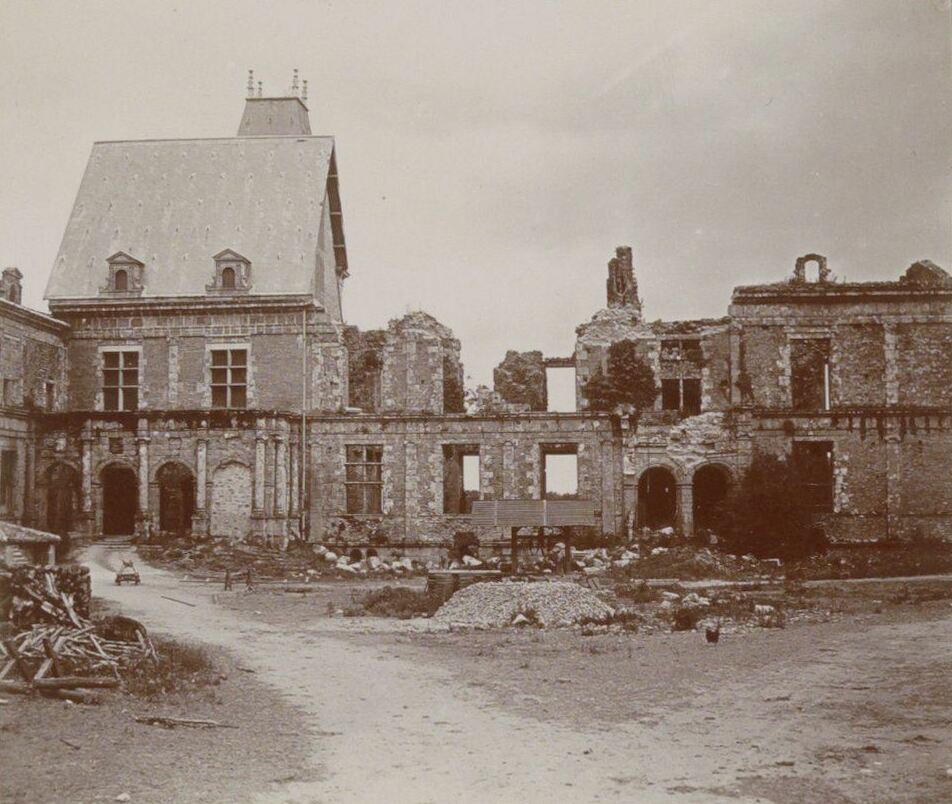
Le château, ca. 1905 - ca. 1910.

L'actuel château, construit dans le style Renaissance par les architectes manceaux Jean Masneret et René Guitton, en remplacement d'édifices plus anciens, est dû à François II du Puy du Fou (1496-1548). La construction demeura inachevée et le château fut vendu en 1659.
Le château fut classé monument historique en 1974 et en 1986. En 1977, le conseil général de la Vendée l'acheta et y créa, avec l'aide de l'État et dans l'esprit des projets muséographiques de Georges-Henri Rivière, un écomusée (ainsi qu'un centre de recherches et de documentation) animé par le conservateur départemental Francis Ribémont. Cet écomusée a depuis fermé ses portes, ses collections ayant rejoint en 2006 L'Historial de la Vendée, nouvel équipement muséographique réalisé aux Lucs-sur-Boulogne par le conseil général.
Le château a connu un nouvel aménagement d'octobre 2013 à avril 2014, afin d'accueillir l'attraction nommée La Renaissance du château : de nombreuses tentures et du mobilier cherchent à rappeler l'époque de François Ier. Dans ce spectacle, le promeneur est invité à découvrir l'intérieur du château et son histoire à la recherche de la signification de la devise du Puy du Fou.

« C'est à jamais » :
| Blason | Blasonnement : De gueules à trois macles d'argent ordonnées 2 et 1. Commentaires : Les armes de Renaud du Puy du Fou, au Moyen Âge. |

### Autres infrastructures

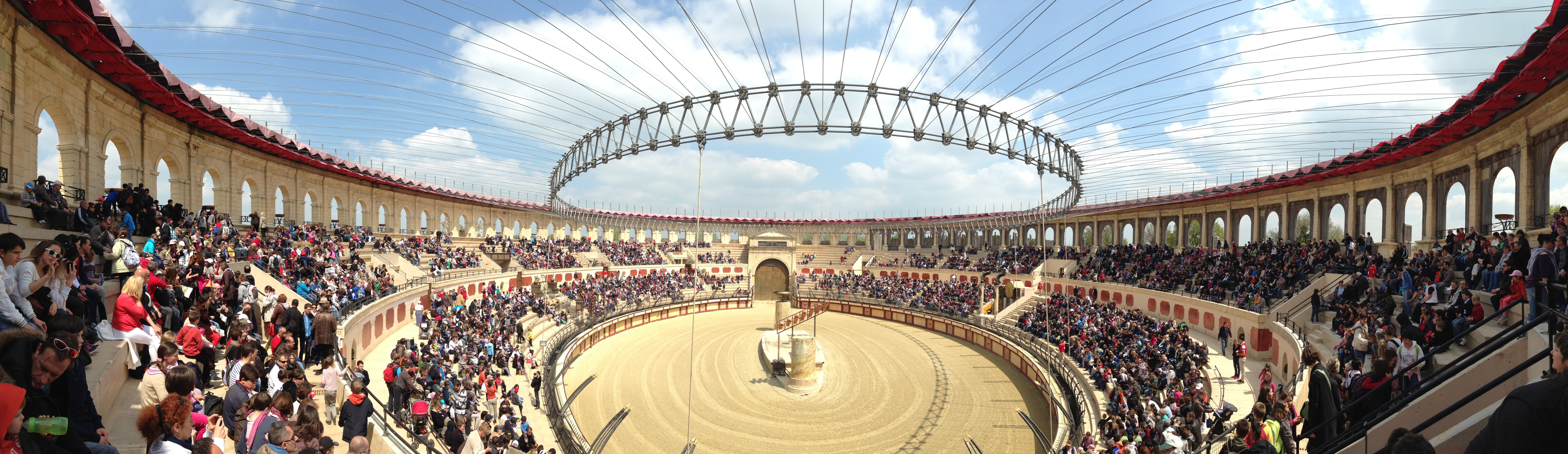
Le colisée.

Outre les spectacles et les animations, le parc héberge quatre villages construits au fil des années, bien que le village XVIIIe siècle ait précédé la construction du parc de loisirs, ayant été construit pour le film Vent de galerne. Des points de restauration, boutiques et ateliers d'artisanat sont localisés dans ces villages.

Les quatre villages du Puy du Fou
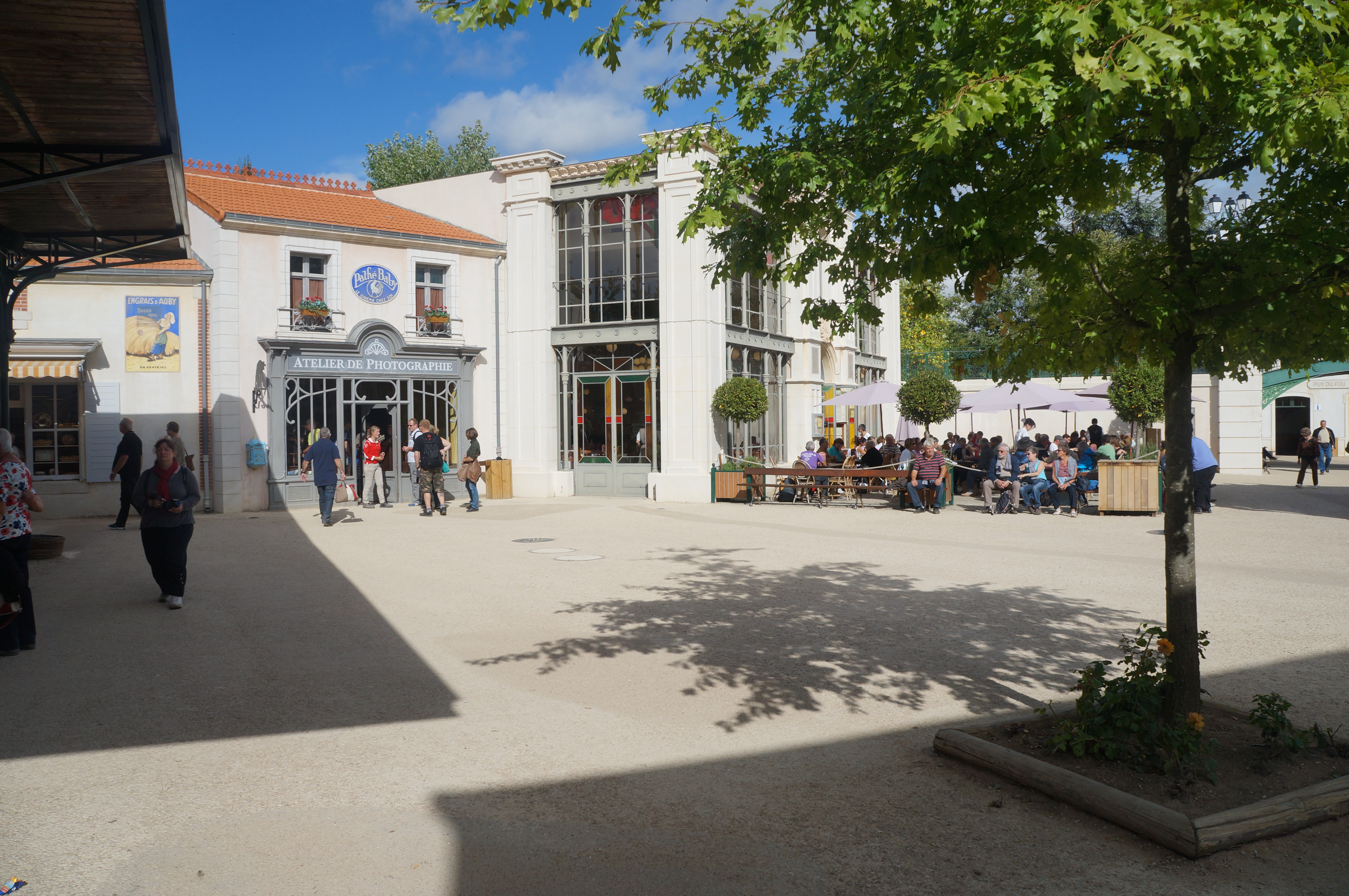
Bourg Bérard.
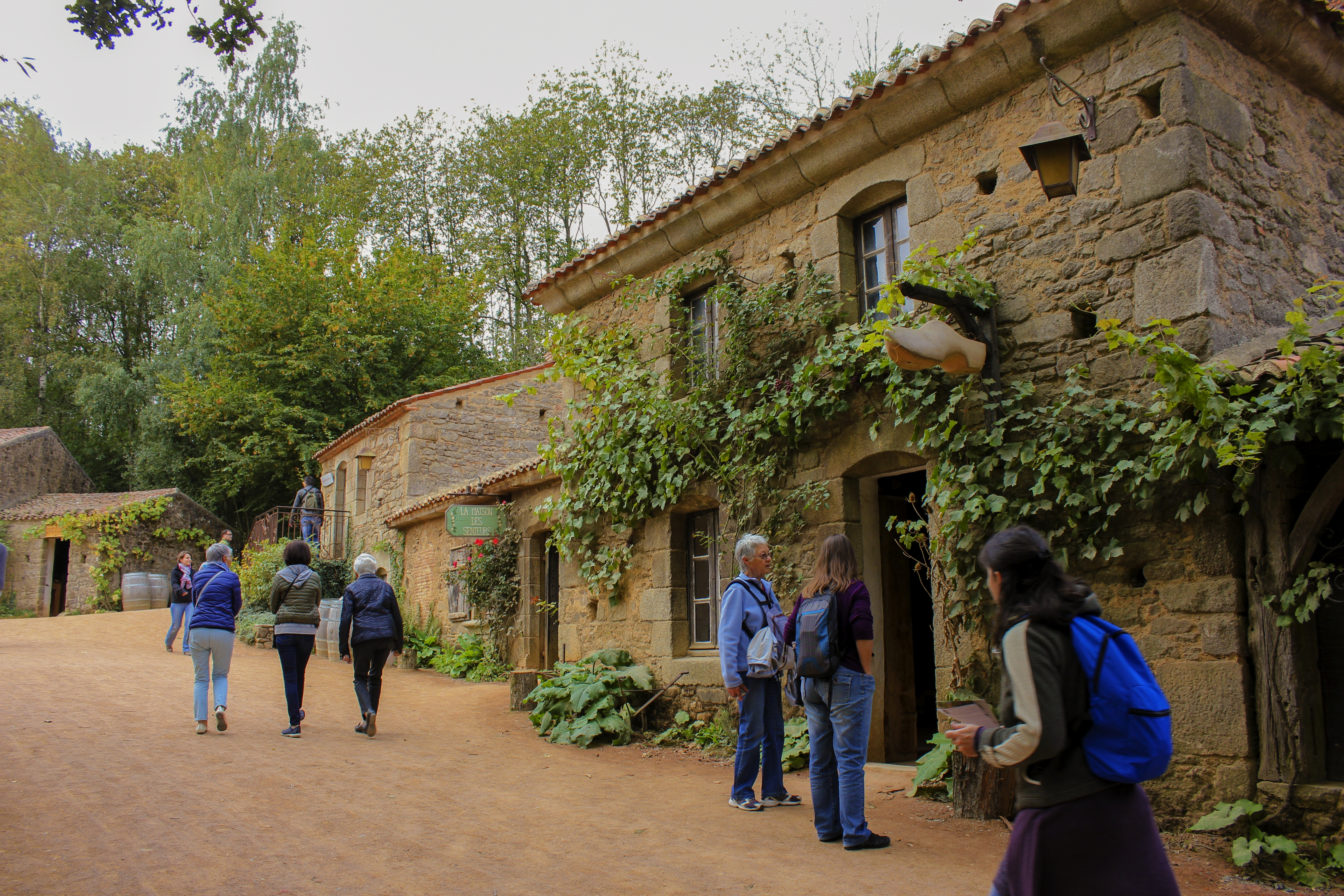
Chasseloup.
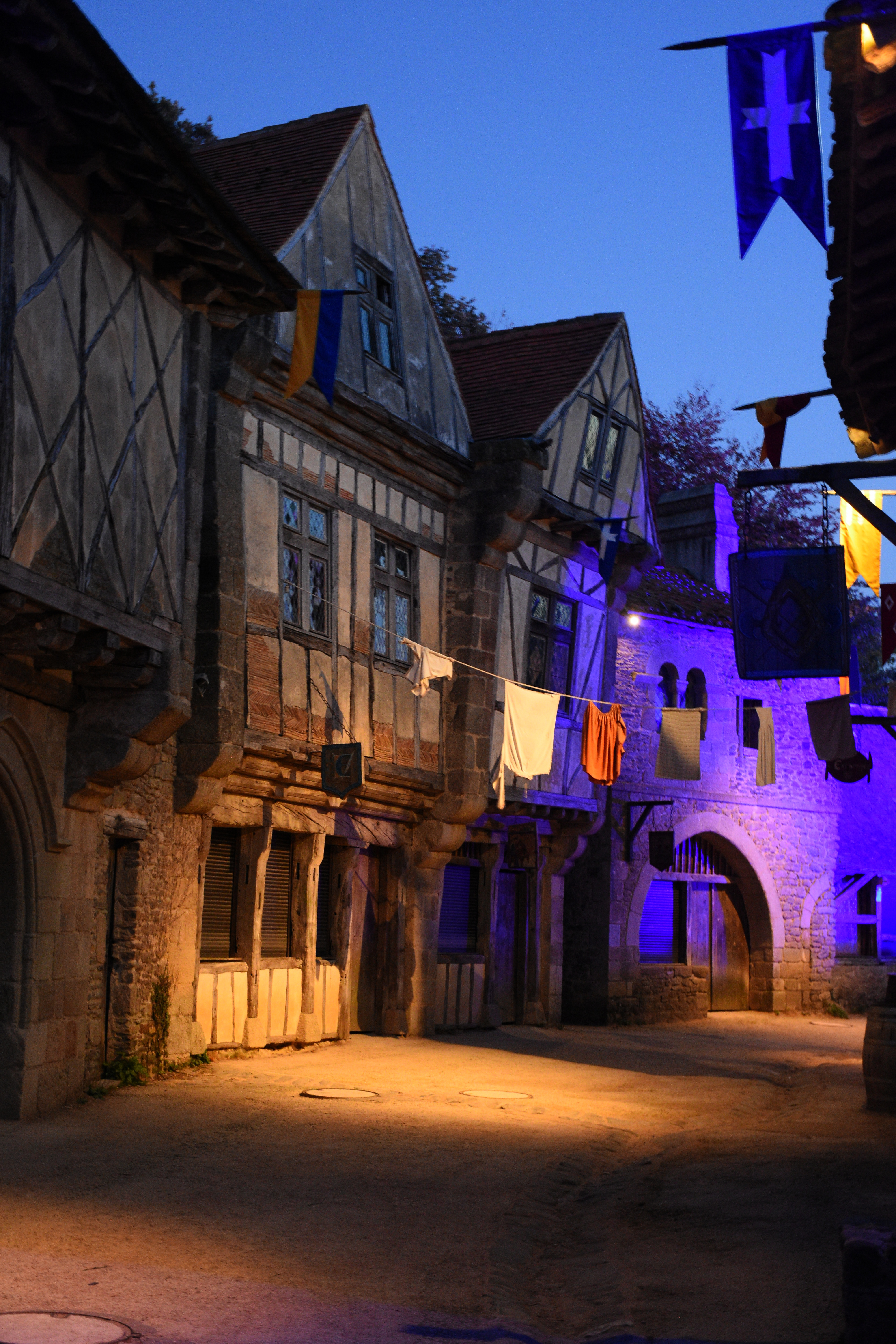
Font-Rognou.
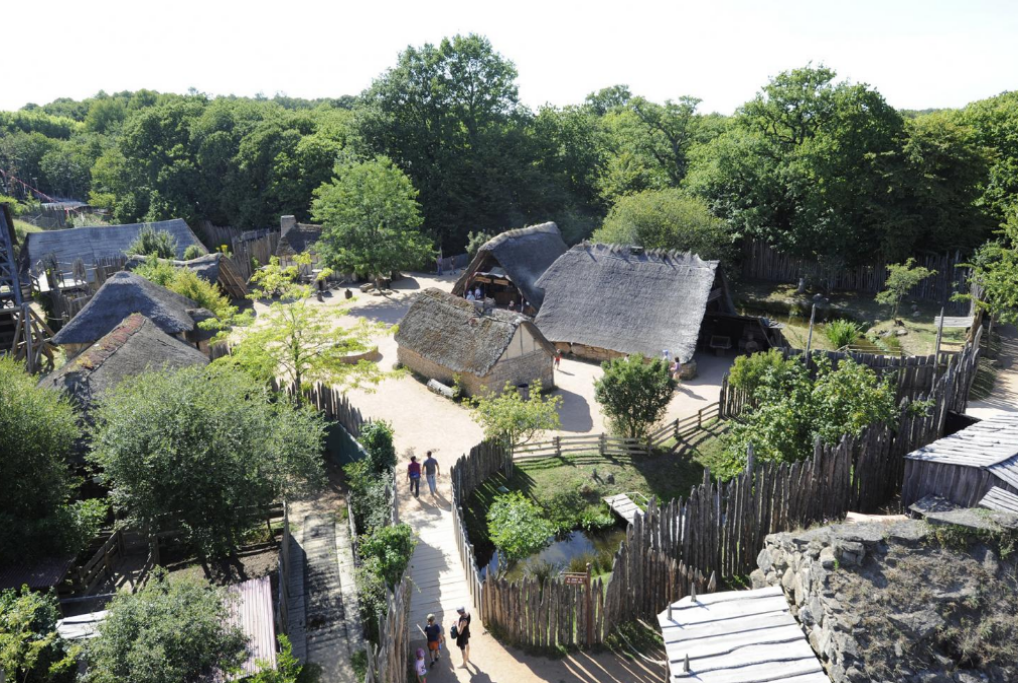
Saint Philbert-le-Vieil.

### La Cité nocturne
Depuis 2007, le Puy du Fou développe un complexe d'hôtellerie et d'hébergements thématiques, La Cité nocturne. Elle regroupe six hôtels, chacun souhaitant proposer une immersion dans une époque différente.

Hôtels de la Cité nocturne
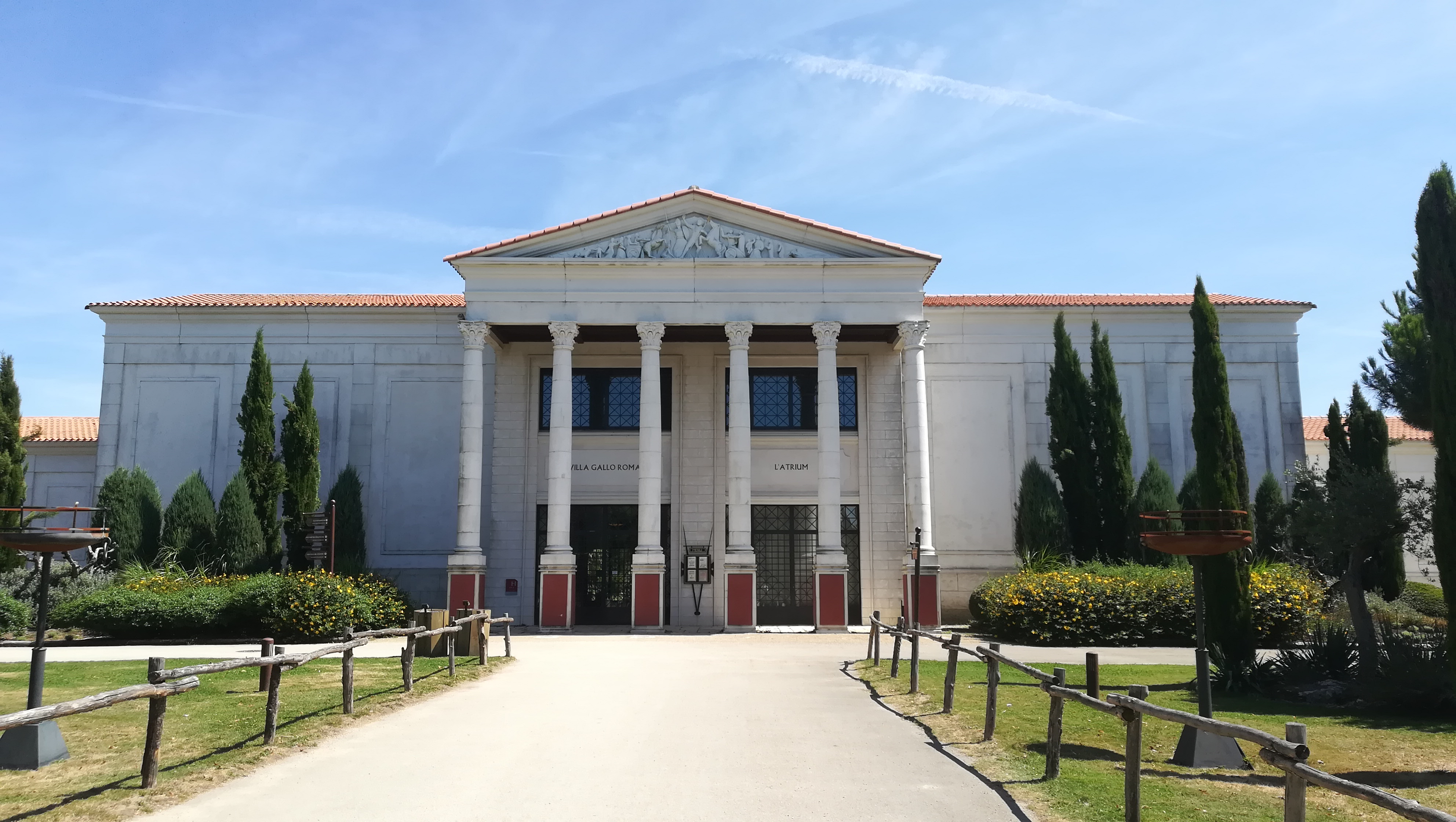
La Villa gallo-romaine.
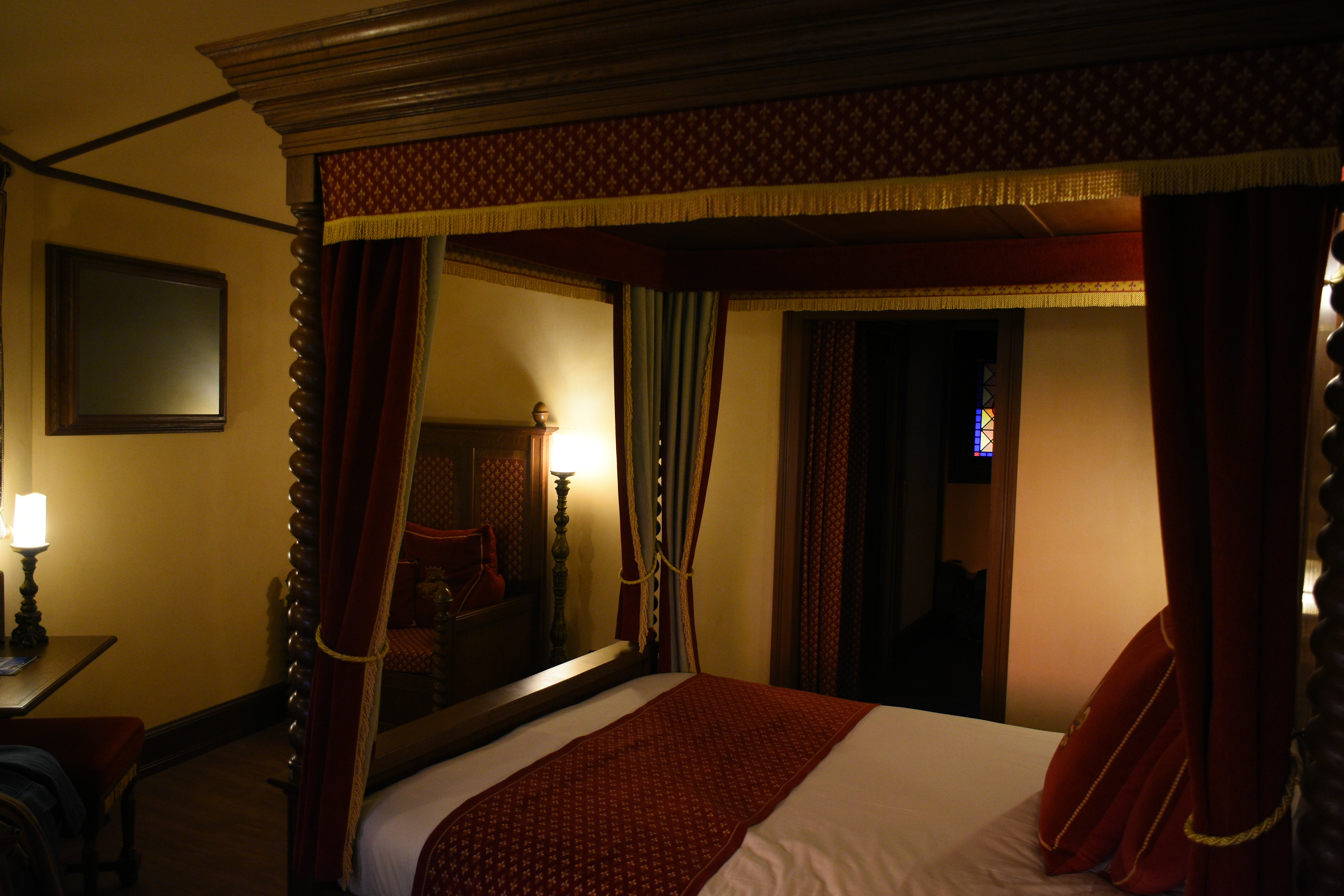
Le Camp du Drap d'Or.
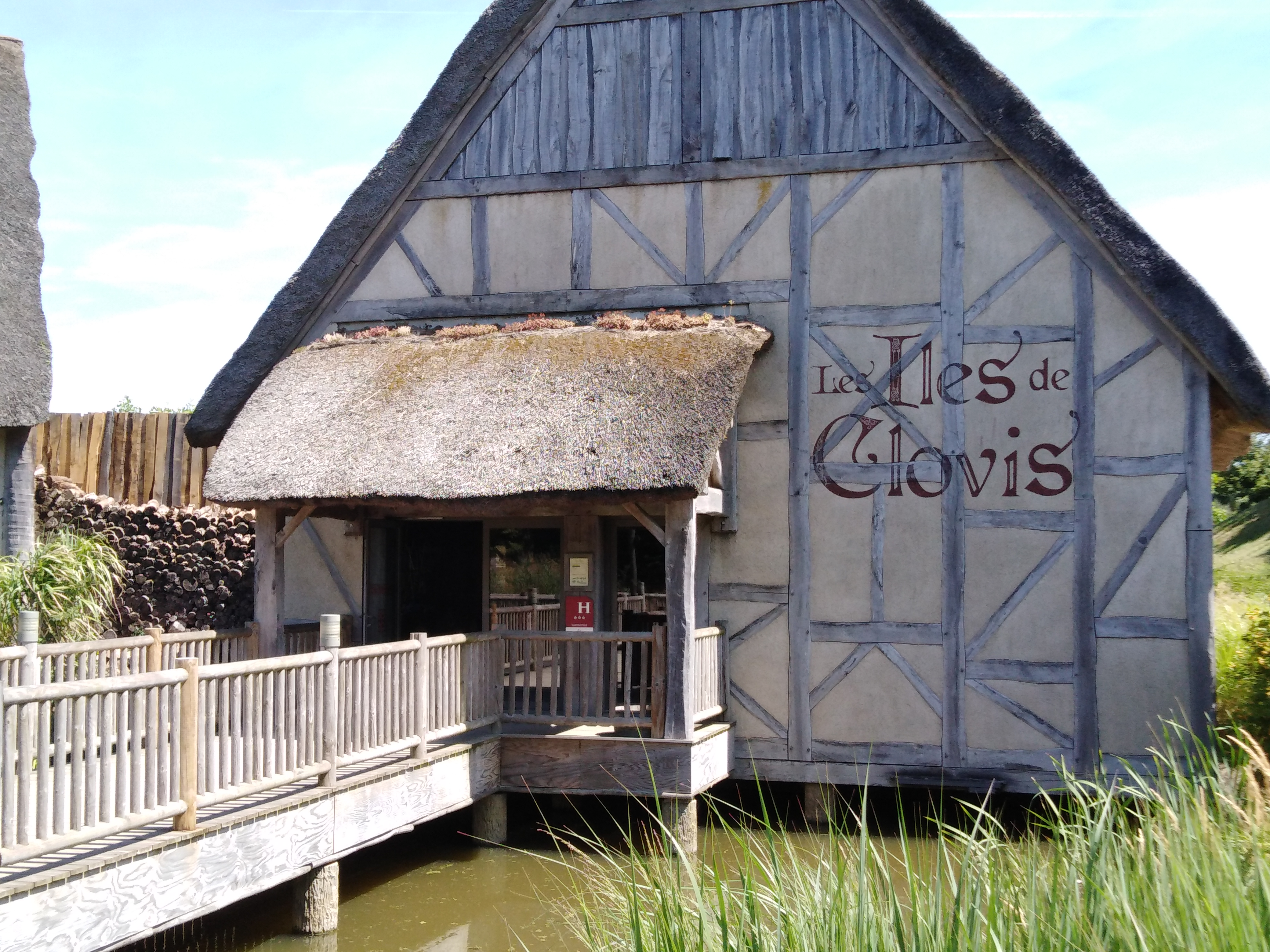
Les Îles de Clovis.
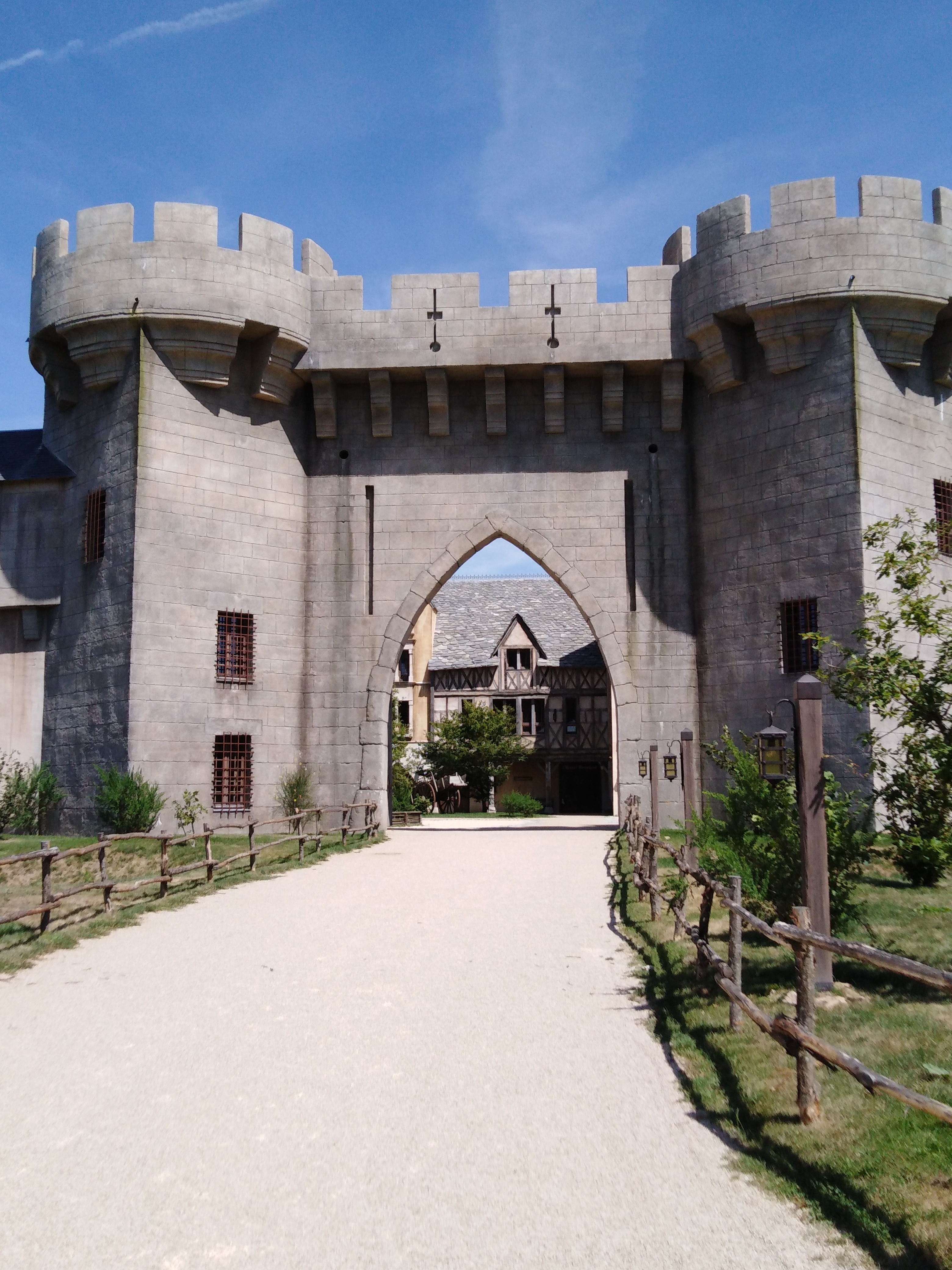
La Citadelle.
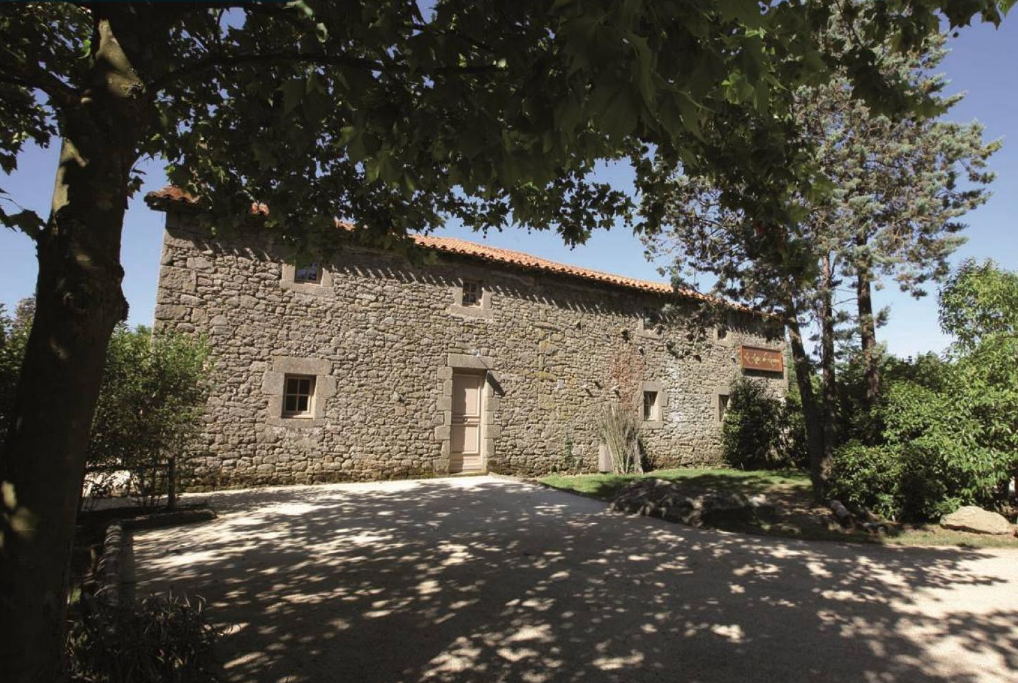
Le Logis de Lescure.
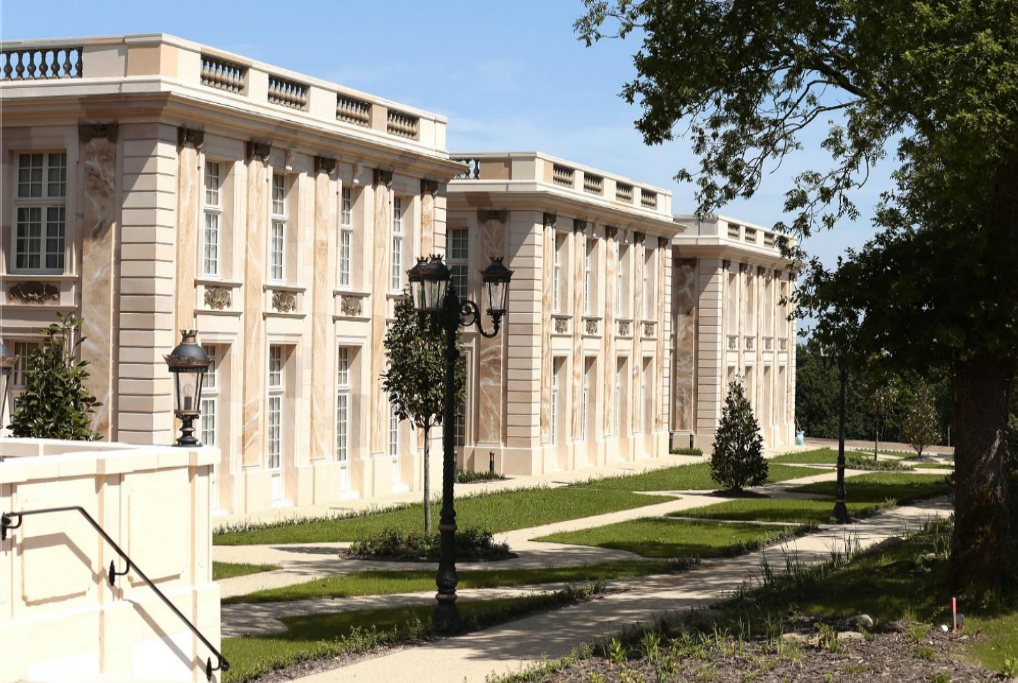
Le Grand Siècle.

### Forêt et jardins
La forêt de 50 hectares compte 130 espèces d'arbres, 250 sortes de plantes sauvages et 5 000 pieds de rosiers de 85 espèces différentes. Les promeneurs sont informés sur la flore du parc par une signalétique sur les espèces rares, les plantes sauvages ou néfastes, les plantes médicinales et les différentes variétés de légumes dans les potagers du village XVIIIe siècle et de la cité médiévale.

### Animaux

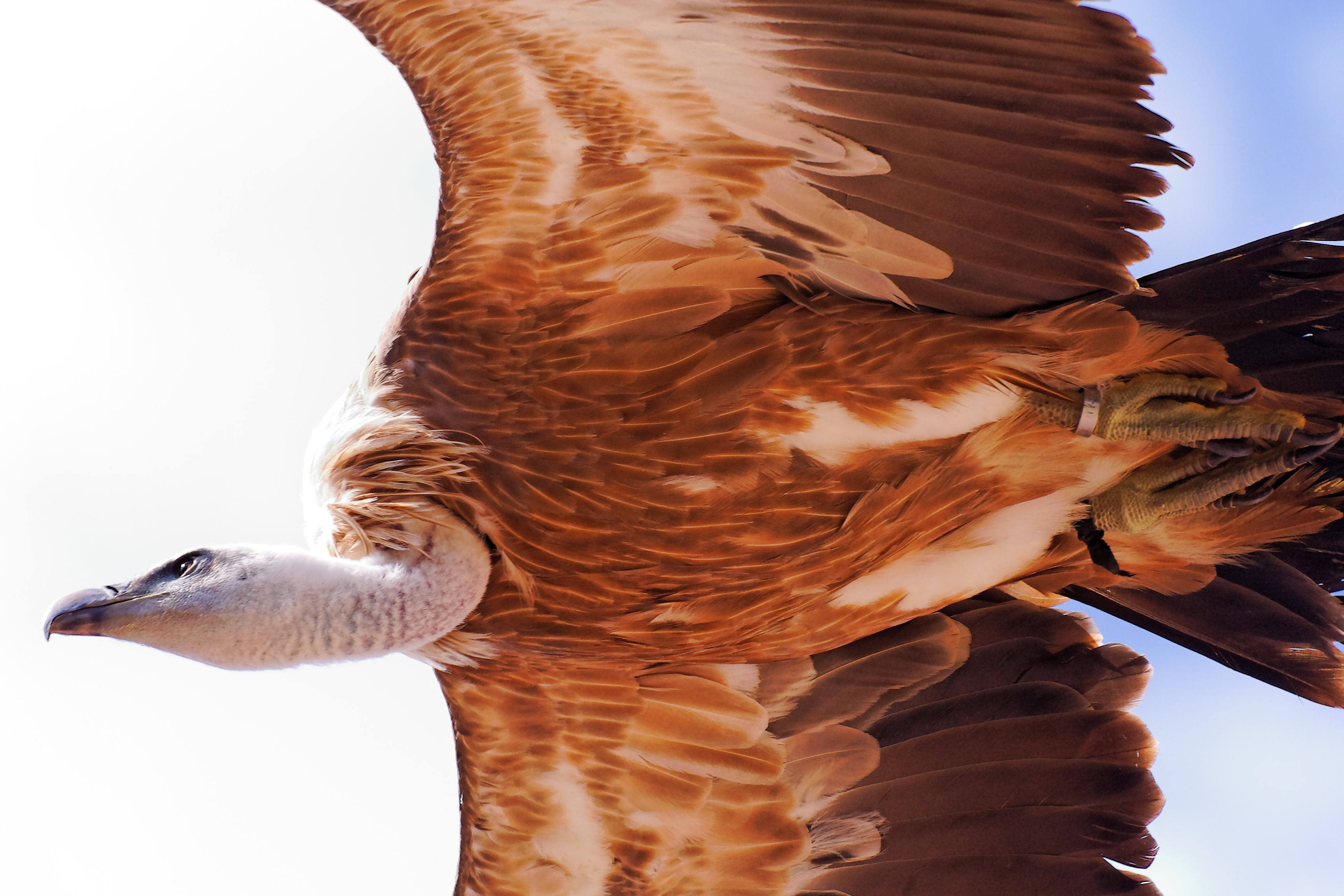
Vautour fauve de la fauconnerie.

Le Puy du Fou utilise et a utilisé des animaux qui pour certains participent directement aux spectacles : chevaux, rapaces, lions, tigres, léopards, loups, daims, dromadaires, autruches, moutons, poules, oies, baudets…
Ainsi, la fauconnerie du Puy du Fou élève plus de 500 oiseaux de 73 espèces — dont certaines sont en voie de disparition — pour qu'ils s'illustrent dans un spectacle quotidien intitulé Le Bal des oiseaux fantômes, écrit par Philippe de Villiers et mis en scène par Nicolas de Villiers. Le parc a réintroduit des oiseaux sauvages issus de programmes d'élevage conservatoire,,,. La fauconnerie a été membre de l'Association européenne des zoos et aquariums dans les années 2010, en alternant les statuts de membre puis de membre temporaire à partir de 2013-2014,,. L'Association européenne des zoos et aquariums a décidé d'exclure la fauconnerie de son organisation.
Des tigres et les lions sont utilisés entre 2001 et 2021 dans les spectacles de gladiateurs de la Rome antique et dressés par Thierry Le Portier,.

## Controverses

### Une vision orientée de l'histoire de la Vendée
De nombreux historiens ont critiqué le traitement partial de la guerre de Vendée fait dans la Cinéscénie. C’est le cas de l'historien Michel Vovelle, professeur d'histoire de la Révolution française à l'université Panthéon-Sorbonne, ancien directeur de l'Institut d'histoire de la Révolution française et militant communiste qui qualifie le Puy du Fou de « spectaculaire révision de la Révolution française » proposant une « vision passéiste du monde et une mémoire qui est loin d'être innocente ». Il conclut : « […] à des Français qui ont trop souvent perdu leurs repères historiques, à la recherche d'une mémoire quelle qu'elle soit, ennemis de la violence ils ont raison, du changement qu'ils appréhendent, en quête de racines, l'affirmation identitaire de la Vendée région-mémoire, revue et corrigée par M. Philippe de Villiers, donne un repère commode, et somme toute jugé satisfaisant, qu'on s'en réjouisse ou qu'on le déplore ».

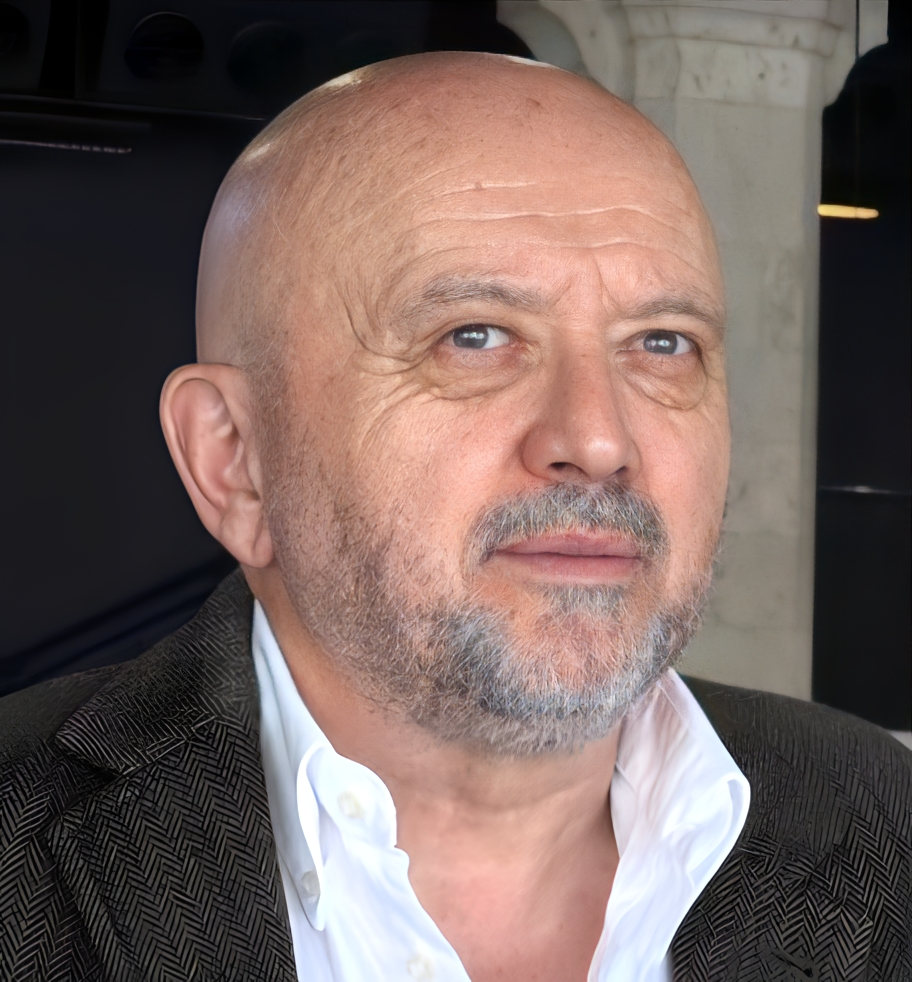
Jean-Clément Martin.

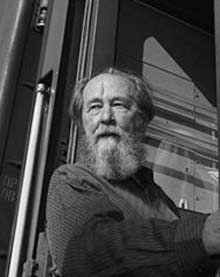
Alexandre Soljenitsyne en 1994.

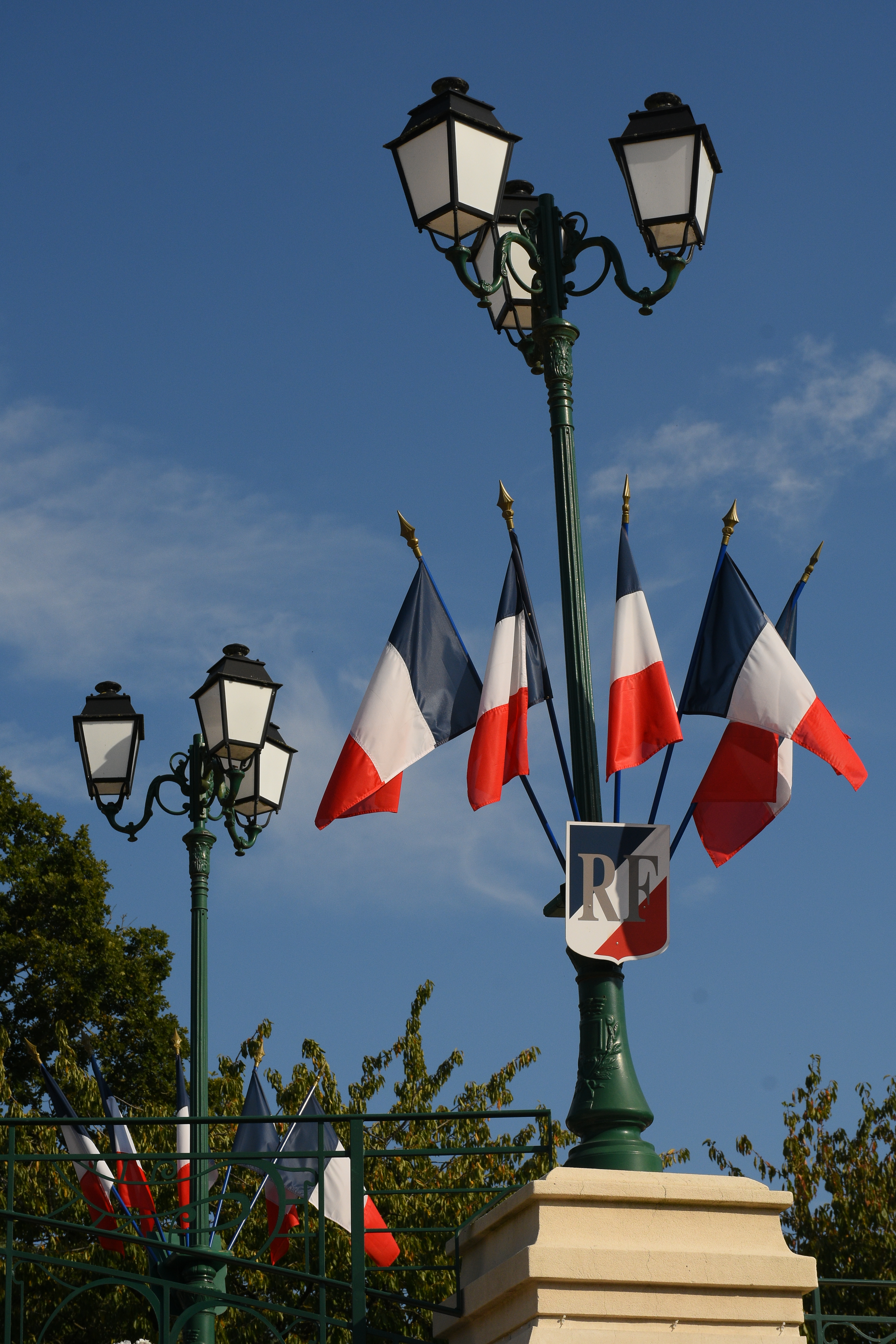
Drapeaux français.

Ainsi, comme le soulignent Jean-Clément Martin, historien spécialiste de la Révolution française, de la Contre-révolution et de la guerre de Vendée, et Valérie Sottocasa, maître de conférences en histoire moderne à l'université Toulouse-Jean-Jaurès, le spectacle, « d'emblée militant et symbolique » exalte « le mythe d'un âge d'or durant lequel nobles et gens du peuple étaient soudés par un même idéal communautaire » mais « qui a servi jusqu'à nos jours à consolider une culture politique dont témoignent les commémorations du Puy du Fou, sans doute les plus spectaculaires du genre ». La mobilisation des populations locales dans le cadre d'« une association défendant les valeurs de la famille et de la tradition » s'inscrit dans ce cadre : il s'agit de « populariser une idée de l'histoire de France teintée de Contre-Révolution », comme le montrent en outre dans les années 1980 et 1990 les thématiques des colloques qui s'y déroulent ou l'utilisation de la venue d'Alexandre Soljenitsyne, qui déclare que la guerre de Vendée est la première victoire du totalitarisme moderne. Patrick Boucheron écrit en 2023 que le spectacle Le Dernier Panache « enfonce[ant parfois] le clou […] et désole par son propos — disons pudiquement que l'exaltation des martyrs de la Vendée s’est encore radicalisée depuis 1978 ». Jean-Clément Martin et Charles Suaud font remarquer en outre que le spectacle de la Cinéscénie dépeint une société paysanne vendéenne faussement uniforme « privée de ses contradictions internes, soumise aux aléas des saisons et des traumatismes extérieurs », occultant à la fois les affrontements ayant eu lieu en Vendée entre catholiques et protestants pendant les guerres de religion et les rapports de domination économique et sociale.
Selon l'historien spécialiste de la Révolution française Guillaume Mazeau, « derrière son ambiance bon enfant, le parc de loisirs n'hésite pas à instrumentaliser l'histoire française à des fins politiques » avec « un projet précis : celui de leur concepteur, un certain Philippe de Villiers ». Le message est que « les Vendéens sont un peuple que les partisans de la Terreur ont tenté d'exterminer entre 1793 et 1794. Heureusement, sous la Révolution comme à chaque fois, ce peuple martyr a toujours su résister aux agressions et invasions étrangères, préservant son génie particulier comme son identité éternelle ». Il déclare également « Le Puy du Fou, qu'il a lancé en 1977, est une machine de guerre qui nourrit tout l'imaginaire historique du nationalisme européen. Et on donne une visibilité démesurée à ces mensonges, car c'en est. C'est un vrai problème ». Dès les années 1980, des historiens comme Claude Langlois et Jean-Clément Martin avaient alerté sur « le danger d'une telle représentation de l'histoire » où « la République française est née d'une volonté d'extermination voire d'un génocide » telle que décrite par l'historien Reynald Secher qui est lié au « réseau puyfolais ». Selon eux « les « Vendéens » ne sont pas un peuple, mais des individus aux origines diverses, habitant en 1793 une région bien plus vaste que l'actuel département » et divisés entre eux par la révolution, les citadins surtout soutenant la révolution. Sans nier les massacres de civils pendant la guerre de Vendée, ils contestent le terme de génocide, les massacres étant politiques et non dans le but de l'élimination d'un peuple tel que défini par l'ONU en 1948. C'est la « minimisation postérieure des massacres, trop gênants pour le roman national » qui a « nourri[t] un processus identitaire transformant l'histoire vendéenne en arme de guerre contre la République. Le Puy du Fou en est le produit le plus réussi ». Pour Jean-Clément Martin et Charles Suaud, « cette contre-mémoire vendéenne a servi de pansement à des populations dont les souffrances n'ont pas été reconnues et qui, soudées par ces légendes, forment encore aujourd'hui une véritable communauté de croyance. En participant à la Cinéscénie, les bénévoles ont le sentiment d'enfin faire reconnaître la souffrance de leurs aïeux ». Patrick Boucheron écrit à ce propos en 2023 : « l'historiographie républicaine en avait longtemps minimisé l'ampleur ; ce n'est plus le cas aujourd'hui ». L'historien Michel Vovelle s'est ému que 80 000 spectateurs par an assistent à une vision de l'histoire identitaire. Jean-Clément Martin affirme que « la République a permis un déchaînement de violence », en causant selon lui la mort de « 200 000 à 220 000 » personnes en Vendée. « La République n'a jamais voulu exterminer la population vendéenne, mais les « brigands de Vendée ». La distinction est essentielle. […] Un crime majeur qui ne peut pourtant être assimilé à un génocide ».
L'ouvrage Le Puy du faux traite également de ce thème tout en l'élargissant aux autres périodes traitées par les spectacles du parc. Sorti en 2022 et écrit par les historiens Florian Besson, Pauline Ducret, Guillaume Lancereau et Mathilde Larrère, le livre abonde dans ce sens : « si les spectacles sont très réussis, ils n'ont rien à voir avec une quelconque démarche historique ». Ils sont qualifiés de « propagande politique ». La question de la pédagogie est également posée : « le Puy du Fou accueille aussi des scolaires, vend des livrets à vocation pédagogique. Ils sont pleins d’erreurs mais surtout totalement biaisés ». Le site Boulevard Voltaire communique d’ailleurs sur le lancement du magazine jeunesse du parc « propos[ant] aux enfants de 8 à 13 ans plus de 60 pages de voyage imagé » en opposition à un « wokisme débridé ». Les scénarios ont un but commun pour chacune des représentations « Le même message est décliné à chaque période […] L'étranger est toujours un ennemi, le Français est toujours un gentil, et la solution est toujours Dieu. »,,. Par la suite, insultes et menaces de mort sont proférées envers les auteurs sur les réseaux sociaux. L'éditrice souligne qu'il s'agit d'un procès d'intention et que rien n'est avancé pour démonter les arguments de l'ouvrage.

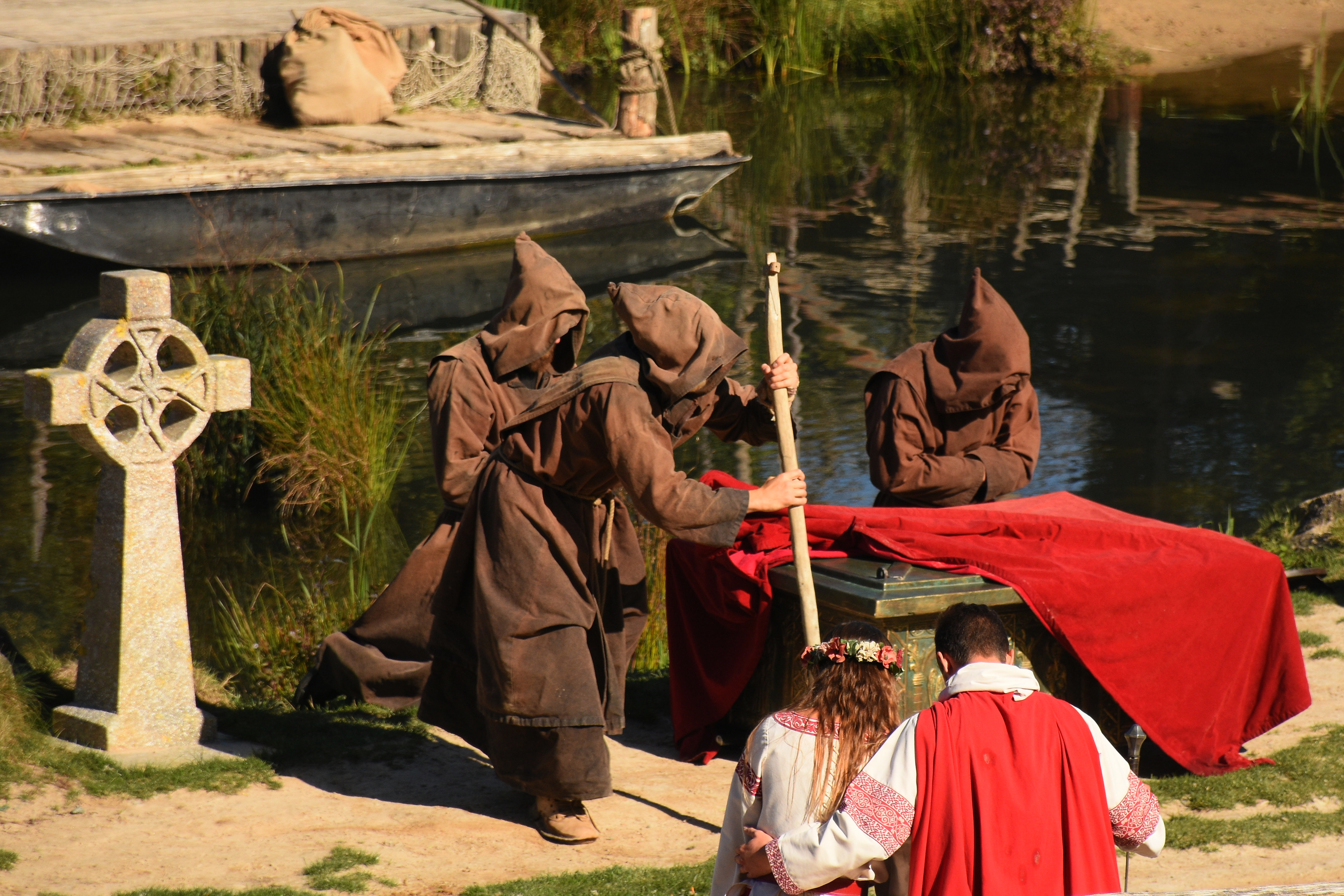
Moines transportant les reliques de Saint Philibert.

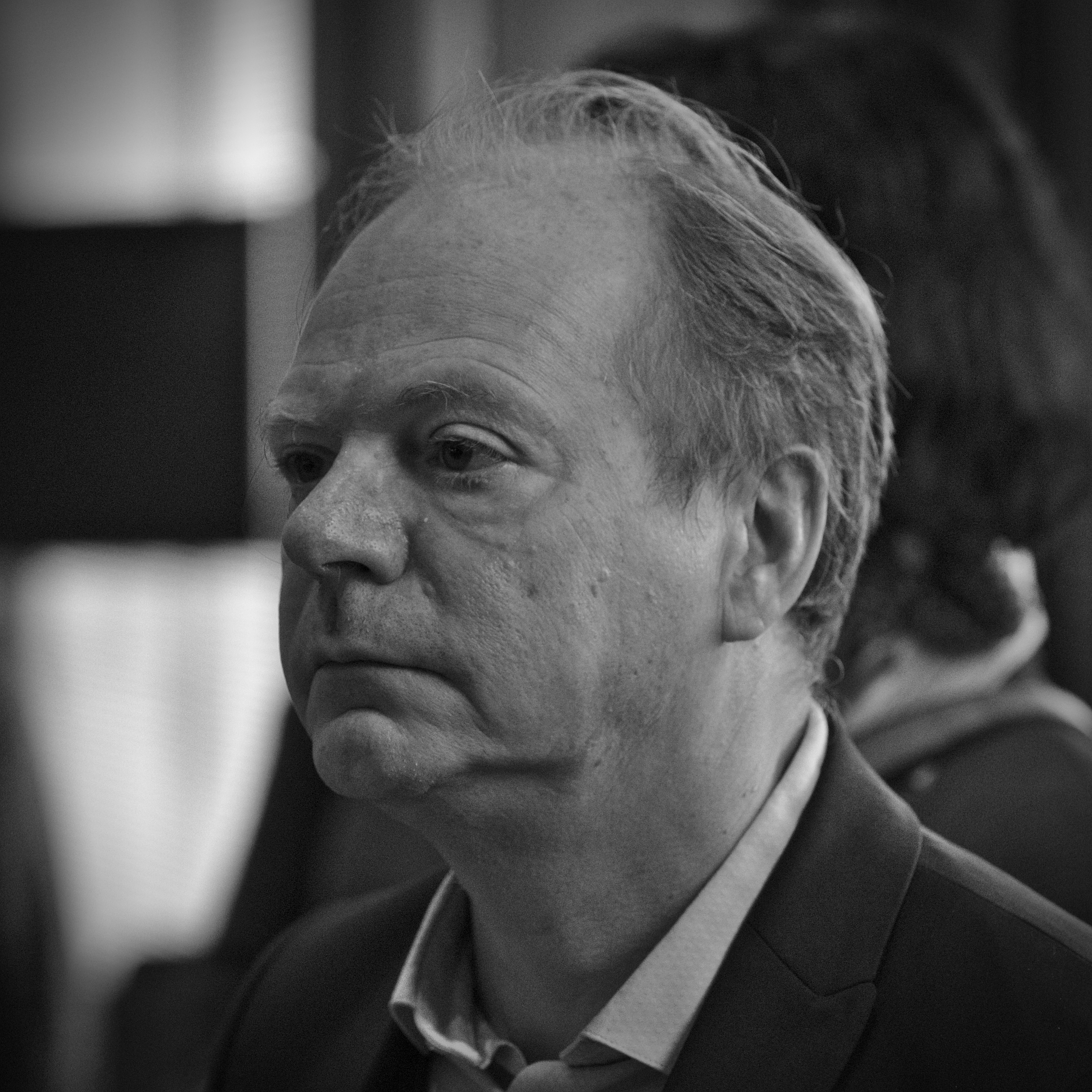
Patrick Boucheron.

L'ouvrage Le Puy du faux est cependant critiqué par plusieurs historiens. L'historien Jean-Clément Martin parle d'un livre « mal documenté », « d'un simplisme désespérant » et dont les auteurs « auraient mieux fait de travailler davantage ». L'historienne Anne Rolland-Boulestreau, spécialiste de la guerre de Vendée et professeure à l’université catholique de l'Ouest, estime que certains passages « sont un peu donneurs de leçon. Le livre tourne autour de cette idée très simple que le Puy du Fou, c'est de l'idéologie en barre. Un spectacle, quel qu'il soit, ce n'est pas de l'histoire parce qu'il faut un récit. La dent est un peu dure ». L'historien Thierry Lentz réagit quant à lui en affirmant que ce livre « déroule une morale pleine de mépris ».
Après sa visite, Patrick Boucheron écrit qu'il s'« attendai[t] évidemment à y rencontrer une vision très sélective du passé national. De ce point de vue, on n'est guère déçu. Je ne vous étonnerai pas en vous disant que l'histoire du mouvement ouvrier ou des luttes féministes n'y est pas envahissante, mais l'invisibilisation commence dès le XVIe siècle : pas un mot, par exemple, sur le protestantisme, alors que le pays puyfolais a été durement éprouvé par la révocation de l'édit de Nantes en 1685. Le refus buté de la diversité commence par là. C'est une toute petite France qui est ici célébrée, une conception étriquée de son histoire, réduite à quelques chromos surannés. Le propos d'ensemble est beaucoup moins patriotique qu'ecclésial, exaltant dans le catholicisme une religion d'amour et de paix. Cela nous prive de grands spectacles sur les guerres de Religion, mais aussi sur les croisades ».
Ce modèle identitaire a été exporté au Royaume-Uni et en Espagne, avec des tentatives dans d'autres pays dans « une géographie qui épouse celle de la poussée nationaliste » selon Guillaume Mazeau. Philippe de Villiers, qui admet mener un « combat culturel », déclare : « par mes livres ou mon Puy du Fou, j'ai fait passer beaucoup plus d'idées qu'en restant la énième écrevisse de la bassine ».

### Conditions de travail
Le parc de loisirs a été confronté aux critiques des organisations syndicales d'intermittents du spectacle, qui voient dans le recours massif aux bénévoles une concurrence déguisée,.
En 2003, l'un d'entre eux, employé par le parc, est licencié pour avoir signifié à des journalistes sa sympathie pour le mouvement de grève des acteurs de la profession. Ce cas fait alors l'objet d'une procédure aux prud'hommes de La Roche-sur-Yon en janvier 2004 pour licenciement abusif et travail dissimulé. La direction du parc obtient que l'employé retire sa plainte moyennant un arrangement financier. Cependant, le syndicat français des artistes-interprètes et la fédération du Spectacle CGT maintiennent la leur.

### Partenariat avec la Russie

Entretien de Philippe de Villiers et de Vladimir Poutine en Crimée, en 2014.

Un accord signé à l'été 2014 par Philippe de Villiers prévoit la construction par son entreprise Puy du Fou International SAS de deux parcs de loisirs s'inspirant du Puy du Fou, l'un dans la région récemment annexée de Crimée, l'autre à Pouchkino, près de Moscou, qui permettront de raconter, sur le même modèle que le parc vendéen, une certaine histoire de la Russie. Ce projet est financé à hauteur de 420 millions d'euros par l'oligarque ultraorthodoxe Konstantin Malofeev, une des personnalités russes sanctionnées par l'Union européenne pour avoir financé les forces armées séparatistes pro-russes qui sont intervenues en Ukraine lors de la crise de Crimée en 2014,. En janvier 2014, la députée vendéenne socialiste Sylviane Bulteau appelle Philippe de Villiers à « aller dans le sens des valeurs de la France et de l'Europe qui ont largement condamné le régime autoritaire de Vladimir Poutine » et annonce saisir le cabinet du ministre des Affaires étrangères, Laurent Fabius, l'État ne reconnaissant ni les résultats du référendum d'autodétermination du 16 mars 2014 en Crimée, ni le rattachement de la péninsule à la Russie.
Soutenue par Moscou, l'administration de la Crimée annonce en août la signature du protocole d'accord pour le Puy du Fou Tsargrad entre le chef du gouvernement de Crimée Sergueï Axionov, Konstantin Malofeev et Villiers. Dans les colonnes du Financial Times, un avocat déclare alors que cet accord n'avait « aucune chance » de se concrétiser, qu'il n'existe alors aucune conséquence juridique pour Villiers en ajoutant « Ce n'est qu'un gigantesque coup de pub »,. Jean Geronimo, spécialiste de la Russie, précise la même année que les sanctions visent les Russes faisant des affaires en Europe et non le contraire. Dans ce cadre de tensions internationales, le double projet d'ouverture de parc sort de l'agenda de l'association et n'est plus présenté en 2017. Il est rapporté en novembre 2017 que l'entreprise chargée de la construction du parc de Pouchkino est en liquidation. Nicolas de Villiers déclare en 2019 que « le président Poutine imaginait un Puy du Fou en Crimée. Mais les sanctions économiques contre la Russie nous empêchent d'envisager un tel projet »,.

### Don de l'association Puy du Fou Espérance à la Fondation Jérôme Lejeune

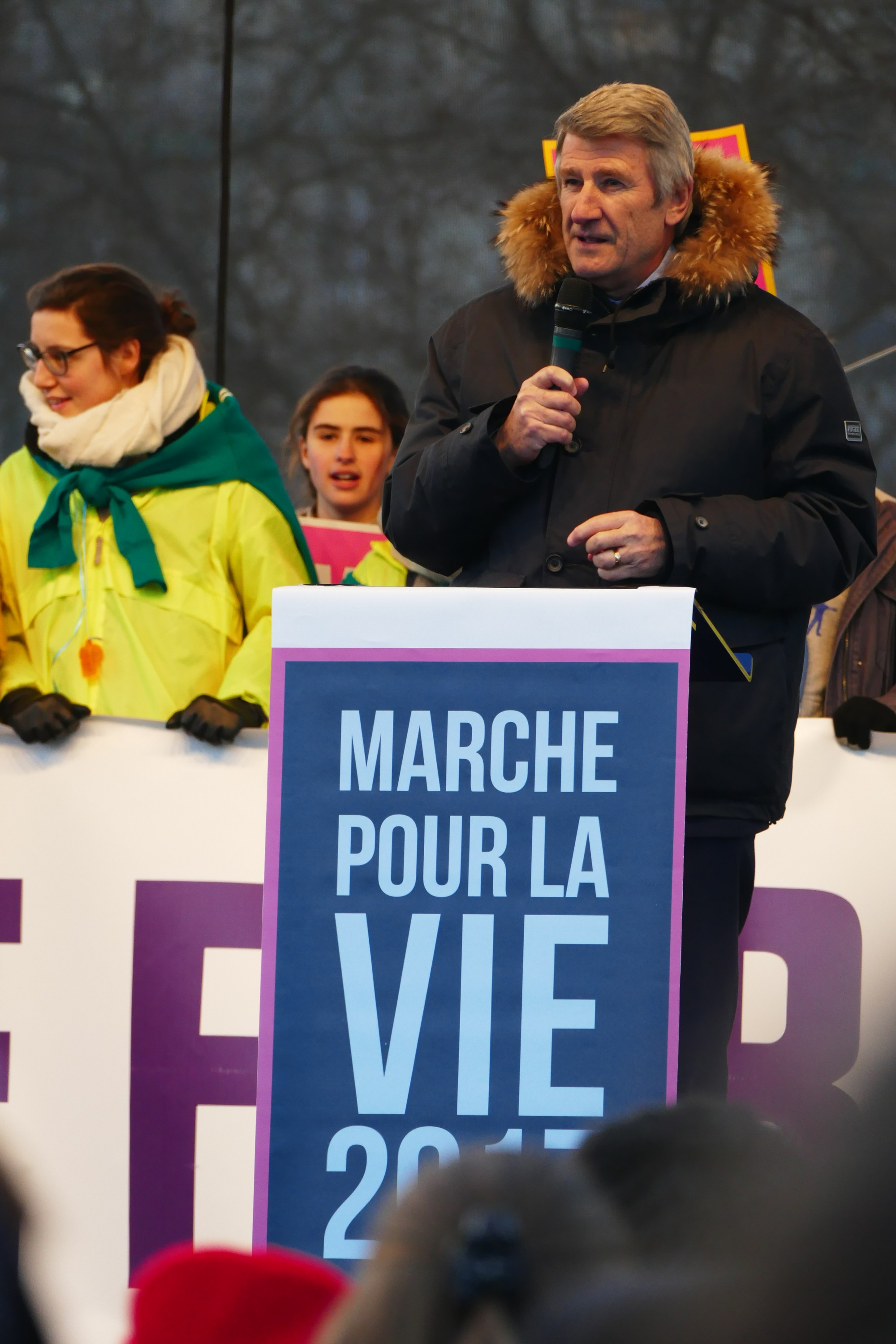
Philippe de Villiers, marche pour la vie à Paris.

En juillet 2015, l'association de la Cinéscénie fait un don de 50 000 € à la Fondation Jérôme Lejeune pour l'agrandissement de ses bâtiments et pour aider la recherche sur les maladies génétiques de l'intelligence et l'aide aux familles, lors d'une cérémonie en présence du fondateur Philippe de Villiers.
Reconnue d'utilité publique notamment pour son soutien à la recherche sur la trisomie 21, cette fondation pro-vie, d'inspiration chrétienne, soutient la Manif pour tous et s'oppose à l'IVG et à l'euthanasie,,,.

### Instrumentalisation politique du parc
En 2023, le magazine Complément d'Enquête réalise une investigation sur les méfaits, réels ou supposés de la famille De Villiers quant à l'organisation du parc à thèmes. Du statut contesté des « bénévoles » du parc, à la prise de contrôle familiale totale, jusqu'à la poursuite d'une « idéologie monarchiste ». Le reportage de France 2 évoque également des arrangements politiques au niveau départemental et même gouvernemental pour obtenir des avantages divers et variés. Par exemple, le transfert de propriété du parc par un montage financier à une « association appartenant à la famille De Villiers » ou encore les arrangements pour transformer rapidement des terrains agricoles en terrains constructibles pour les « besoins d'extension du parc » (frôlant, toujours selon le reportage, les 400 ha) dans les communes environnantes,,,,. Pour contrer cette enquête, certains journalistes et analystes aux côtés notamment de Nicolas De Villiers, critiquent le caractère exclusivement à charge du reportage et le manque d'affirmations[pas clair],,.

### Authenticité de l'anneau de Jeanne d'Arc et utilisation médiatique
En février 2016, un anneau datant du XVe siècle,, et présenté comme une relique de Jeanne d’Arc a été acheté 376 883 € lors d'une vente aux enchères londonienne par le parc d'attractions le Puy du Fou,.
Toutefois, les historiens médiévistes Colette Beaune, Olivier Bouzy et Philippe Contamine expriment leurs doutes quant à l'authenticité de l'objet, eu égard aux incertitudes relatives à son origine et au suivi de sa transmission depuis le XVe siècle,,,. Le magazine d'actualité Le Point en conclut qu'il s'agit vraisemblablement d'un faux.
Les auteurs William Blanc, docteur en histoire médiévale, et Christophe Naudin, professeur d'histoire-géographie, affirment qu'à travers la mise en scène de l'anneau, Philippe de Villiers « parachève ainsi une offensive médiatique, politique et commerciale, qui marie allègrement un discours identitaire avec une gestion spectaculaire et libérale ». À la suite de l'article des deux historiens, le journal Le Monde a proposé un droit de réponse à Philippe de Villiers. Celui-ci évoque un « fantasme » et une « contre vérité » concernant les accusations d'« arrière-pensées mercantiles » évoquées dans la tribune. Philippe de Villiers porte plainte pour diffamation et réclame 50 000 € de dommages et intérêts. La procédure dure quatre années et relaxe les auteurs et médiévistes.

### OuvragePuy du Fou: La grande trahison
Le livre Puy du Fou : La grande trahison (2019), est un ouvrage de Christine Chamard, ancienne journaliste, ancienne bénévole au Puy du Fou pendant près de 20 ans. L'auteure relate l'exclusion à main levée par le Comité directeur le 23 décembre 2009 du metteur en scène de la Cinéscénie depuis 1987 : Bruno Retailleau,. À la suite de son exclusion du parc, il quitte le MPF en 2010,. Jean-Marie Delahaye — qui occupait jusqu'en 2004 le poste de président de l'Association pour la mise en valeur du château et du Pays du Puy du Fou — quitte par la suite le parc. Les départs de Retailleau et de Delahaye sont suivis par de nombreux départs de Puyfolais.
Une plainte est déposée par la famille Villiers contre Christine Chamard et le journal satirique vendéen le Sans-Culotte 85 qui a relayé la rédaction du livre. Le 1er octobre 2020, à la 17e chambre du tribunal judiciaire de Paris, Philippe de Villiers est débouté de sa plainte en diffamation. Les conclusions du parquet considèrent que « les faits poursuivis ne peuvent pas caractériser la diffamation ». Le 16 décembre 2021, le jugement de première instance est confirmé en appel. La cour d'appel de Paris déboute Villiers ; le Sans-Culotte 85 et ses journalistes sont relaxés,. Le tribunal reconnaît « le sérieux du travail d'investigation ».
Pour la promotion de son ouvrage, Christine Chamard est invitée d'On n'est pas couché sur France 2. Laurent Ruquier déclare que l'attachée de presse de M. de Villiers a fait la demande de ne pas inviter Chamard avec, en contrepartie, la présence de Philippe de Villiers pour l'émission suivante. « Il n'a jamais accepté de venir ici depuis des années. Mais là bizarrement, il a dit, si vous annulez l'invitation de Mme Chamard, il viendra la semaine prochaine. » Ce que nie l'attachée de presse.

### Conditions d'ouverture durant la pandémie de Covid-19

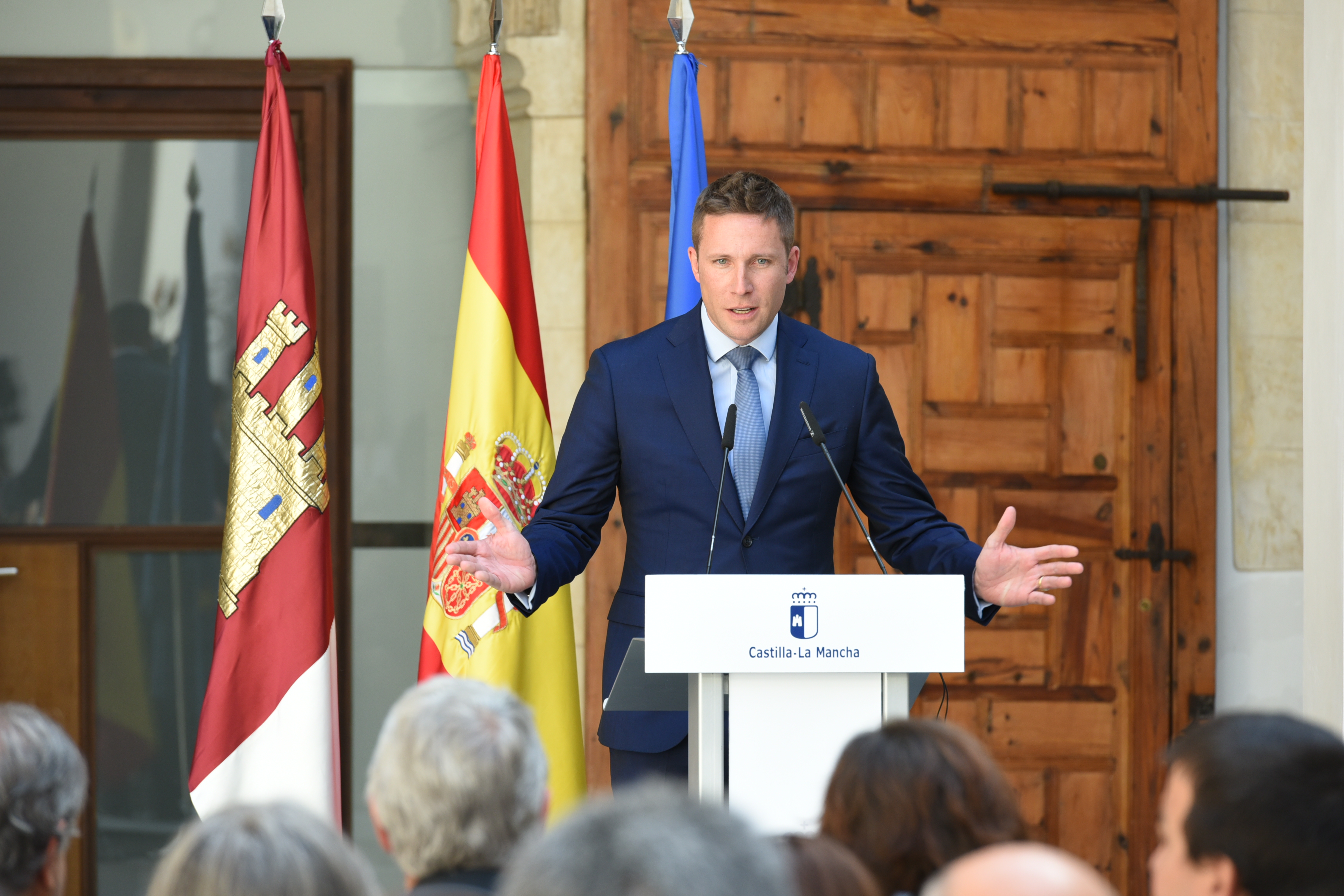
Nicolas de Villiers.

Une pétition en ligne, en faveur de la réouverture du parc dans le contexte de la pandémie de Covid-19, est lancée en mai 2020 par Véronique Besse,. Cette dernière est membre du parti Mouvement pour la France (MPF), dont le président est Philippe de Villiers. Selon la journaliste Anaïs Moran, « Véronique Besse fait partie de sa garde rapprochée depuis toujours ». La pétition réunit plus de 23 400 signatures. Des voix de la droite et de l'extrême droite se relaient pour demander la réouverture du parc, parlant de « discrimination », alors que tous les parcs à thèmes sont fermés durant cette période. La direction fait la demande au président de la République pour une réouverture le 2 juin,. D'après Nicolas de Villiers, le 20 mai, à la demande d'Emmanuel Macron, le secrétaire d'État chargé du tourisme Jean-Baptiste Lemoyne aurait informé le parc de la décision de la part du conseil de défense d'autoriser la réouverture des parcs de loisirs situés en zone verte le 2 juin. Nicolas de Villiers déclare « que c'est bien le secrétaire d'État au Tourisme Jean-Baptiste Lemoyne, lui-même informé par le président de la République » qui a pris contact avec le parc de loisirs. Lorsque la commission de défense tranche, « Philippe de Villiers [se] vant[e] d'avoir reçu un SMS d’Emmanuel Macron » écrit L'Humanité,. En raison des délais de préparation logistique nécessaires à la réouverture, celle-ci est prévue 11 juin,. D'après l'ancienne ministre de la culture Aurélie Filippetti, il s'agit d'un « passe-droit monstrueux » par rapport aux autres acteurs de la culture, comme le Festival d'Avignon, qui restent, eux, fermés jusqu'à la mi-juillet. Pour le député européen Raphaël Glucksmann, cette réouverture est le résultat d'une amitié supposée entre le président de la République et Philippe de Villiers,. Plusieurs personnalités politiques accusent Emmanuel Macron de favoritisme,.
Le 24 juillet 2020 a eu lieu la première de la Cinéscénie : 12 000 personnes sont réparties dans trois tribunes de 4 000 places alors qu'en France, les grands évènements sont alors limités par décret à 5 000 personnes depuis le 10 juillet. Le protocole du parc prévoit des plexiglas séparant ces tribunes, le port du masque, la prise de température et la distribution de gel hydroalcoolique. Les images d'un reportage de France 2 couvrant la représentation créent la polémique. La promiscuité et le nombre de spectateurs sont remis en question,,,. La direction prend la décision le lendemain de limiter la jauge du spectacle nocturne à 5 000 personnes, à compter du week-end suivant,,. Pour le spectacle prévu le 15 août, le parc reçoit l'autorisation d'accueillir jusqu'à 9 000 spectateurs,. Une fois encore, ceci entraîne plusieurs réactions, dont certaines qualifient cette autorisation de favoritisme ou de copinage avec Emmanuel Macron selon — par exemple — David Belliard, Julien Bayou, Olivier Faure, Rachid Temal, Bastien Lachaud, Aurore Lalucq ainsi que des personnalités du monde du spectacle. Emmanuel Macron déclare qu'il n'y a « eu aucune intervention de l'Elysée,, ». « Il n’y a aucun fait du prince » déclare Roselyne Bachelot en reprenant l'expression de David Assouline, tirée d'un article de Libération,. Cette dérogation est supprimée pour les spectacles suivants,.

### Maltraitance animale

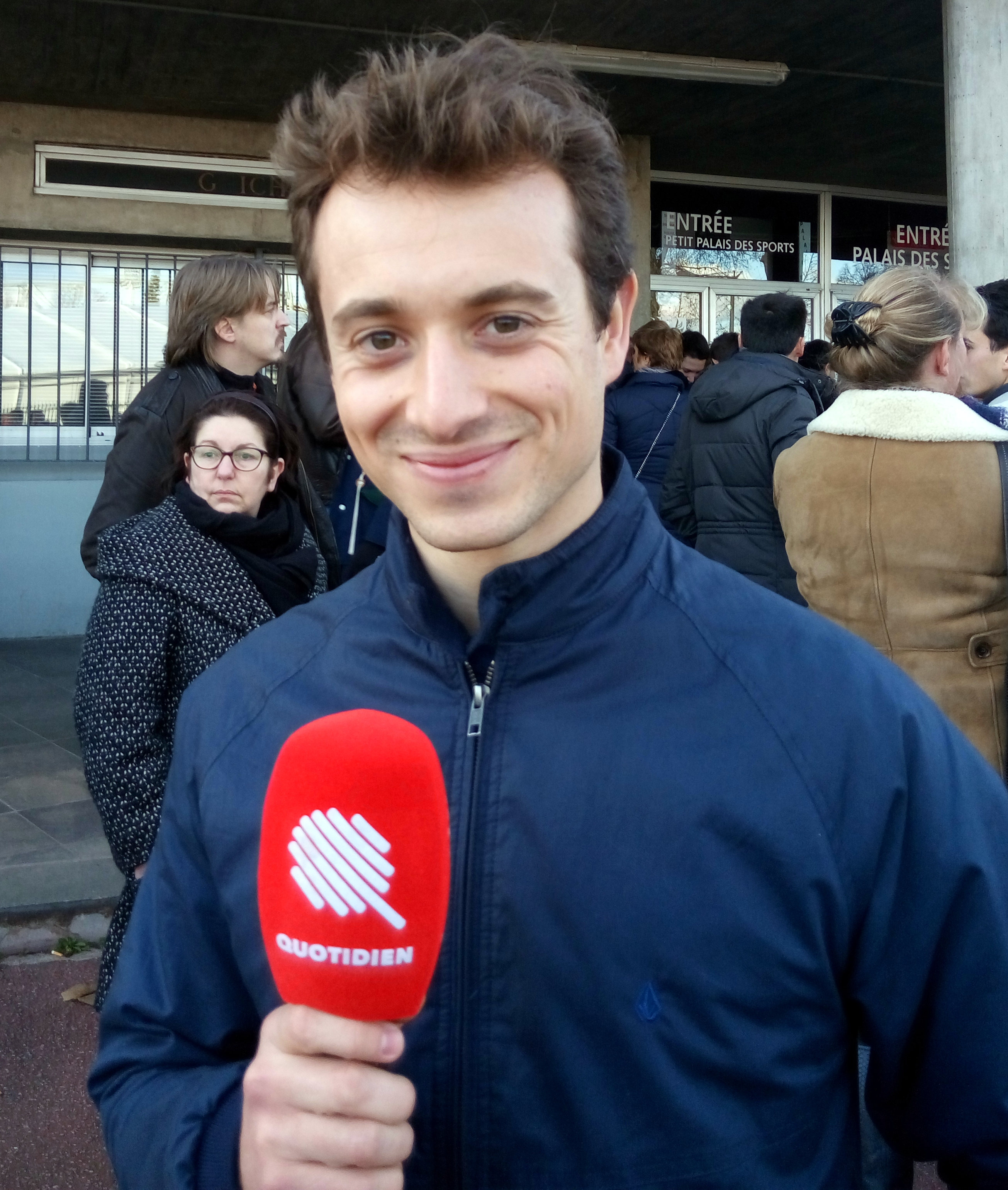
Hugo Clément.

Le 16 décembre 2020, les témoignages d'anciens employés traitant de cruauté animale sont rendus publics,. Hugo Clément, journaliste de France 2, militant pour le bien-être animal et ancien collaborateur du Petit Journal, est l'auteur de l'enquête révélant ces agissements,. Il s'agit, par exemple, de « coups de bâtons électriques sur des vaches, agneau congelé vivant, chats servant d'appâts pour les rapaces, tirs au fusil à air comprimé contre des fauves, animaux drogués, daim abattu… ». Ainsi que des « autruches abattues à la fin de la saison, dromadaires drogués, […] chevaux tabassés, […] mouton agonisant non euthanasié. Les dromadaires étaient mis sous calmants. On droguait les animaux pour qu'ils soient calmes devant le public ». Le parc répond au journaliste par le biais de son blog avec entre autres « La crainte alléguée par Hugo Clément de « représailles » visant à protéger l'anonymat des « témoins » est gravement calomnieuse » ainsi que par différentes vidéos, dont quatre séries de « contre-témoignages » de dresseurs, employés et soigneurs du parc publiées sur les réseaux sociaux. Dans ses réponses, Nicolas de Villiers « admet que certaines allégations sont vraies » — entre autres celles concernant les autruches et les dromadaires — ou sont les résultats d'« erreurs de recrutement », telles celles à propos des violences sur les chevaux. Concernant d'autres informations, il les nie, dit ne pas en avoir connaissance ou ne pas les croire. Face à ces accusations, l'association de défense des cirques de famille apporte son soutien au parc.
Ces révélations ont lieu trois jours avant les élections de Miss France 2021 tenues au Puy du Fou. La polémique touche indirectement le concours, ce qui fait réagir Geneviève de Fontenay.

## Puy du Fou Films

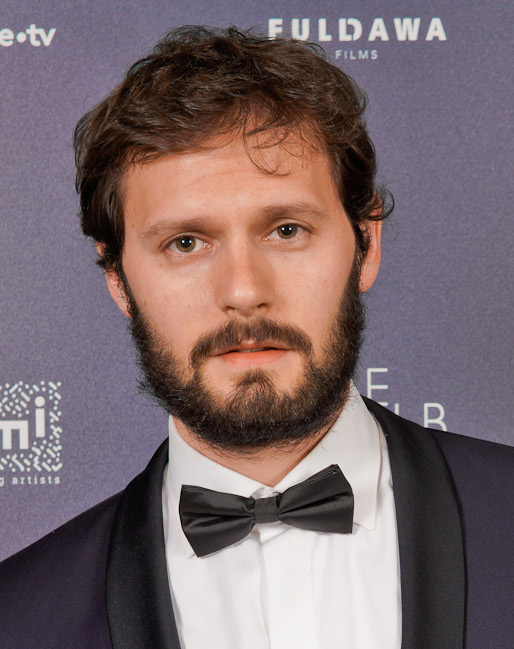
Hugo Becker tient le premier rôle dans Vaincre ou mourir.

En 2021, le parc crée une nouvelle entité de production audiovisuelle, Puy du Fou Films, afin de réaliser des films, séries et documentaires pour le cinéma et les plateformes telles que Netflix.
En 2021 et 2022 est tourné un premier film, Vaincre ou mourir,, réalisé par Paul Mignot et Vincent Mottez et coproduit par Puy du Fou Films et StudioCanal. Ce film raconte l'histoire de François Athanase Charette de La Contrie et de la guerre de Vendée, avec la participation d'historiens spécialistes de la Révolution française comme Jean-Clément Martin, Nicolas Delahaye et Anne Rolland-Boulestreau. Jean-Clément Martin demande cependant par la suite le retrait de ses interventions. Parmi les acteurs figurent Hugo Becker, Jean-Hugues Anglade, Rod Paradot, Constance Gay ou encore Francis Renaud,. Sorti en janvier 2023, le film est distribué par Saje,,. En France, l'agrégateur de critiques Allociné fait apparaître une moyenne de 1,3⁄5 établie à partir de dix titres de presse. Les avis de spectateurs donnent alors au film une moyenne de 4⁄5 mais leur représentativité est remise en cause. Le film fait des remous dans la presse,,.

## Fonctionnement

### Présidence et direction
Liste des présidents de l'Association pour la mise en valeur du château et du Pays du Puy du Fou (loi de 1901).
- Jean-Marie Delahaye (1978-2004)[295],[7]
- Nicolas de Villiers (depuis 2004)

Liste des directeurs généraux du Puy du Fou :
- Emmanuel de Villiers (1990-2002)[49]
- Laurent Albert (2002-2023)[296],[297]
- Olivier Strebelle (depuis 2021)[298]

### Création des spectacles

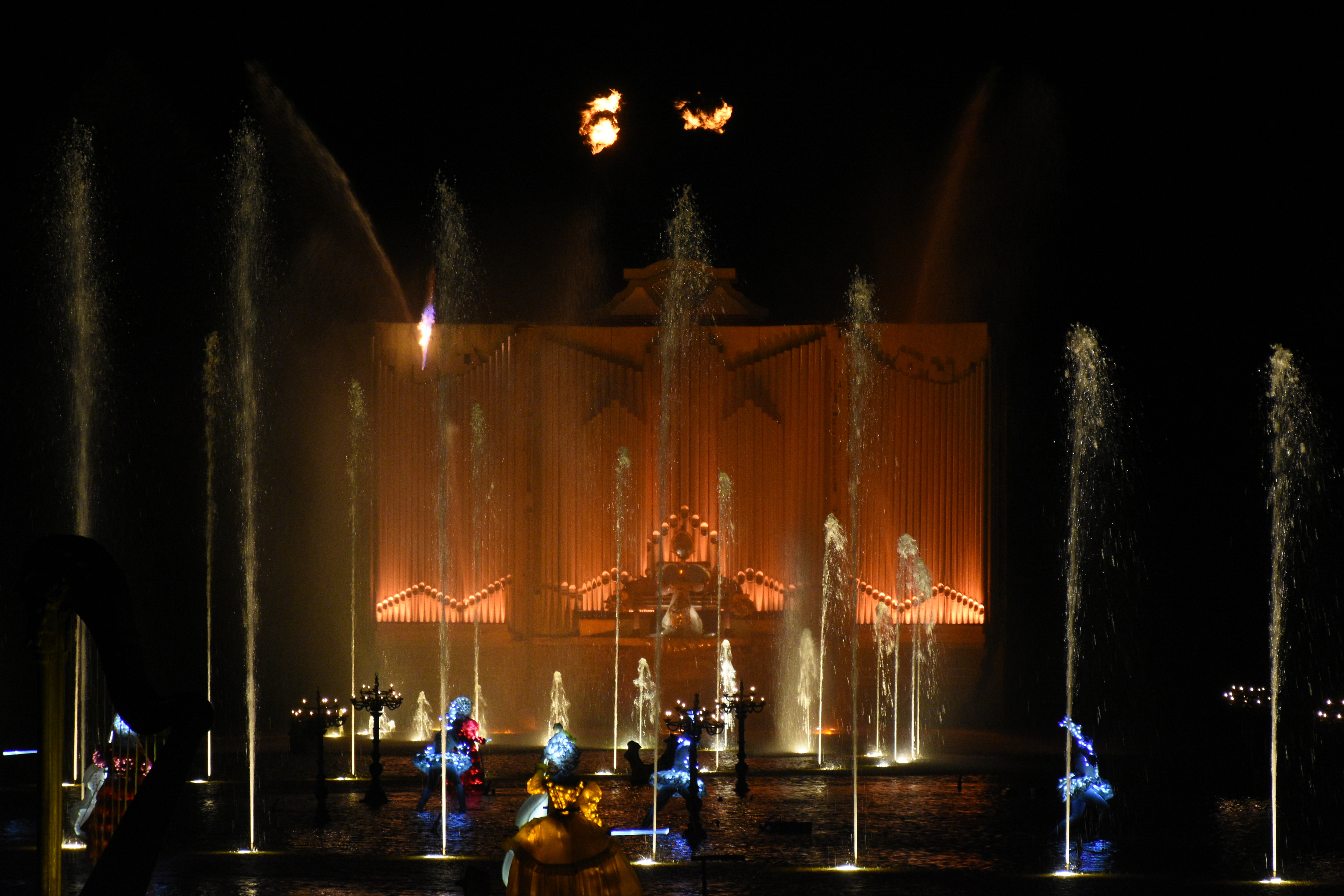
Les jeux d'eau d'Aquatique Show International.

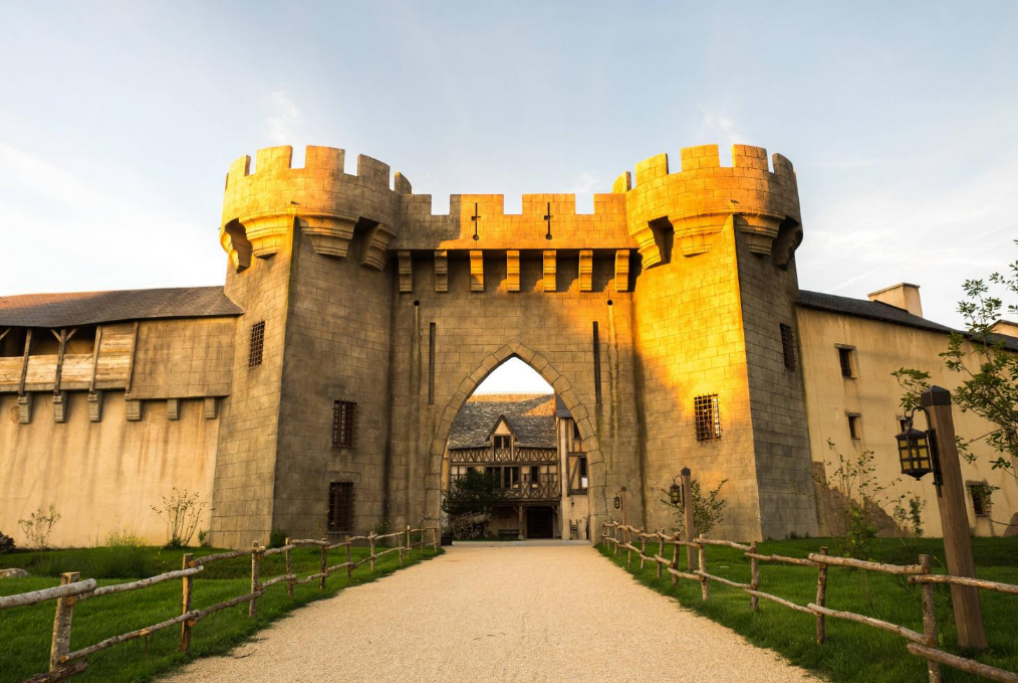
Les façades de La Citadelle par l'Atelier artistique du béton.

Chaque spectacle est imaginé et partiellement conçu et mis en œuvre par les équipes du Puy du Fou, dans le but de garantir ainsi une certaine unité artistique. Elles s'associent avec plusieurs professionnels et entreprises spécialisées dans les domaines du divertissement, de l'ingénierie, des effets visuels, du spectacle, etc. La société SDEI Spectacle conçoit et programme les machineries, la société Aquatique Show International conçoit et réalise les effets aquatiques, jeux d'eau et fontaines depuis 1984 (dans un premier temps pour La Cinéscénie et ensuite pour le parc), l'entreprise ayant fabriqué le mécanisme apte à déplacer l'aire de lancement de la fusée Ariane a reproduit ce mécanisme à essieux pour mouvoir le donjon mobile de La Bataille du donjon (rebaptisé Le Secret de la lance). Le ballon captif du spectacle de fauconnerie est réalisé et fabriqué par la société Aerophile ; les entreprises LifeFormations et Animatronix créent et fabriquent les animatroniques, le carrousel 1900 sort des ateliers du fabricant Concept 1900,. La pyrotechnie est réalisée en collaboration avec l'entreprise Lacroix-Ruggieri,.
L'Atelier artistique du béton est constructeur de façades, château factice, décors, colisée et rochers pour les attractions et les hôtels,,,. Les équipes du Puy du Fou signent des contrats avec le cascadeur et dresseur Mario Luraschi, le dresseur Lucien Gruss du cirque Arlette Gruss, le cascadeur Michel Carliez, le dompteur Thierry Le Portier, le décorateur-scénographe Thierry Rétif, les compositeurs de musique Nick Glennie-Smith et Carlos Núñez. Koert Vermeulen (en) conçoit et réalise les effets visuels et lumineux du parc et de La Cinéscénie depuis 2013. Il a l'idée d'introduire des drones dans ce spectacle pour créer une chorégraphie. ACT Lighting Design, Puy du Fou et la DGAC se sont associés pour créer les drones Neopter. Ceux-ci sont fabriqués par la société Pixiel,,,. Dronisos est une autre entreprise spécialisée en drones qui travaille pour le parc. Naostage a créé la technologie derrière Le Mime et l'Étoile. Europe Technologies a travaillé pour plusieurs spectacles du site. Le domaine de la sonorisation et de l'acoustique du parc et de La Cinéscénie est dévolu à Christian Heil, fondateur de L-Acoustics. Dans Les Chevaliers de la Table ronde, effets spéciaux et illusionnisme sont signés Dani Lary et Bertran Lotth,.
Ces mêmes intervenants sont aussi sollicités pour des projets à l'étranger, auxquels s'ajoutent par exemple l'entreprise Triotech (en) en Chine ou la société spécialisée Sastreria Cornejo (en) en Espagne.
En 1998, le Puy du Fou a créé sa propre école de formation interne. Destinée aux jeunes bénévoles puyfolais, elle forme les futurs artistes et techniciens du Puy du Fou. Chaque année, s'ouvrent de nouvelles académies. Ouverte de début octobre à mi-avril, l'Académie Junior du Puy du Fou permet aux Puyfolais — durant leurs congés hebdomadaires ou scolaires — de s'initier aux disciplines de leur choix : costume, danse, dessin, enluminure, décors et accessoires, équitation, voltige équestre, photographie, vidéo, technique du spectacle, animalerie, fauconnerie, flamenco, attelage, etc.
En septembre 2015, l'association du Pays du Puy du Fou ouvre la Puy du Fou académie, une école privée hors contrat avec l'Éducation nationale, qui accueille des enfants de la petite section au CM2. L'école propose une formation scolaire classique couplée à une formation sportive et artistique. L'objectif de cette école est de former la relève. Les enfants sont aussi mis à contribution pour certains spectacles tout au long de l'année (quatorze enfants se relaient chaque jour pour assurer le spectacle Le Dernier Panache ainsi que le Ballet des sapeurs, une trentaine pour Le Dernier Panache). Les enfants se produisent dans le cadre d'un contrat, similaire à celui des mannequins enfants. À la rentrée 2017, après avoir reçu 230 demandes d'inscription, 120 enfants ont été scolarisés à la Puy du Fou académie.

### Puyfolais

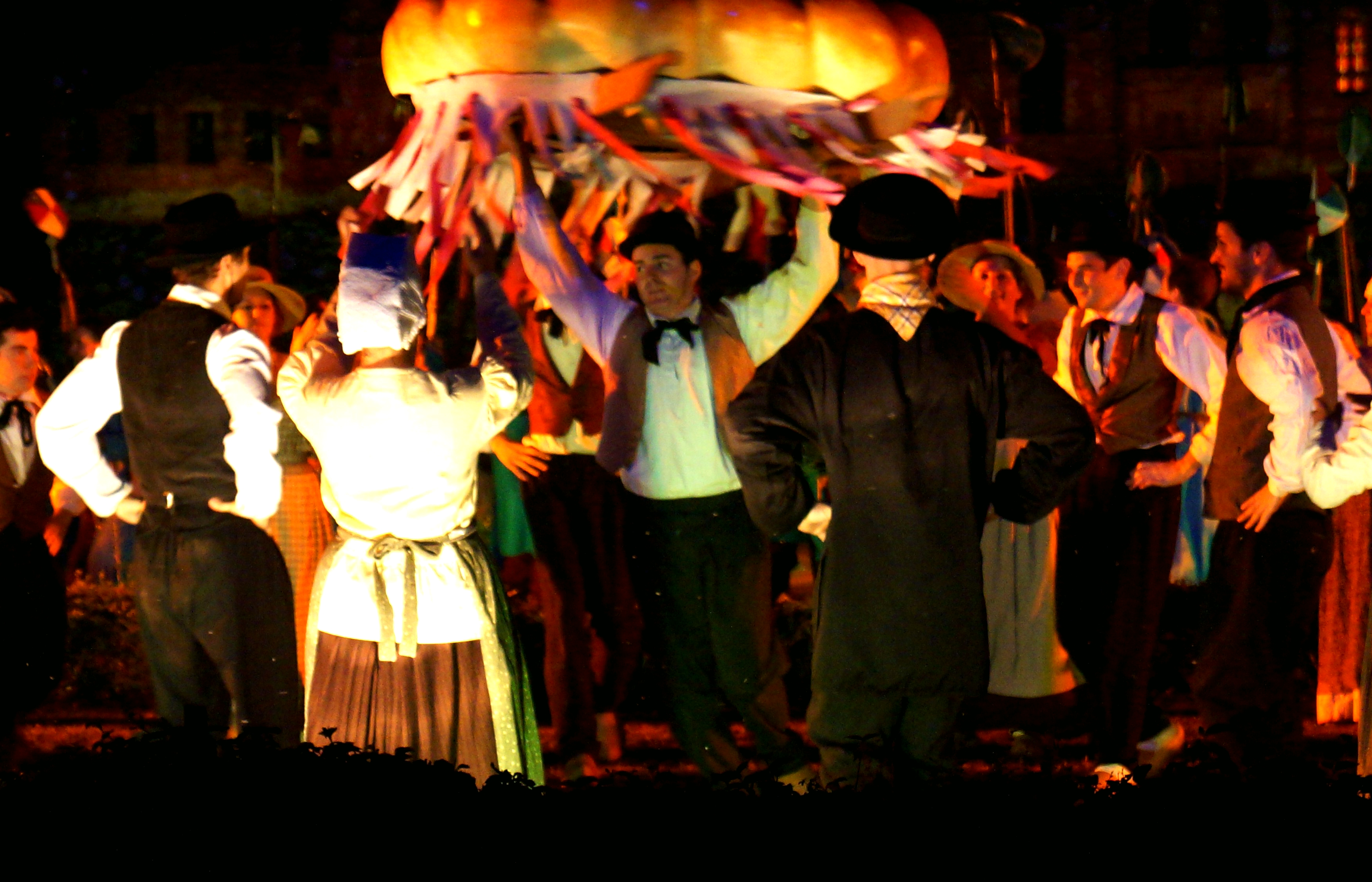
Puyfolais en représentation.

Le terme « Puyfolais » désigne les bénévoles qui font partie de l'association du Puy du Fou et participent au spectacle de la Cinéscénie.
Un arrêté du ministère de la Culture de janvier 2018 remet en question le statut de bénévole de spectacle vivant à but lucratif. Il prévoit la participation à huit représentations maximum par an, alors que la Cinéscénie est programmée vingt-huit fois. Philippe de Villiers prend contact avec le ministère de la Culture en février. La réponse, cosignée par le ministère de la Culture, le ministère du Travail et la direction de la Sécurité sociale, arrive en mars et déclare que la Cinéscénie n'entre pas dans ces conditions et est en conformité avec la loi. Philippe de Villiers communique sur ce point « C'est gagné ! Nous avons été entendus. Grâce à l'intervention personnelle d'Emmanuel Macron, toutes les associations de bénévoles retrouvent désormais la liberté du bénévolat. Le Puy du Fou aura été l'élément déclencheur ! ».
Patrick Boucheron, historien spécialiste du Moyen Âge et de la Renaissance, professeur au Collège de France sur la chaire « Histoire des pouvoirs en Europe occidentale, XIIIe – XVIe siècles » évoque leur dévouement :

« cet immense succès populaire doit d'abord être mis au crédit de celles et ceux qui y travaillent de bonne foi, y engagent leur talent et seraient sans doute blessés que l'on puisse remettre en question leur dévouement à une cause qui les dépasse et qu'ils croient juste »

### Modèle économique
Le Puy du Fou est porté par une association loi de 1901 et une société par actions simplifiée Grand Parc du Puy du Fou, créée en 1988 :
|                                        | 2014 | 2015 | 2016 | 2017 | 2018  | 2019  | 2020 | 2021  | 2022 | 2023  |
| -------------------------------------- | ---- | ---- | ---- | ---- | ----- | ----- | ---- | ----- | ---- | ----- |
| Chiffre d'affaires en millions d'euros | 66,7 | 74,7 | 86,2 | 95,4 | 100,4 | 109,4 | 62,4 | 75,3  | 147  | 162,5 |
| Résultat net en millions d'euros       | 5,7  | 7    | 7,7  | 8,8  | 7,3   | 8,3   | - 19 | - 8,8 | 12,4 | 22,5  |
| Effectif moyen annuel                  | 437  | 476  | 578  | 620  | 682   | 791   | 858  | 684   |      |       |

L'association Asso château pays Puy du Fou a été immatriculée en 1978 sous le numéro SIREN 312772981. L'association, qui organise la Cinéscénie, est actionnaire à 99 % de la SAS du Grand Parc. Jusqu'en 2003, le Crédit mutuel en détenait 28 %. En 2010, l'association déclarait réinvestir tous ses bénéfices. L'effectif moyen annuel est de 1 à 5 salariés entre 2019 et 2021. Les comptes ne sont pas disponibles,.
La SAS nommée Puy du Fou France (Grand Parc du Puy du Fou) a été immatriculée en juin 1988 sous le numéro SIREN 347490070.
En 2000, le chiffre d'affaires du parc représente 11,85 millions d'euros et celui de la Cinéscénie atteint cinq millions. En 2001, il est de 18,2 millions d'euros pour le parc et de 5,6 millions pour le son et lumière. En 2002, le chiffre d'affaires du parc représente 17,1 millions d'euros et celui de la Cinéscénie atteint 5,6 millions. En 2003, il est de 17,28 millions d'euros pour le parc et de 6,06 millions pour le son et lumière.
Entre 2016 et 2019, le chiffre d'affaires est en croissance de 27 % passant de 86,2 millions d'euros à 109,5 millions d'euros.
Au 30 septembre 2019, elle a réalisé un chiffre d'affaires de 109,440 millions d'euros dégageant un résultat de 8,326 millions d'euros. L'effectif moyen annuel au 30 septembre 2019 était de 791 salariés.
Au 30 septembre 2020, elle a réalisé un chiffre d'affaires de 62,427 millions d'euros dégageant une perte de 19,038 millions d'euros. Ceci représente une diminution de 43 % par rapport à 2019. L'effectif moyen annuel au 30 septembre 2020 était de 858 salariés.
Les deux structures contribuent à financer l'Académie Junior, une structure de formation interne aux métiers du parc. Cette organisation est l'une des principales forces du Puy du Fou, permettant l'action conjuguée des bénévoles et des professionnels. Depuis 1977, le Puy du Fou a investi l'équivalent de 260 millions d'euros pour son développement, réalisé à 80 % par des entreprises locales.
En 2020, le parc de loisirs emploie plus de 200 salariés permanents pour 2 100 saisonniers,, soit un employé sur dix bénéficiant d'un contrat permanent. Parallèlement, plus de 4 000 bénévoles participent à la Cinéscénie. Le parc compte également 200 employés en Espagne, 50 aux Pays-Bas et plus de 15 en Chine. 4 700 emplois indirects sont générés par le parc.
Au fil des ans, le Puy du Fou est ainsi devenu un moteur économique et culturel important de la Vendée.
Après être passé par la Société générale, le cabinet de conseil en stratégie McKinsey & Company, le Groupe Gorgé et l'une de ses filiales Prodways Group, Olivier Strebelle devient directeur général du Puy du Fou en 2021. Il s'attelle à relancer l'activité du parc et apporte son savoir-faire pour mettre en place une stratégie de développement incluant les nouvelles technologies.

### Dons effectués

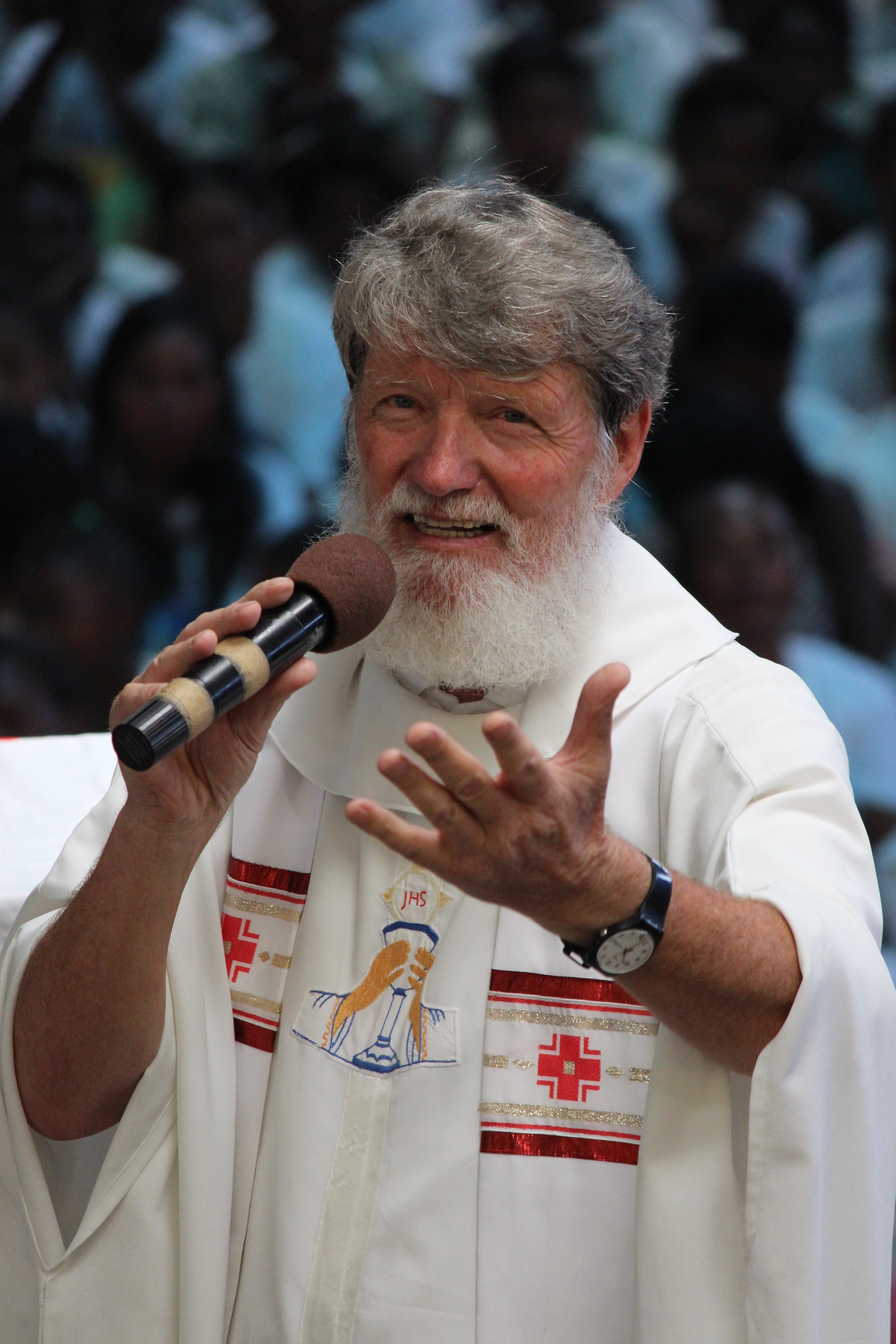
Le père Pedro Opeka.

Créé en 2010, Puy du Fou Espérance est un organisme dont le but est d'effectuer des dons aux associations.
Un don de 10 000 € est effectué en 2008 pour l'association Akamasoa fondée par le père Pedro Opeka, un religieux catholique lazariste. L'association a pour but d'aider les enfants de Madagascar. Le Puy du Fou fait à nouveau don de 20 000 € en 2012 à l'association Akamasoa, puis de 50 000 € en 2017.
10 000 € sont récoltés en 2008 pour réaliser un don à l'association Enfants du Liban du père Mansour Labaky, un prêtre maronite libanais (condamné plus tard, à partir des années 2010, pour abus sexuels sur mineures,).
En 2015, 50 000 € ont été donnés à la Fondation Jérôme Lejeune (voir section Controverses).
Valeurs actuelles rapporte que le Puy du Fou Espérance remet 300 000 € en 2019 au diocèse de Paris, afin d'aider à la restauration de Notre-Dame de Paris. D'autres dons sont effectués pour la ligue contre le cancer,.

### Fréquentation
Évolution de la fréquentation du Puy du Fou depuis 2005.
| Année | Entrées (entrées parc et cinéscénie cumulées) | Évolution |
| ----- | --------------------------------------------- | --------- |
| 2005  | 1 189 000                                     |           |
| 2006  | 1 178 000                                     | -0,93 %   |
| 2007  | 1 207 000                                     | +2,46 %   |
| 2008  | 1 307 000                                     | +8,29 %   |
| 2009  | 1 400 000                                     | +7,11 %   |
| 2010  | 1 471 000                                     | +5,07 %   |
| 2011  | 1 493 000                                     | +1,49 %   |
| 2012  | 1 600 000                                     | +7,16 %   |
| 2013  | 1 740 000                                     | +8,75 %   |
| 2014  | 1 912 000                                     | +9,88 %   |
| 2015  | 2 100 000                                     | +9,83 %   |
| 2016  | 2 200 000[source secondaire souhaitée]        | +4,76 %   |
| 2017  | 2 260 000[source secondaire souhaitée]        | +2,72 %   |
| 2018  | 2 301 000                                     | +1,81 %   |
| 2019  | 2 308 000                                     | +0,3 %    |
| 2020  | 923 000                                       | -60,0 %   |
| 2021  | 1 616 000                                     | +75 %     |
| 2022  | 2 342 000                                     | +45 %     |
| 2023  | 2 500 000                                     | +6,7 %    |
| 2024  | 2 800 000                                     | +12 %     |

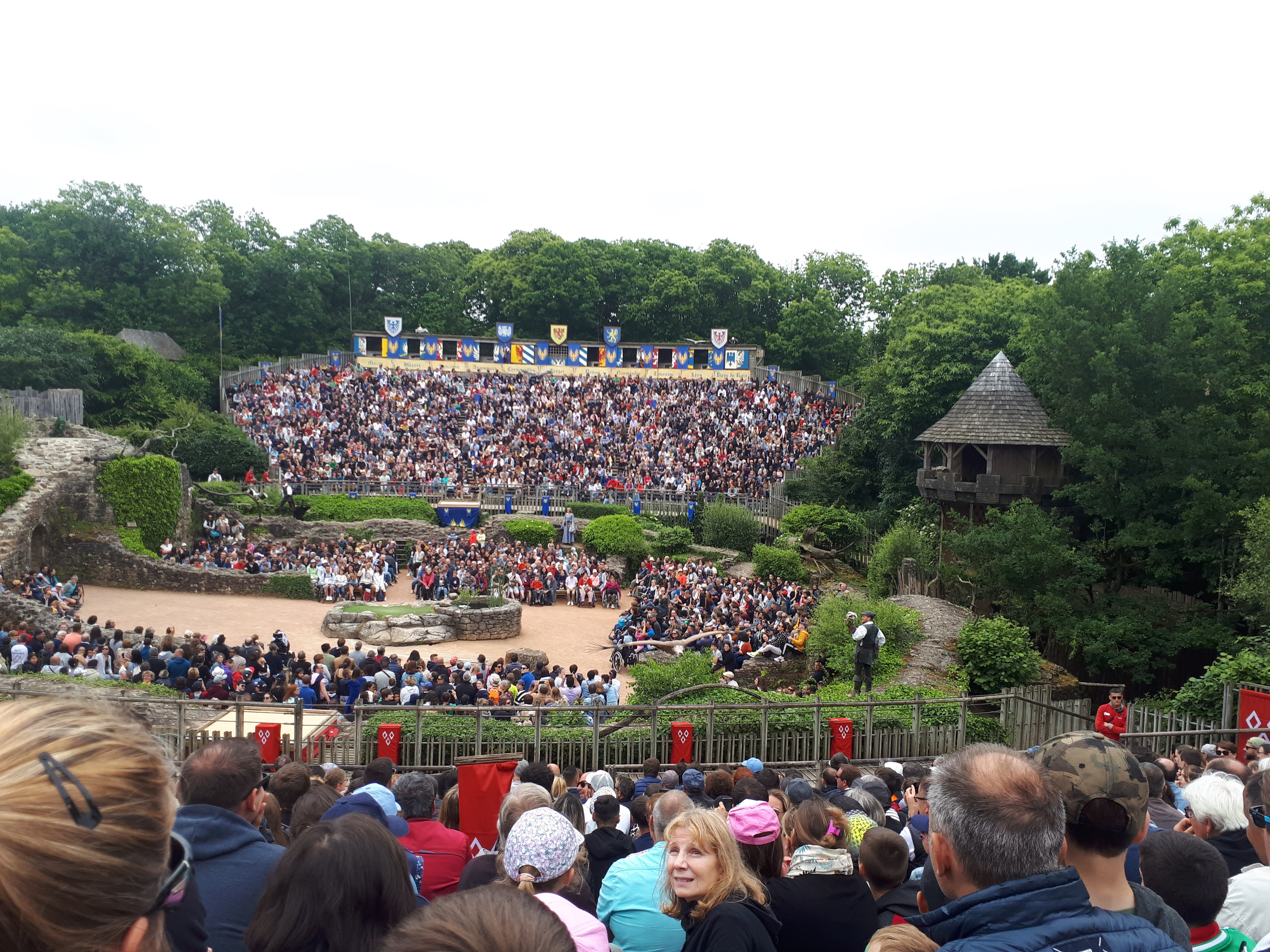
Un jour de haute fréquentation.

Au début des années 2000, le parc est fréquenté par un peu plus de 700 000 visiteurs alors que la Cinéscénie est fréquentée par un peu moins de 400 000 spectateurs annuellement. Pour le parc, l'année 2002 se chiffre à 730 000 visiteurs et à 720 000 visiteurs l'année suivante.
La fréquentation du parc proprement dit continue d'augmenter avec 798 000 entrées en 2006, 827 000 entrées en 2007 et 925 000 entrées en 2008.
Depuis 2013, Le Puy du Fou revendique la place de deuxième complexe de loisirs français quant au nombre de visiteurs, derrière les deux parcs de Disneyland Paris. Cependant, la méthode de calcul de la fréquentation, consistant en un cumul des entrées du parc de loisirs et de La Cinéscénie, et ce, pour un public sensiblement identique, rend la comparaison des chiffres vis-à-vis d'autres concurrents sujette à caution – le Futuroscope affirmant aussi cette deuxième position, suivi du parc Astérix. Jusqu'en 2012, le Puy du Fou est systématiquement devancé par ces deux derniers et 3 700 000 visiteurs l'année suivante,,,. En 2013, il se classe à l'échelle française derrière les deux parcs Disney et devant le Futuroscope et le parc Astérix, position qu'il maintient dans le temps. Le parc gaulois et celui de Poitiers alternent la place suivante avec un avantage pour Astérix,,,. En 2019, le parc Astérix se classe devant le Puy du Fou qui est relégué à la quatrième place de parcs français les plus fréquentés. Cette situation devient pérenne. Le Puy du Fou est également situé sur la 4e marche du classement français en 2020. Le Futuroscope le suit avec un différentiel de 23 000 entrées.
En 2015, le nombre d'entrées cumulées du parc et de la Cinéscénie du Puy du Fou dépasse pour la première fois les 2 millions de visiteurs,.
Le record du nombre de visiteurs annuels s'établit à 2,8 millions de clients pour la saison 2024.
Graphique représentant l'évolution du nombre de visiteurs (en milliers) au Puy du Fou (parc + Cinéscénie) entre 1978 et 2022 :
NB : à partir de 1989, le nombre de visiteurs intègrent la Cinéscénie et le nouveau parc inauguré cette année-là. À partir de 1997 ces chiffres figurent les 389 000 spectateurs potentiels de la Cinéscénie (inférieur avant et seulement possible à partir de cette année-là en raison du dernier agrandissement de la tribune). Le nombre de visiteurs intègrent aussi de 2004 à 2017 (date de la dernière édition), le Grand Noël du Puy du Fou (à titre d'exemple 80 000 spectateurs ont été présents en 2004, l'année de lancement de cette ouverture hivernale, et 110 000 en 2016).

## Récompenses
Le Puy du Fou a reçu, depuis sa création, de nombreuses récompenses.
Le 13 août 2011, le Puy du Fou et les équipes de Lacroix-Ruggieri décrochent la deuxième place derrière l'Italie lors de la remise des Jupiter de l'International des Feux Loto-Québec, la plus grande compétition internationale de pyrotechnie se déroulant à Montréal.
Le 17 mars 2012, le Puy du Fou a été le premier parc français à être distingué en recevant le Thea Classic Awards 2012, décerné à Los Angeles par un jury de professionnels de la Themed Entertainment Association,.

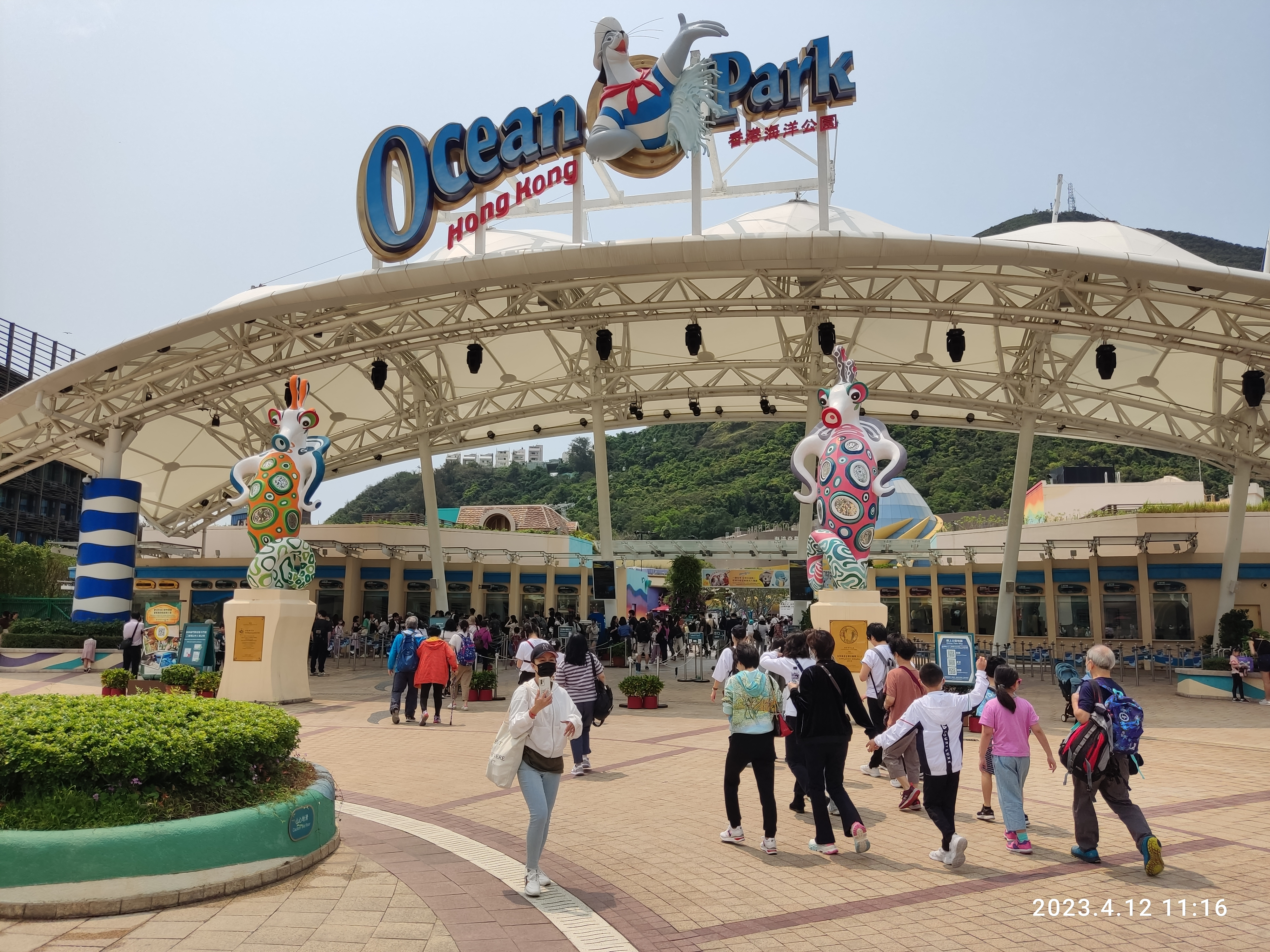
Ocean Park Hong Kong, lauréat de lApplause Award 2012. Le Puy du Fou concourait pour le même prix.

Qualifié comme étant en 2012, le parc de loisirs préféré des Français, le Puy du Fou a été la même année récompensé par la certification internationale « Green Globe » pour sa démarche en faveur du développement durable. Il est également gratifié par une nomination en compétition avec deux autres parcs lors de l'édition 2012 de l'Applause Award qui sera remis au gagnant Ocean Park Hong Kong, lors du salon international de l'IAAPA (l'International Association of Amusement Parks and Attractions),.
En 2013, le parc est récompensé en étant élu « Meilleur parc d'Europe 2013 » lors des Parksmania Awards qui se sont déroulés à Plaisance en Italie.
En 2014, la Cinéscénie se voit décerner le prix du « Meilleur événement Européen de la saison 2014 » lors des Parksmania Awards se déroulant à Rome, en Italie.

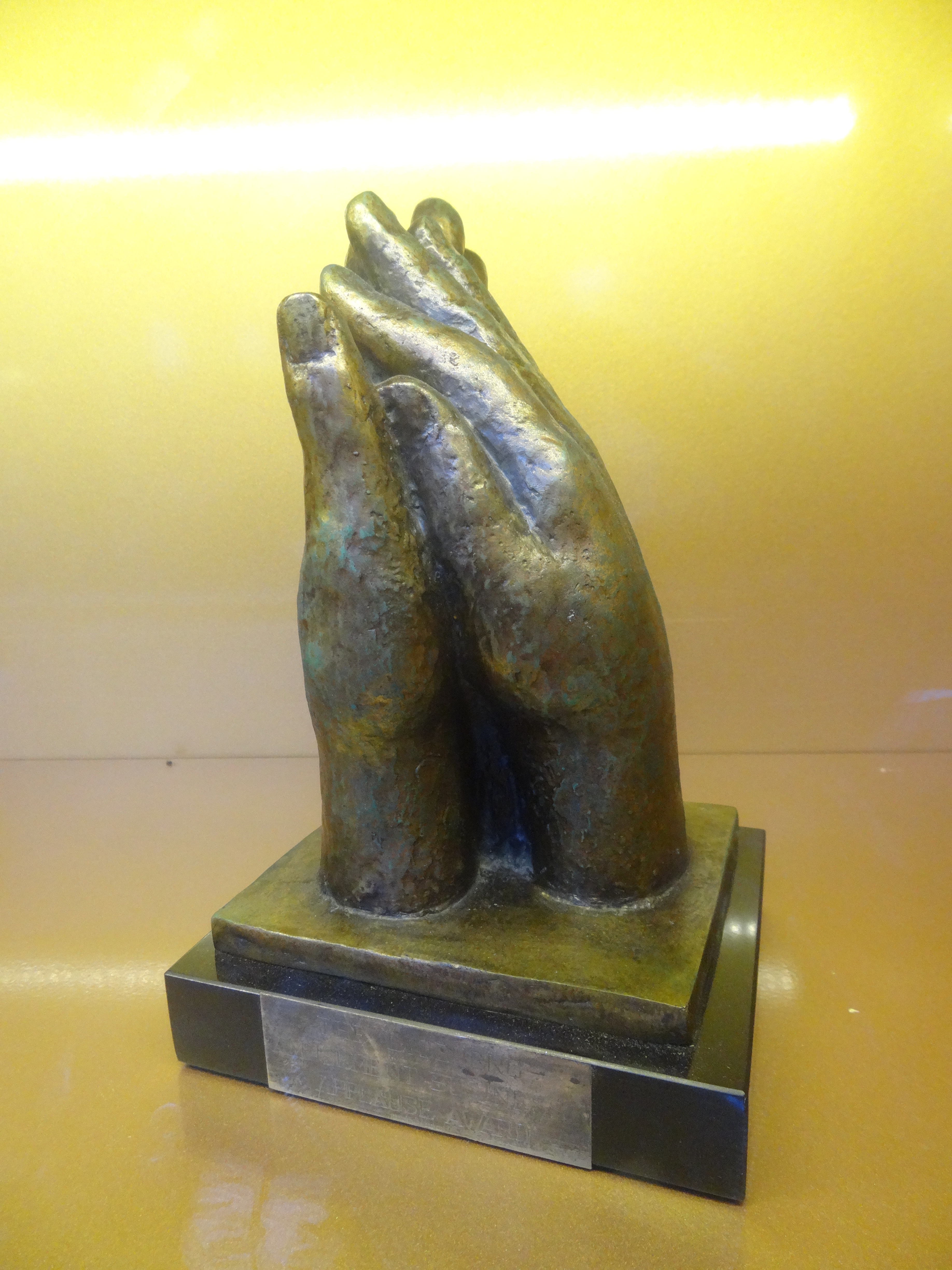
Applause Award. Ici, le trophée décerné à Europa-Park.

Toujours en 2014, le parc reçoit l'Applause Award remis par l'IAAPA à Orlando, en Floride,.
En 2016, le spectacle des Amoureux de Verdun reçoit un Thea Award for Outstanding Achievement - Attraction, Limited Budget par la Themed Entertainment Association,.
En 2017, le spectacle Le Dernier Panache reçoit lui aussi un Thea Award for Outstanding Achievement - Live Show par cette même association,,.
Le 14 novembre 2017, Philippe de Villiers reçoit à titre personnel le Hall of Fame Award pour le Puy du Fou à Orlando en Floride, lors de l'exposition organisée par l'International Association of Amusement Parks and Attractions.
Le 26 septembre 2018, le spectacle Le Mystère de la Pérouse reçoit un Live Entertaiment of the Year, lors des Park World Excellence Awards Europe 2018 à Amsterdam. Le 5 octobre 2018, Le Mystère de la Pérouse reçoit la récompense de l'European Top New Attraction lors des Parksmania Awards à Bergame en Italie.
Le 18 septembre 2019, le spectacle Le Premier Royaume, reçoit la récompense Live Entertaiment of the Year lors des Park World Excellence Awards 2019. Le 18 octobre 2019, Le Premier Royaume reçoit la récompense de Meilleure création européenne 2019 lors des Parksmania Awards. Le 20 novembre 2019, le Premier Royaume reçoit la récompense le Thea Classic Award for Outstanding Achievement dans la catégorie attraction, tout comme Hagrid's Magical Creatures Motorbike Adventure à Universal's Islands of Adventure et Millennium Falcon: Smugglers Run à Disneyland.
Le 6 novembre 2020, le parc obtient le Label Initiatives pour son projet de nouveauté 2021 autour de La Fontaine.
Le 8 décembre 2020, Les Noces de feu reçoit la récompense de Meilleur Spectacle de l'Année, lors de la cérémonie des Park World Excellence Awards. Ce même jour, le spectacle des Noces de Feu reçoit également le prix des Meilleures Innovations Technologiques. Lors de cette cérémonie, le parc reçoit aussi le prix de Meilleure Thématisation pour l'hôtel Le Grand Siècle et son palais des congrès.
En mars 2024, Le Mime et l'Étoile reçoit la récompense Outstanding achievement dans la catégorie spectacle live,,.

## Réalisations hors de Vendée

### Puy du Fou International

#### Spectacles
Le Puy du Fou a conclu plusieurs accords dans des pays étrangers, mettant à disposition son savoir-faire en matière de spectacle, notamment aux Pays-Bas et au Royaume-Uni.
Plusieurs projets existent ou ont existé à Shanghai, en Crimée, aux alentours de Moscou, en Hongrie, en Floride, dans le Tennessee, au nord des Pays-Bas,, en divers lieux en Belgique,,,, au Royaume-Uni, etc.
Le Parisien révèle en août 2003 que Philippe de Villiers donne son accord pour collaborer à la création en Tunisie d'un parc à l'image du Puy du Fou pour 2004. L'accord est signé le 4 octobre 2003. En 2004, les dirigeants déclarent collaborer avec Sotoparc, une filiale du groupe tunisien Lofti Mlayah. Ils ont pour but de créer à Sousse à l'horizon 2005 un son et lumière contant une histoire du pays et du Maghreb. Le parc Medinat Alzahra Parc réalisé sur base du Puy du Fou est évoqué pour la suite à hauteur de 8,1 millions d'euros à charge de Lofti Mlayah. Le parc à thèmes ouvre en avril 2008 quelques mois après les premières représentations sur 5 ha du spectacle tunisien inspiré de La Cinéscénie. Les créatifs français n'interviennent que pour la réalisation et non pour le suivi : « notre rôle s'arrêtera le jour de l'inauguration. Nous n'assurerons pas l'exploitation du site »,.
Un projet comparable existe entre 2010 et 2013 pour Kecskemét en Hongrie à hauteur de 83 millions d'euros. Des contacts avaient été pris avec le parc français et Philippe de Villiers se rend à la conférence de presse en Hongrie en présence de Gábor Bányai,. Une société est créée pour concrétiser ce projet, elle est composée d'institutions hongroises et de membres du Puy du Fou. Fils de Philippe de Villiers, Guillaume travaille pour l'entreprise de son beau-frère dans le domaine du conseil. Guillaume (ayant un passif de problèmes judiciaires) forme un duo avec son frère Nicolas dans le projet hongrois. Ils désirent le retrait de l'entreprise du beau-frère. Le duo modifie leur engagement dans la société ayant pour but la création du parc hongrois. L'idée est abandonnée en 2015, faute d'avoir pu réunir les fonds nécessaires. Le comitat hongrois et la ville de Kecskemét ont chacun perdu 100 millions de forints,,.
Pour le Festival international des arts de Shanghai ([« China Shanghai International Arts Festival »]), il est question que l'entreprise française mette en scène en 2005 dix spectacles, à hauteur d'au moins 1,5 million d'euros. Une histoire de France serait montée grâce à l'exportation de cent à cent cinquante acteurs et de trente-six chevaux.
En 2013, le parc néerlandais Efteling fait appel au savoir-faire du Puy du Fou afin de mettre en place la deuxième mouture de leur spectacle, Raveleijn. Il s'agit d'une exportation artistique, le Puy du Fou ayant envoyé une équipe composée de comédiens, cascadeurs, fauconniers et techniciens.
En 2016, la « Cinescénie anglaise », baptisée Kynren, voit le jour. Ce spectacle présente l'histoire anglaise des Romains jusqu'à la Seconde Guerre mondiale. La dotation pour créer Kynren provient en 2014, sous forme de don, du philanthrope Jonathan Ruffer (en), « un fervent chrétien » selon The Yorkshire Post. Selon la Sunday Times Rich List (en) de 2020, sa richesse atteint environ 159 millions de livres sterling. Quatorze représentations ont lieu l'été 2016 avec une scène d'environ 3 ha et une tribune accueillant 8 000 spectateurs. Le spectacle se tient au château d'Auckland et se base sur le système de bénévolat, comme à la Cinescénie. Il accueille 100 000 spectateurs en 2016. Il est originellement prévu de créer en 2020, un parc autour du spectacle. La saison 2020 est annulée en raison de la pandémie de Covid-19.
En 2022, un projet de spectacle thématique autour des Amérindiens, dans le parc national des Great Smoky Mountains aux États-Unis est annoncé pour 2024.[réf. nécessaire]
En 2025, Nicolas de Villiers annonce le report du projet.

#### Parcs
À travers la filiale Puy du Fou International créée en 2010, le Puy du Fou annonce en 2019, envisager d'avoir un total de quatre parcs dans le monde d'ici à 2030.
- Russie

En Russie, un accord est signé à l'été 2014 par Philippe de Villiers pour construire deux parcs de loisirs « Tsargrad Center » s'inspirant du Puy du Fou, pour raconter, sur le modèle du parc vendéen, une certaine histoire du pays,. Le premier devait se faire en Crimée occupée et le second près de Moscou. Ce projet, resté « au point mort », est sorti de l'agenda du parc en 2017.
- Espagne

En 2017, il est annoncé l'ouverture prochaine du Puy du Fou España consacré à l'histoire d'Espagne, près de Tolède. En préalable à cette ouverture, le spectacle nocturne El Sueño de Toledo joué dès le 30 août 2019 accueille 72 000 visiteurs en cette année. Le 27 mars 2021, le parc à thèmes ouvre ses portes, Puy du Fou España regroupant dorénavant le parc et le spectacle nocturne. Il représenterait un investissement de 140 millions d'euros, financé par des investisseurs,. L'ambition des dirigeants est d'y réaliser de 1,3 à 1,5 million entrées annuelles.
- Chine

En 2022, un nouveau concept, Saga Shanghai, devait être inauguré dans la ville homonyme. Ce théâtre immersif, dont l'investissement s'élève à 76 millions d'euros, est alors prévu dans le centre des congrès « Everbright Convention & Exhibition Center » sur plus de 40 000 m2,,. « C'est un Shanghai riche en images d'Épinal » déclare Nicolas de Villiers au site Boulevard Voltaire. Finalement, le concept réduit à 15 000 m2 ouvre au public en 2024. Un second site est envisagé à Hangzhou.
En Chine, l'objectif d'ouvrir un parc retraçant l'histoire du pays est annoncé en 2019, pour une ouverture en 2025. Ce parc doit représenter un investissement de 300 millions d'euros, financé intégralement par des investisseurs du pays,. En 2024, l’échéance d'ouverture est ajournée à 2030.
- Royaume-Uni

En juillet 2024, le projet d’un parc en Angleterre est rendu public. Situé près de Bicester, dans l'Oxfordshire, l'objectif à long terme serait la création de quatre villages, de 13 spectacles et de trois hôtels sur le thème de l'histoire britannique,. Le début des travaux est prévu en 2026 et une ouverture en 2029.
- Brésil

Au Brésil, un projet équivalent est annoncé en janvier 2025. Ce parc serait situé à Maricá dans l'État de Rio de Janeiro. Les dirigeants projettent une ouverture en 2028 et 5 millions de visiteurs à terme.

### Le Grand Tour
Fin 2021, le Puy du Fou annonce la création pour 2023 d'un train spectacle baptisé Le Grand Tour,. Il rachète un train à la Deutsche Bahn dans le but de le transformer dans un style Belle Époque. Son parcours débuterait à Paris pour rejoindre le Puy du Fou. Repoussée plusieurs fois, sa mise en fonction est envisagée pour 2025 avant de ne plus avoir de date prévue.

## Réalisations et projets inspirés par le complexe
Les Fous du Puy est un serveur reproduisant le parc ainsi que son spectacle de nuit la Cinéscénie, sur le jeu Minecraft,.
De nombreuses autres réalisations ont été inspirées par le Puy du Fou (romans, jeux de société, jouets, costumes, reproductions miniatures, album de bande dessinée, forum de discussions, le jeu vidéo Puy du Fou : La Quête d'Excalibur édité par Microids en 2022, ainsi qu'une série en 2017 : Une Saison au Puy du Fou).

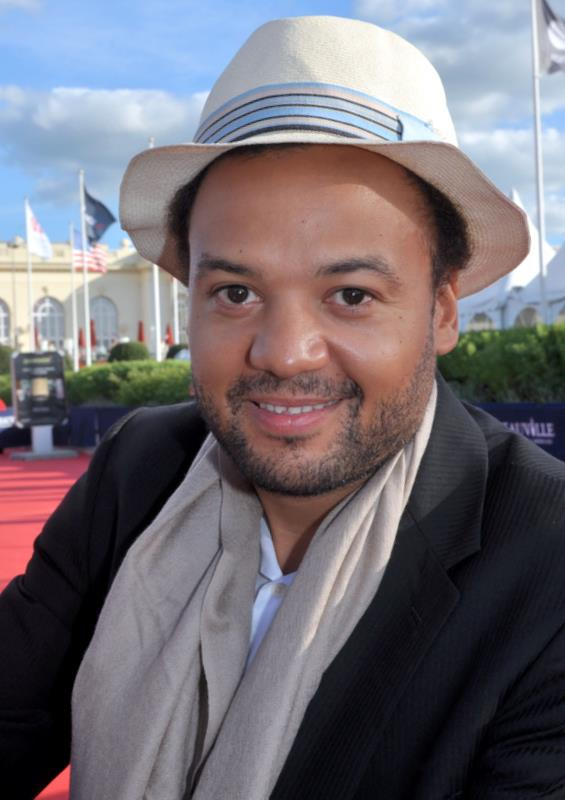
Fabrice Éboué au Festival du cinéma américain de Deauville.

En 2023, Fabrice Éboué réalise un film parodiant le Puy du Fou. Tourné sous forme de faux documentaire, Gérald le Conquérant met en scène « un illuminé nostalgique du royaume de Normandie » incarné par le réalisateur. La distribution est complétée par Vincent Solignac, Jean-François Cayrey, Serge Da Silva, Joaquim Fossi et Alexandra Roth entre autres. Tourné en Normandie, le film est produit par Cinéfrance Studios et distribué UGC.
Le Puy du Fou et ses spectacles inspirent aussi des spectacles historiques :
Avant d'évoquer le Puy du Fou, il est à noter que d'autres spectacles du même acabit ont existé avant les réalisations en Vendée. Même si ses origines sont antérieures, le premier spectacle son et lumière revendiqué est créé en 1952 ou 1953, au château de Chambord. Il aurait été conçu par un trio de jeunes artistes venus du « Club d'essai » animé par Jean Tardieu sur France Inter (alors dénommé Paris Inter) : l'auteur du concept serait Yves Jamiaque, associé à un réalisateur, Jean-Wilfrid Garrett. Le conservateur et architecte Paul Robert-Houdin conçoit les effets de lumière, l'archiviste en chef de Loir-et-Cher Jean Martin-Demézil rédige le texte enregistré par des acteurs et diffusé par haut-parleurs. La musique du spectacle est composée par Maurice Jarre. Ce spectacle en inspire d'autres.
Dès 1988, le festival de Rodez présente Antoine Colinet, compagnon bâtisseur, un spectacle partageant certains aspects avec La Cinéscénie du Puy du Fou. Il est ensuite remplacé par le spectacle dans la même veine Guilhem de Peire sur les chemins de Saint-Jacques,.
Dans le Tarn (Occitanie), un spectacle historique à hauteur de 12 millions de francs est créé en 1994 autour de la personne de Jean Jaurès. Lors de la premier semaine d'aout, ils sont près de 30 000 spectateurs à se rendre aux représentations du spectacle qui est également diffusé sur France 3 le 19 août 1995. Vanessa Schneider le décrit comme un « Puy du Fou à la mode socialiste ». L'initiateur est le député socialiste Paul Quilès, le premier rôle est tenu par Bernard-Pierre Donnadieu, le metteur en scène est Claude Moreau et l'académicien Alain Decaux remplit le rôle de caution historique. La scène mesure de 120 mètres de long où évoluent plus de 250 bénévoles. Le projet est critiqué par des mineurs CGT et par les opposants de droite à Paul Quilès. Ce dernier est élu à la mairie de Cordes lors du mois de juin 1995.

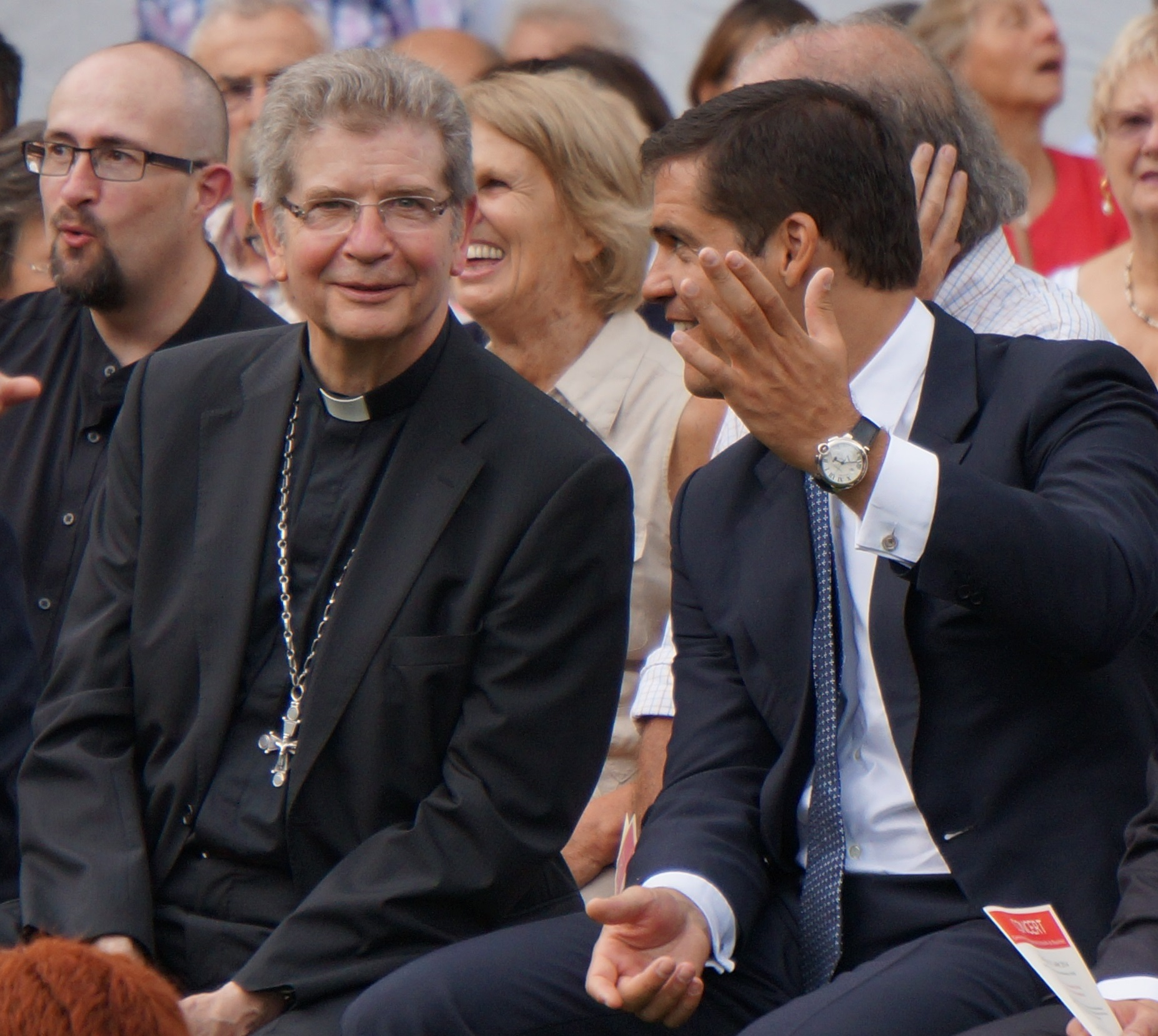
Mgr Laurent Ulrich et le prince Louis de Bourbon, commémorations 2014 de la bataille de Bouvines.

Dans le Nord (Hauts-de-France), la ville de Bouvines crée en 2014 un son et lumière pour commémorer la bataille de Bouvines. En 2015, une nouvelle association est créée pour continuer à faire vivre ce spectacle qui est reprogrammé pour juillet 2016. Plus d’une centaine de bénévoles présente sur scène cette bataille historique débutant par le mariage de Jeanne de Flandre et Ferrand en 1212. Dans l’un de ses articles, la presse locale parle du « Puy du Fou du Nord ».
Dans le Nord (Hauts-de-France), un spectacle historique sur le modèle du Puy du Fou est évoqué pour 2019 et les 70 ans de la fête de la Saint-Hubert, le patron des chasseurs, au Mont des Cats. Ce projet ne se concrétise pas. Cette édition qui promotionne la race de chien beagle voit une messe au son des cors de chasse, un concert et des démonstrations d'animaux,,.

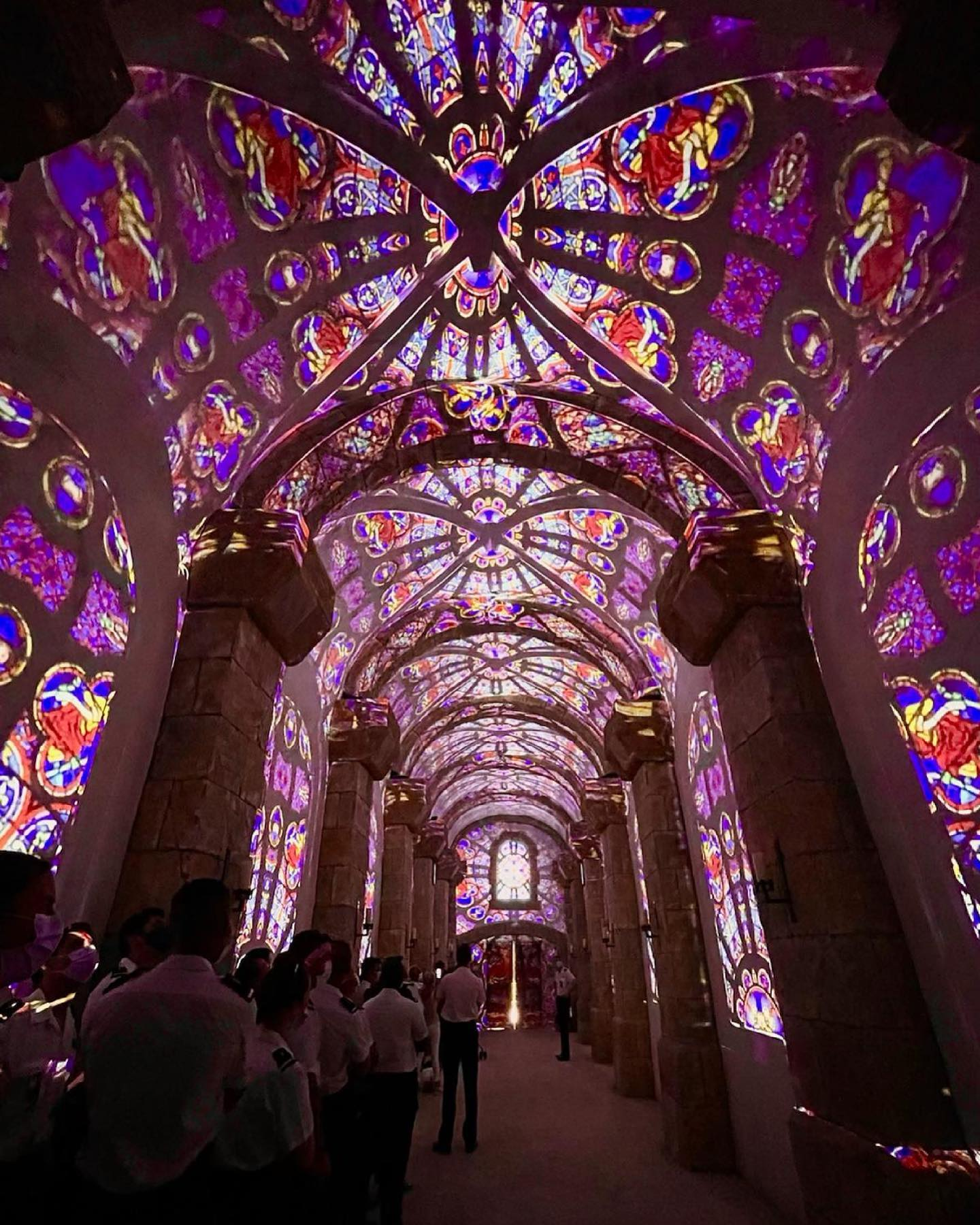
Mapping vidéo, Rocher Mistral.

Dans les Bouches-du-Rhône, le nouveau propriétaire du Château de la Barben prévoit d'investir 20 millions d'euros afin de créer un « projet touristique » avec spectacles à thématique historique ayant des similitudes avec les spectacles du Puy du Fou,. Représentant un investissement de 30 millions d'euros — principalement privés — et après une année de travaux, le parc nommé Rocher Mistral ouvre en juin 2021. Il ambitionne d'accueillir 150 000 clients. Le 22 juillet, il est visé par diverses actions en justice. Cette société est alors assignée en référé devant le tribunal judiciaire d'Aix-en-Provence. Il lui est reproché de ne pas avoir fait d'étude d'impact comme imposé par le code de l'environnement, les conséquences de l'augmentation de la circulation automobile et les risques d'inondations, conséquences des travaux de terrassement. Une première assignation émanant d'autres plaignants et datant du 28 mai pointe des raisons écologiques et aussi l'absence d'étude d'impact (travaux réalisés sans autorisations). Le maire Franck Santos déclare « Des permis de construire ont été refusés, d'autres sont en cours, et pourtant des aménagements ont été faits ». En octobre 2021, un arrêté municipal ordonne la fermeture au public du parc et du jardin. Le directeur du site le juge illégal et maintient les lieux ouverts. Le tribunal judicaire d'Aix-en-Provence doit statuer à ces propos le 14 novembre 2023.
En Eure-et-Loir, l'association Maison civile et militaire Joachim Murat met en scène en mai 2022 le Retour de Murat, une reconstitution historique au château de Montigny-le-Gannelon. Le personnage central est Joachim Murat, haut dignitaire du Premier Empire, fait maréchal d'Empire et prince français par Napoléon Ier.
En Saône-et-Loire, le projet « Éclat » est mis en place en 2019, devant aboutir à la création d'un spectacle historique à Tournus en 2023, bâti sur le modèle du Puy du Fou. D'un montant de 40 millions d'euros, le projet contesté reçoit le soutien financier du département. Ce projet rencontre les protestations du collectif Pas d'Éclat. En 2024, ce dernier saisit la justice contre le projet.
La Normandie annonce un projet de création de « D-Day Land » pour le 80e anniversaire du débarquement, reprenant le modèle du Puy du Fou. La date du 6 juin 2024 est annoncée pour l'ouverture du parc L'Hommage aux héros qui déplaît aux familles et proches de vétérans britanniques, américains et canadiens par ses aspects éthiques. La localisation du site dans le parc naturel régional des Marais du Cotentin et du Bessin déplaît aux associations environnementales par ses aspects écologiques,. Rebaptisé Normandy Memory, il est annoncé en septembre 2023 que son implantation est dorénevant prévue sur la friche SNM à Colombelles pour une ouverture en 2026 avec 600 000 touristes annuellement.
Au Cap d'Agde, un spectacle inspiré par ceux du Puy du Fou est en production dans le parc Pirates World. Les représentations sont prévues dès l'été 2024.
Dans les Pyrénées-Orientales, Louis Aliot — Maire Rassemblement national de Perpignan — projette la création pour 2026 d'un parc apparenté au Puy du Fou sur une surface de 30 à 40 hectares. Son adversaire politique Joan Nou se dit sceptique. Louis Aliot se déplace au Puy du Fou España. La colline le Serrat d'en Vaquer est envisagée pour y implanter le projet. Louis Aliot déclare qu'il est possible que la ville offre les terrains. Il pense à des investisseurs privés pour porter le projet.
Dans l’Allier, le spectacle de type « fresque retraçant les moments marquants de l'Histoire de France » Murmures de la Cité en juillet 2025 est qualifié de « mini Puy du Fou » par la presse et provoque quelques tensions politiques au niveau local.
En juin 2025 dans l'Oise, le site de reconstitution médiévale la tour Roland organise une fête historique ayant des similitudes avec le parc vendéen.